# L'Africaine
Vasco de Gama
Versions successives
1865 - Version remaniée par François-Joseph Fétis présentée à Paris sous le titre de "L'africaine
Représentations notables
- 1877 : première représentation au palais Garnier (Opéra de Paris) avec Gabrielle Krauss et Jean Lassalle sous la direction de Charles Lamoureux
- 1892 : Metropolitan Opera de New York avec Lillian Nordica, Jean et Édouard de Reszké
- 1907 : Metropolitan Opera de New York avec Olive Fremstad, Caruso et Riccardo Stracciari[1]
- 1916 : Berlin avec Barbara Kemp, Herman Jadlowker et Joseph Schwarz sous la direction de Leo Blech
- 1971 : Florence avec Jessye Norman sous la direction de Riccardo Muti
- 1972 : San Francisco avec Shirley Verrett et Plácido Domingo
- 1978 : Covent Garden de Londres avec Grace Bumbry et Plácido Domingo
- 2013 : création de la version originale de l’œuvre à Chemnitz sous le titre Vasco de Gama avec réintroduction des passages coupés par Fétis

Personnages
- Sélika, esclave (soprano)
- Vasco de Gama, officier de marine (ténor)
- Nélusko, esclave (baryton)
- Don Pédro, président du conseil du roi du Portugal (basse)
- Don Diego, membre du conseil (basse)
- Inès, sa fille (soprano)
- Don Alvar, membre du conseil (ténor)
- Le grand inquisiteur de Lisbonne (basse)
- Le grand prêtre de Brahma (basse)
- Anna, suivante d’Inès (mezzo-soprano)

Airs
- Air du sommeil de Sélika « Sur mes genoux, fils du sommeil » (acte II)
- Air de Nélusko « Fille des rois, à toi l’hommage » (acte II)
- Ballade de Nélusko « Adamastor, roi des vagues profondes » (acte III)
- Grand air de Vasco de Gama « Ô paradis » (acte IV)

L'Africaine (aussi Vasco de Gama) est un opéra en cinq actes de Giacomo Meyerbeer, sur un livret d'Eugène Scribe, dont la première représentation eut lieu le 28 avril 1865 à l'Opéra de Paris sous la direction de François Hainl. Dernière œuvre de celui qui est le plus célèbre compositeur d’opéras de son époque, son élaboration s’est étalée sur plus de vingt ans, avec une succession de versions, tant du livret que de la partition. Mort le lendemain du jour où il met un point final à sa composition, Meyerbeer ne peut participer au travail de révision lors des répétitions. Cette tâche est confiée au musicographe belge François-Joseph Fétis qui ne peut résoudre toutes les contradictions inhérentes à une durée de gestation aussi longue. Il en ajoute même de nouvelles, avec certaines coupures nuisant à la bonne compréhension de l’intrigue, ou la restauration du titre original L’Africaine à un ouvrage rebaptisé entretemps Vasco de Gama et dont l’héroïne n’est plus africaine. En dépit de ces vicissitudes, l’opéra connaît un triomphe dès sa création et parvient à se maintenir au répertoire, Meyerbeer ayant eu le soin de se renouveler en adoptant les préceptes nouveaux de l’opéra lyrique.

## Sources

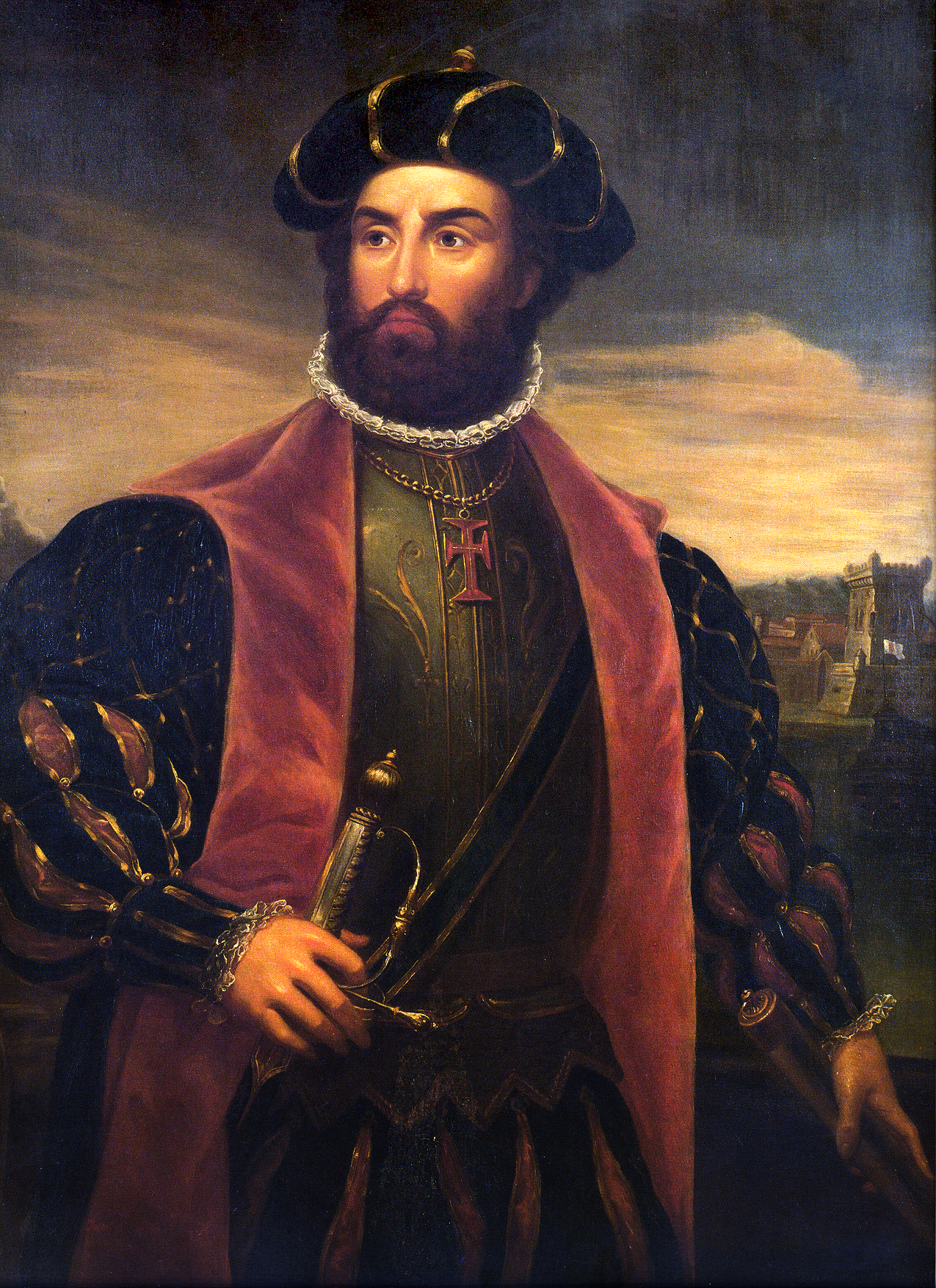
Vasco de Gama, portrait par (1838).

Le 12 janvier 1801, l’opéra de Berlin produit un nouvel ouvrage intitulé Vasco di Gama du compositeur Friedrich Heinrich Himmel sur un livret d’Antonio de Filistri da Caramondani, juste neuf mois avant que le jeune Jakob Meyer Beer ne fasse ses débuts publics en tant que pianiste. Pour Letellier, il ne fait aucun doute que c’est à cette occasion que Meyerbeer s’est familiarisé, dès l’âge de dix ans, avec l’idée de faire du célèbre explorateur portugais le protagoniste principal d’un opéra, idée qui va le hanter toute sa vie.
Peu après le triomphe des Huguenots, Scribe fournit à Meyerbeer le livret d’un opéra en trois actes intitulé L’Africaine le 16 septembre 1837. Ce projet initial s’inspire d’un conte allemand qui n’a pu être identifié et d’une tragédie d’Antoine-Marin Lemierre, La Veuve du Malabar (1770), dans laquelle une jeune indienne tombe amoureuse d’un navigateur portugais. Ce thème avait déjà été utilisé par Spohr dans son opéra Jessonda (1823) où le navigateur Tristan da Cunha sauve la veuve du rajah de Goa en l’arrachant au bucher funéraire.
Dans cette première version de L’Africaine (qui subira plusieurs modifications, dont les plus importantes sont sans doute le passage de trois à quatre, puis cinq actes), les deux premiers actes se déroulent à Séville au XVIe siècle ; le troisième sur un navire commandé par un capitaine espagnol inspiré du conquistador Hernando de Soto ; le quatrième et le cinquième au cœur de l’Afrique, près des sources du Niger. Cette localisation du royaume de Sélika aurait pu être inspirée à Scribe par la lecture du Voyage dans le Timaini, le Kouranko et le Soulimana du major Alexander Gordon Laing, traduit en français en 1826. Cet ouvrage décrit de façon détaillée les festivités célébrant l’entrée de l’explorateur britannique dans la capitale du Soulimana que l’on pourrait croire extraites d’un grand opéra. Quant aux sources du Niger, elles sont évoquées avec une pointe de fantastique qui ne pouvait qu’enflammer l’imagination du librettiste :
«  Les nègres regardent le Niger comme le plus grand fleuve du monde, et ces peuples superstitieux environnent son berceau de toutes les traditions du merveilleux. Ceux qui tenteraient de puiser de l’eau à sa source, disent-ils, se verraient arracher le vase des mains par une puissance invisible, et peut-être perdraient-ils le bras. Si dans le même endroit, où il n’a pas plus d’un pied de large, un téméraire osait le franchir en sautant, soudain il tomberait au milieu du courant et se noierait »
En dépit de son manque d’enthousiasme pour le livret, Meyerbeer compose une première version de la partition qu’il achève en 1846. Elle ne sera cependant jamais transmise à l’Opéra de Paris et semble avoir été perdue.
Le 16 octobre 1850, Meyerbeer demande à Scribe une révision du livret. Le compositeur souhaite en effet s’inspirer des Lusiades du Camoëns qu’il découvre dans une traduction française. Après plusieurs réunions de travail en mai 1852, Scribe fournit une nouvelle version au début de l’année 1853. L’action se déroule maintenant un siècle plus tôt. Les deux premiers actes sont déplacés à Lisbonne, le capitaine espagnol est remplacé par l’explorateur portugais Vasco de Gama ; le troisième acte prend toujours place à bord d’un navire, mais les quatrième et cinquième actes sont désormais en Inde. La reine africaine de la version initiale fait place à une reine indienne, le titre de l’ouvrage devenant Vasco de Gama.

## Argument
L’action de l’opéra se déroule à Lisbonne et dans le royaume de Sélika, en 1497-1498.

### Acte I
La salle du conseil de l’Amirauté à Lisbonne.
- Ouverture

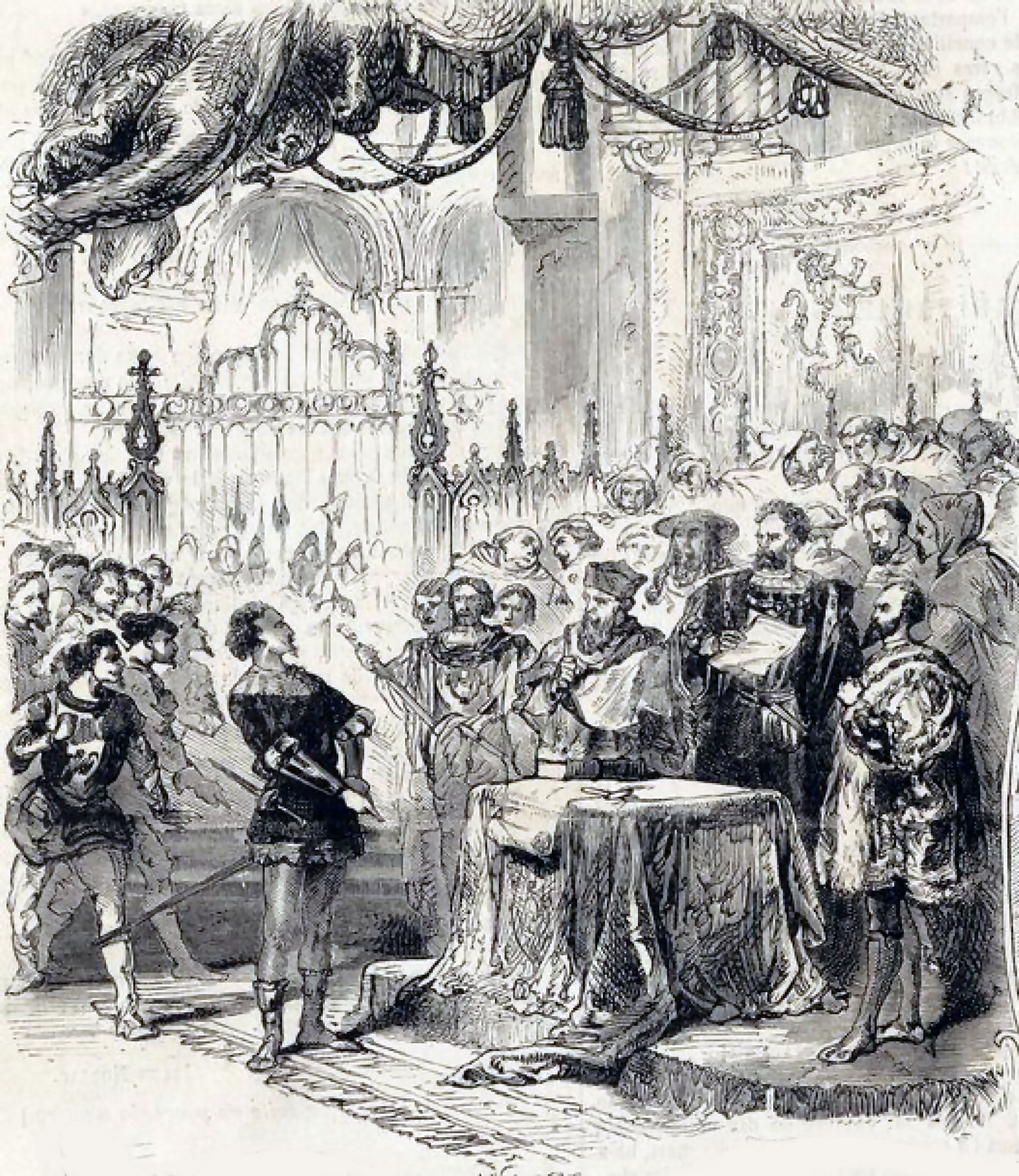
Vasco de Gama devant le conseil du roi : dessin de Alphonse de Neuville (1865)

- No 1a : Scène « Anna, qu’entends-je ? » : Inès est informée par sa suivante que son père Don Diego souhaite lui parler. La jeune femme craint de recevoir de mauvaises nouvelles de Vasco de Gama parti il y a deux ans avec l’explorateur Bartolomeu Dias pour se couvrir de gloire et mériter sa main.
- No 1b : Romance d’Inès « Adieu, mon doux rivage » : Inès se remémore la sérénade que lui chanta Vasco la veille de son départ.
- No 2a : Scène « Mon père, par votre ordre » : Don Diego annonce à sa fille qu’elle doit épouser Don Pédro, membre du conseil du roi. Inès refuse, malgré les menaces de son père. Don Pédro entre alors, annonçant la mort de Dias et Vasco de Gama.
- No 2b : Terzettino « Il est mort ! » : Inès se laisse aller à son chagrin sous le regard soupçonneux de Don Pédro. Don Diego demande à sa fille de cacher ses sentiments afin de ne pas irriter son futur époux. Inès sort.
- No 3a : Chœur d’évêques « Dieu que le monde révère » : les membres du conseil du roi entrent dans la salle. Don Alvar, le grand inquisiteur et huit évêques sont en tête du cortège. Don Pédro occupe le fauteuil du président.
- No 3b : Scène « Depuis qu’aux Espagnols » : Don Pédro annonce aux membres du conseil l’échec de l’expédition de Dias. Don Alvar précise qu’un homme a survécu et a réussi à revenir, Vasco de Gama. Ce dernier est convoqué devant le conseil.
- No 3c : Entrée de Vasco de Gama « J’ai vu nobles seigneurs » : Vasco expose les circonstances du naufrage. Il demande qu’on lui confie le commandement d’une nouvelle expédition. Il est certain de pouvoir franchir le cap de Bonne-Espérance et d’ouvrir ainsi une route maritime vers l’Inde.
- No 3d : Ensemble « Pour tant d’audace et de folie » : les membres du conseil sont partagés. Si Don Alvar est favorable à la demande de Vasco, Don Pédro, Don Diego et le grand inquisiteur s’y opposent. Vasco annonce qu’il a ramené deux esclaves « d’une race inconnue », prouvant l’existence de territoires et de peuples non encore conquis par les Espagnols.
- No 3e : Entrée de Sélika et de Nélusko « Esclaves, approchez ! » : le conseil interroge Sélika et Nélusko sur leur origine. Ils refusent de répondre. Vasco fait néanmoins observer qu’ils ne semblent appartenir à aucun peuple connu jusqu’alors. Le conseil en convient et fait sortir Vasco, Sélika et Nélusko pour délibérer.
- No 3f : Ensemble des membres du Conseil « Il faut avec ardeur seconder sa vaillance » : Don Alvar soutient la demande de Vasco et s’oppose au grand inquisiteur qui juge blasphématoire l’existence de territoires dont il ne serait pas question dans la Bible. Don Pédro consulte avec intérêt les cartes et les documents remis par Vasco.
- No 3g : Finale « Insensés, insensés, dites-vous ? » : Vasco est convoqué pour entendre la décision du conseil : sa demande est rejetée. Furieux, Vasco insulte les membres du conseil qui décident de le jeter en prison.

### Acte II
Un cachot de l’inquisition à Lisbonne.

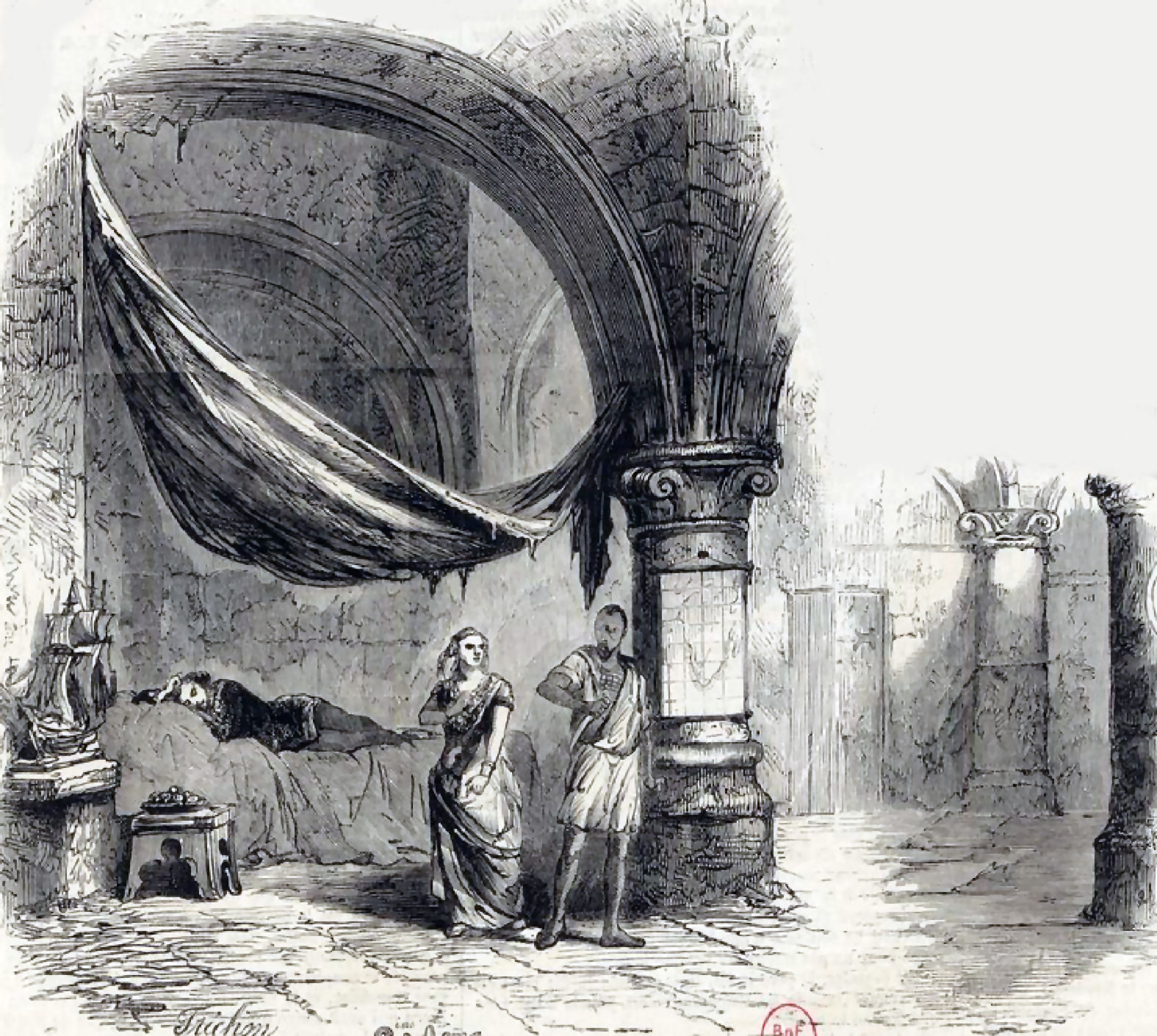
Sélika empêche Nélusko de tuer Vasco endormi : dessin de Alphonse de Neuville (1865).

- Entracte et scène « Vogue, vogue, mon beau navire » : enfermé dans un cachot avec Sélika et Nélusko depuis un mois, Vasco est endormi. Il rêve à ses découvertes et à Inès. Sélika, qui aime Vasco, souffre de l’entendre appeler une autre femme dans son sommeil.
- No 4 : Air du sommeil « Sur mes genoux, fils du soleil » : Sélika chante une berceuse afin d’apaiser le sommeil agité de Vasco.
- No 5a: Scène « Pour l’honneur de notre souveraine » : Sélika se cache derrière un pilier à l’approche de Nélusko. Ce dernier s’apprête à poignarder Vasco mais Sélika l’en empêche et lui ordonne de s’expliquer.
- No 5b: Air de Nélusko « Fille des rois, à toi l’hommage » : Nélusko avoue avoir deviné que Sélika, qui est la reine de son peuple, aime Vasco. C’est pourquoi il doit tuer ce dernier. Sélika, que Nélusko n’écoute plus, n’a pas d’autres moyens que de réveiller Vasco pour le sauver.
- No 6a: Récit « Le maître a-t-il faim ? » : Vasco, obsédé par ses explorations, recherche sur une carte le meilleur moyen de franchir le cap de Bonne-Espérance. Sélika lui révèle alors le chemin le plus sûr tout en lui indiquant la localisation de son île.
- No 6b: Duo « Combien tu m’es chère » : Vasco, reconnaissant, promet de garder Sélika pour toujours. Se méprenant, la jeune femme croit que Vasco l’aime.
- No 6c: Scène « Silence ! N’entends-je pas au loin » : ils entendent les cloches célébrant le mariage de Don Pédro. Sélika assure qu’en cette occasion, un certain nombre de prisonniers, y compris Vasco, Nélusko et elle, seront libérés. Vasco, ravi, embrasse Sélika.
- No 7a: Scène « On nous l’avait bien dit » : c’est à ce moment qu’entrent Inès, sa suivante, Don Pédro et Don Alvar. Inès annonce à Vasco qu’il est libre mais qu’il ne pourra plus la revoir. Croyant Inès jalouse de Sélika, Vasco lui offre ses deux esclaves en assurant qu’il lui restera toujours fidèle.
- No 7b: Septuor 1re partie « Pour elle, hélas ! Ah quel destin » : Sélika est profondément humiliée. Quant à Inès, elle semble encore plus désespérée des protestations d’amour de Vasco à son égard.
- No 7c: Scène « Marché conclu » : Don Pédro annonce que le roi lui a confié une flotte afin de franchir le cap de Bonne-Espérance ce qu’il ne doute pas de réussir grâce aux documents volés à  Vasco, d’autant que Nélusko propose de l’aider. Don Pédro demande à Inès, qu’il vient d’épouser, de l’accompagner. Inès révèle à Vasco qu’elle a obtenu sa libération à ce prix.
- No 7d: Septuor, 2e partie « Immobile de surprise » : Vasco est anéanti tandis que Don Pédro sort du cachot, accompagné d’Inès, Sélika et Nélusko.

### Acte III
Coupe du vaisseau de Don Pédro avec le premier pont d’où s’élancent les mats et au fond, la dunette derrière laquelle on aperçoit la mer ; au-dessous, le second pont, éclairé par une lampe, est partagé en deux compartiments dont l’un est la chambre d’Inès et le second, la chambre de Don Pédro.
- Entracte

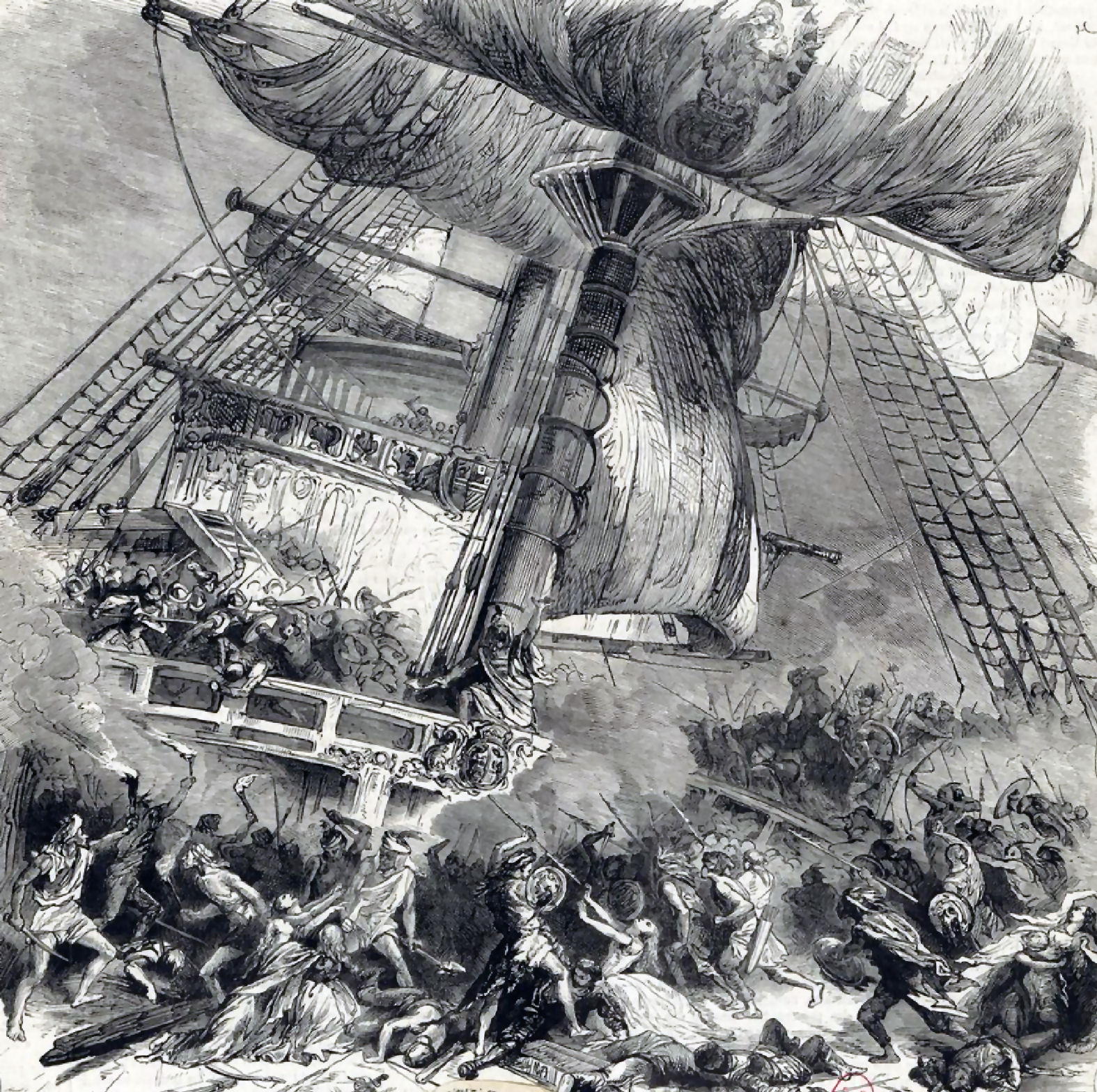
Attaque du navire portugais par les guerriers de Sélika : dessin de Alphonse de Neuville (1865).

- No 8: Chœur des femmes « Le rapide et léger navire » : Inès est dans sa chambre entourée de ses suivantes, dont Sélika fait partie. Elles lui chantent une chanson pour la divertir. Don Pédro est assis dans sa chambre près d’une table couverte d’instruments de navigation et de cartes.
- No 9a: Quatuor « Debout, matelots ! L’équipage, debout ! » : un coup de canon est tiré annonçant l’heure du réveil à bord.
- No 9b: Chœur des matelots « Voyez-vous l’aurore » : sur le premier pont, les matelots se mettent à l’ouvrage.
- No 10a: Prière des matelots « Ô grand Saint Dominique » : le soleil s’est levé. On sonne la cloche pour la prière du matin. Tous s’agenouillent : les matelots et les officiers sur le premier pont, Inès et ses suivantes sur le second.
- No 10b: Appel du repas du matin : les matelots se dispersent après la prière. L’un d’entre eux fait remarquer ironiquement à Nélusko que les dangers dont il les menaçait à l’approche du cap de Bonne-Espérance n’ont pas été aussi terrifiants que prévu.
- No 10c: Ronde bachique « Il faut du vin au matelot » : Nélusko va à la dunette tandis que les matelots s’assemblent pour le repas du matin et réclament du vin.
- No 10d: Récit et scène « Ah ! C’est vous, Don Alvar ! » : Don Alvar entre dans la chambre de Don Pédro et lui conseille de se méfier de Nélusko. À cause de lui, ils ont perdu deux navires sur les trois que leur avait confiés le roi ; Don Alvar craint que Nélusko ne les attire dans un piège. Don Pédro réaffirme sa confiance en Nélusko grâce auquel ils ont franchi le cap de Bonne-Espérance. Don Alvar évoque un vaisseau mystérieux qui ne cesse de les précéder, semblant leur indiquer la route à suivre. Les deux hommes montent sur le premier pont au moment où Nélusko suggère de changer de direction afin d’éviter une tempête.
- No 10e: Scène « Ah ! Bâtonner, fouetter » : Don Pédro, satisfait des services de Nélusko, décide de le récompenser en le nommant prévôt du navire. À ce titre, c’est lui qui infligera désormais les châtiments corporels aux autres matelots. Nélusko est ravi à l’idée de pouvoir frapper impunément des Portugais. Il recommande à nouveau de changer de direction ; Don Pédro suit son conseil malgré les doutes de Don Alvar.
- No 11: Ballade de Nélusko « Adamastor, roi des vagues profondes » : Nélusko est ravi et chante la légende d’Adamastor, le géant des mers.
- No 12a: Récit « Un navire portant pavillon portugais » : pendant ce temps, le mystérieux navire qui précédait celui de Don Pédro a changé de route et s’est rapproché. Une barque s’en détache et aborde le vaisseau de Don Pédro.
- No 12b: Duo 1re partie « Je viens à vous malgré ma haine » : c’est Vasco de Gama qui vient les prévenir qu’ils se dirigent vers les récifs où s’est échoué Bartolomeu Dias. Don Pédro refuse de croire Vasco et soupçonne une ruse pour se rapprocher d’Inès.
- No 12c: Duo 2e partie « Généreuse perfidie » : le ton monte entre les deux hommes, Vasco reprochant à Don Pédro de lui avoir pris Inès.
- No 12d: Duo 3e partie « Je contiens à peine » : Vasco finit par provoquer en duel Don Pédro qui refuse de se battre avec une personne qui n’est pas de la noblesse. Au comble de la fureur, Vasco frappe Don Pédro qui ordonne à ses soldats de se saisir de l’explorateur.
- No 13a: Récit « Au mât du vaisseau qu’on l’attache » : attirées par le tumulte, Inès et Sélika sont stupéfaites en revoyant Vasco. Celui-ci est condamné à mort par Don Pédro. Pour le sauver, Sélika vole un poignard à un matelot et menace de tuer Inès si Vasco n’est pas gracié.
- No 13b: Septuor « Dans l’effroi dont son âme est atteinte » : après avoir longuement hésité et alors que l’orage se rapproche, Don Pédro cède et ordonne que Vasco soit emprisonné à fond de cale.
- No 13c: Récit « Qu’on l’entraîne à l’instant » : Don Pédro décide de se venger sur Sélika en la condamnant à mort. Inès demande sa grâce en vain. Don Pédro ordonne à Nélusko, en tant que prévôt du navire, de tuer Sélika, ce qu’il refuse.
- No 13d: Duo de Sélika et Nélusko « Eh bien ! Va pour le supplice » : ignorant les supplications d’Inès et Don Alvar, Don Pédro ordonne l’exécution de Sélika et Nélusko.
- No 13e: Finale et chœur des Indiens « Aux voiles, aux cordages » : le navire s’échoue soudain sur les récifs dans un fracas effroyable. Il est attaqué par les guerriers de Sélika qui reconnaissent aussitôt leur reine et Nélusko. Sous les encouragements de ce dernier, ils capturent tous les Portugais présents sur le navire.

### Acte IV
À gauche, l’entrée d’un temple d’architecture indienne ; à droite, un palais ; au fond, des monuments somptueux.
- Entracte et marche indienne.

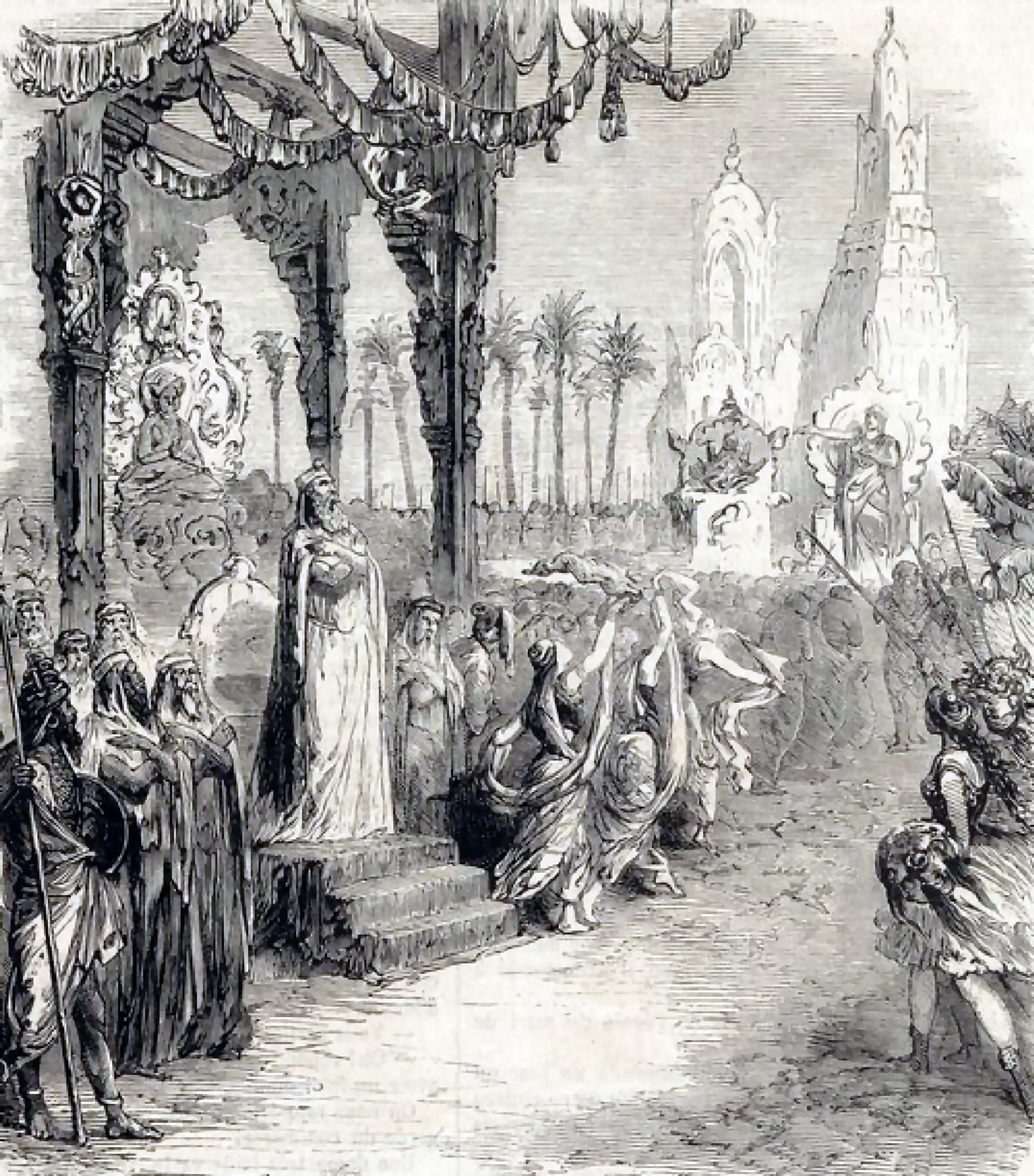
Le grand prêtre de Brahma assiste au cortège de Sélika : dessin de Alphonse de Neuville (1865).

- No 14a: Scène « Nous jurons par Brahma » : le grand prêtre de Brahma accueille Sélika et lui jure obéissance. Il rappelle que selon la loi, nul étranger ne peut vivre sur l’île. Tous les Portugais ont été égorgés (à l’exception de Vasco dont le statut de prisonnier l’a protégé provisoirement) ; les femmes sont quant à elles conduites sous un mancenillier où elles trouveront la mort, victimes de ses effluves empoisonnés.
- No 14b: Chœur des sacrificateurs « Soleil qui sur nous t’élèves » : tandis que Sélika entre dans le temple avec les prêtres, Nélusko fait venir les bourreaux pour l’exécution de Vasco.
- No 15a: Récit « Pays merveilleux ! Jardin fortuné ! » : Vasco, escorté de quelques soldats, entre lentement.
- No 15b: Grand air de Vasco 1re partie « Ô paradis » : ébloui par tout ce qu’il voit, Vasco est rempli de fierté à l’idée d’avoir découvert un nouveau monde aussi magnifique.
- No 15c: Grand air de Vasco 2e partie « Conduisez-moi vers ce navire » : lorsqu’il comprend qu’il va être mis à mort, Vasco demande à pouvoir prévenir son équipage qu’il a découvert de nouvelles terres. Sa requête est refusée et les bourreaux s’apprêtent à frapper.
- Scène « Vouloir le soustraire au supplice » : Sélika arrête le geste des bourreaux et prétend qu’elle est l’épouse de Vasco. Devant l’incrédulité des prêtres, elle demande à Nélusko de confirmer son mensonge.
- No 16a: Cavatine de Nélusko « L’avoir tant adorée » : Nélusko est déchiré entre sa haine pour Vasco et son amour pour Sélika, celle-ci lui ayant fait comprendre qu’elle mourra s’il ne la soutient pas. Il se résout finalement à confirmer les dires de la reine. Vasco est libéré immédiatement.
- No 16b: Morceau d’ensemble « Brahma ! Vishnou ! Chiva ! » : le grand prêtre organise une cérémonie pour célébrer les noces de Vasco et Sélika et fait boire aux deux époux un philtre d’amour.
- No 17a: Scène « L’hymen que ton salut » : Sélika dit à voix basse à Vasco qu’il pourra retourner quand il le voudra sur son navire pour rentrer dans sa patrie. Vasco, touché par cette déclaration et troublé par le philtre que lui a fait boire le grand prêtre, déclare qu’il restera avec Sélika, son épouse.
- No 17b: Duo de Sélika et Vasco « Ô transports, ô douce extase » : Sélika et Vasco se jurent une fidélité éternelle. Le grand prêtre et le cortège sortent du temple de Brahma. Des femmes entourent Sélika et lui mettent sur la tête une couronne de fleurs.
- No 18: Chœur dansé « Remparts de gaze » : pendant que les servantes de Sélika la préparent pour les noces, Vasco entend au loin les plaintes d’Inès et de ses suivantes. Surpris, il veut les rejoindre, mais il est arrêté par un groupe de jeunes filles qui le ramène au côté de Sélika.

### Acte V

#### 1ertableau
Les jardins du palais de Sélika.
- Entracte

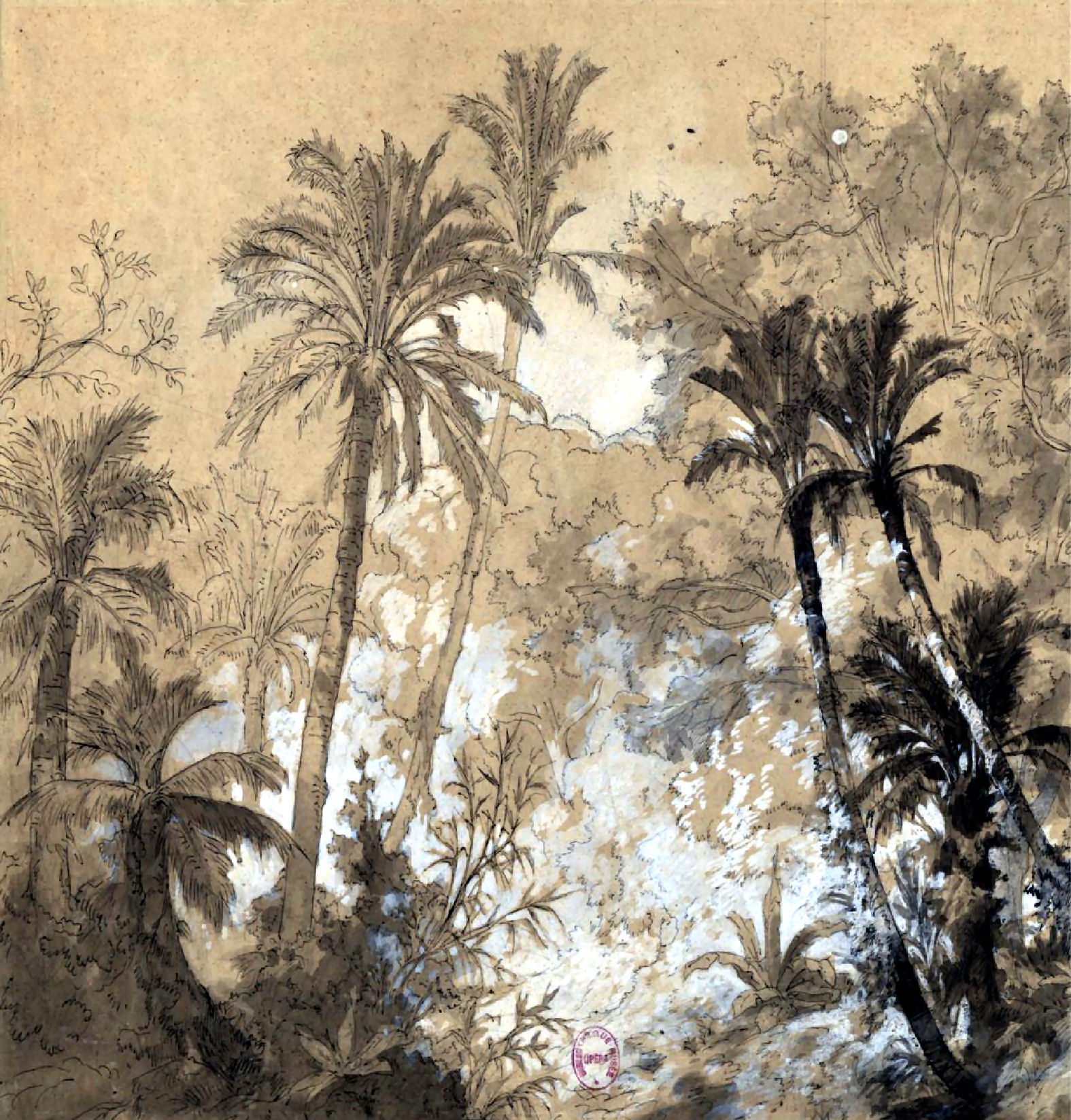
Esquisse de décor du premier tableau de l’acte V par Édouard Desplechin (1865).

- No 19a: Récitatif « Là-bas, sous l’arbre noir » : Inès, pâle et tremblante, a réussi à échapper aux effluves mortels du mancenillier dont ont été victimes ses compagnes.
- No 19b: Arioso d’Inès « Fleurs nouvelles, arbres nouveaux » : Inès admire les arbres et les fleurs qui poussent autour d’elle. Mais toutes ces splendeurs ne pourront jamais lui faire oublier sa patrie.
- No 19c: Scène « Ne m’abusé-je pas ? » : Vasco entre et annonce à Inès qu’il a épousé Sélika. Cette dernière surprend le couple et comprend immédiatement qu’ils s’aiment toujours. Furieuse, Sélika demande à rester seule avec sa rivale.
- No 20a: Duo de Sélika et d’Inès « Avant que ma vengeance » : les deux femmes réalisent rapidement qu’elles aiment toutes les deux Vasco au point de se sacrifier pour le bonheur de ce dernier. Sélika est désespérée à l’idée que Vasco semble préférer Inès et Inès se refuse à briser un mariage qui a sauvé la vie de celui qu’elle aime.
- No 20b: Récit « Emmenez cette femme » : Nélusko entre, suivi de plusieurs soldats. Sélika lui ordonne de ramener Inès et Vasco sur le navire qui attend au large.

#### 2etableau

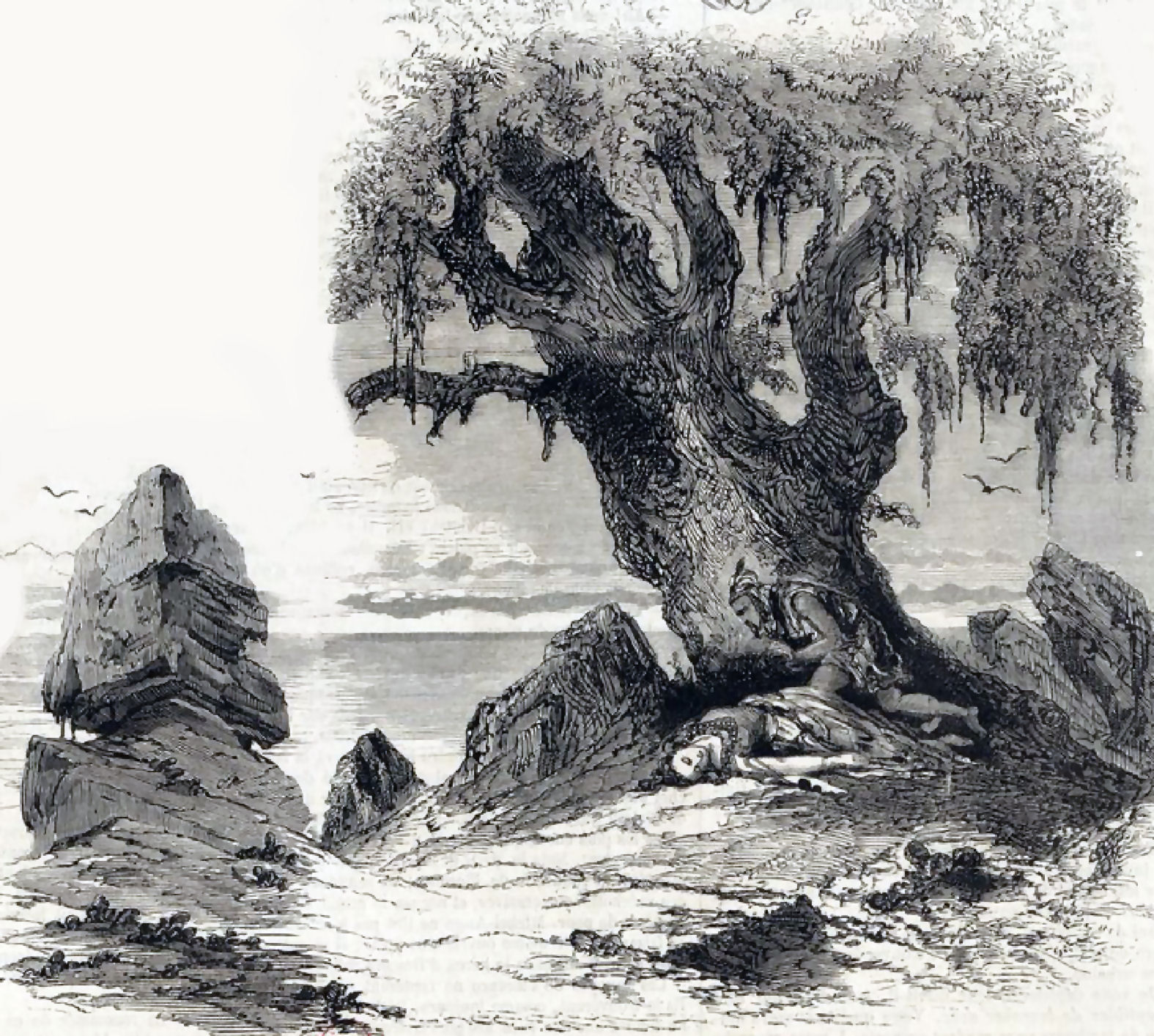
Nélusko se penche vers le corps inanimé de Sélika : dessin de Alphonse de Neuville (1865).

Un promontoire qui domine la mer. Un mancenillier occupe le milieu de la scène.
- No 21a: Récit « D’ici je vois la mer immense » : Sélika s’avance seule et contemple la mer.
- No 21b: Cavatine « La haine m’abandonne » : se rapprochant du mancenillier, Sélika pardonne à Vasco et se résout à ne plus jamais le revoir.
- No 21c: Scène et ariette « Ô riante couleur » : cueillant les fleurs qui tombent des branches de mancenillier, Sélika s’en fait un collier et en respire les effluves empoisonnés.
- No 22a: Chœur aérien « C’est ici le séjour de l’éternel amour » : commençant à délirer, Sélika se voit accueillie dans les cieux par les divinités hindoues et par Vasco.
- No 22b: Finale « Ah ! Je veille encor » : un coup de canon réveille Sélika. Elle regarde du côté de la mer et pousse un cri de douleur en voyant le navire de Vasco s’éloigner. Nélusko arrive et constate qu’il est trop tard pour sauver sa souveraine. Il décide de l’accompagner dans la mort et s’étend aux pieds de Sélika tandis que le navire de Vasco n’est plus qu’un point à l’horizon.

## Genèse

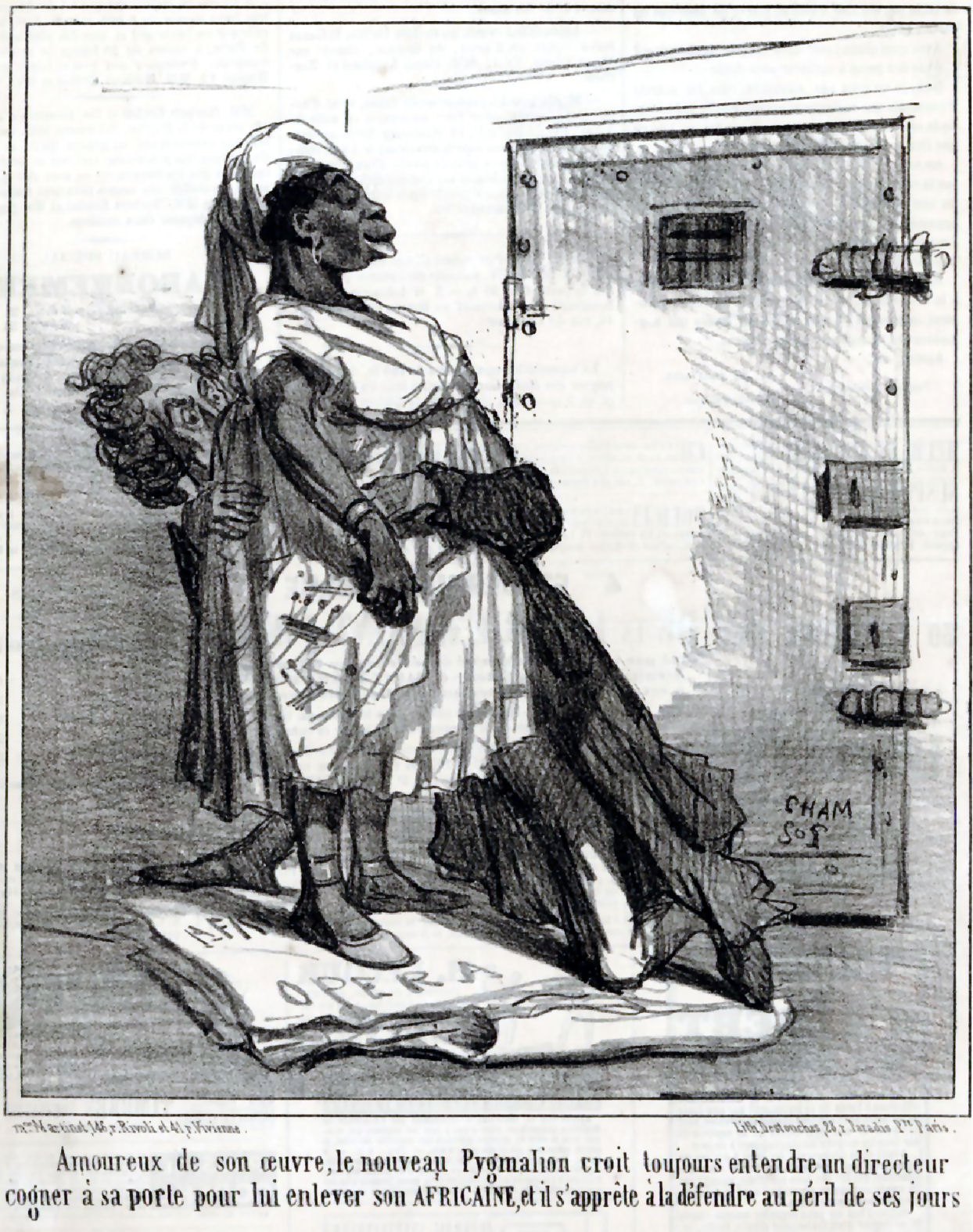
Caricature de Cham ironisant sur les réticences de Meyerbeer à livrer sa partition à l’Opéra de Paris.

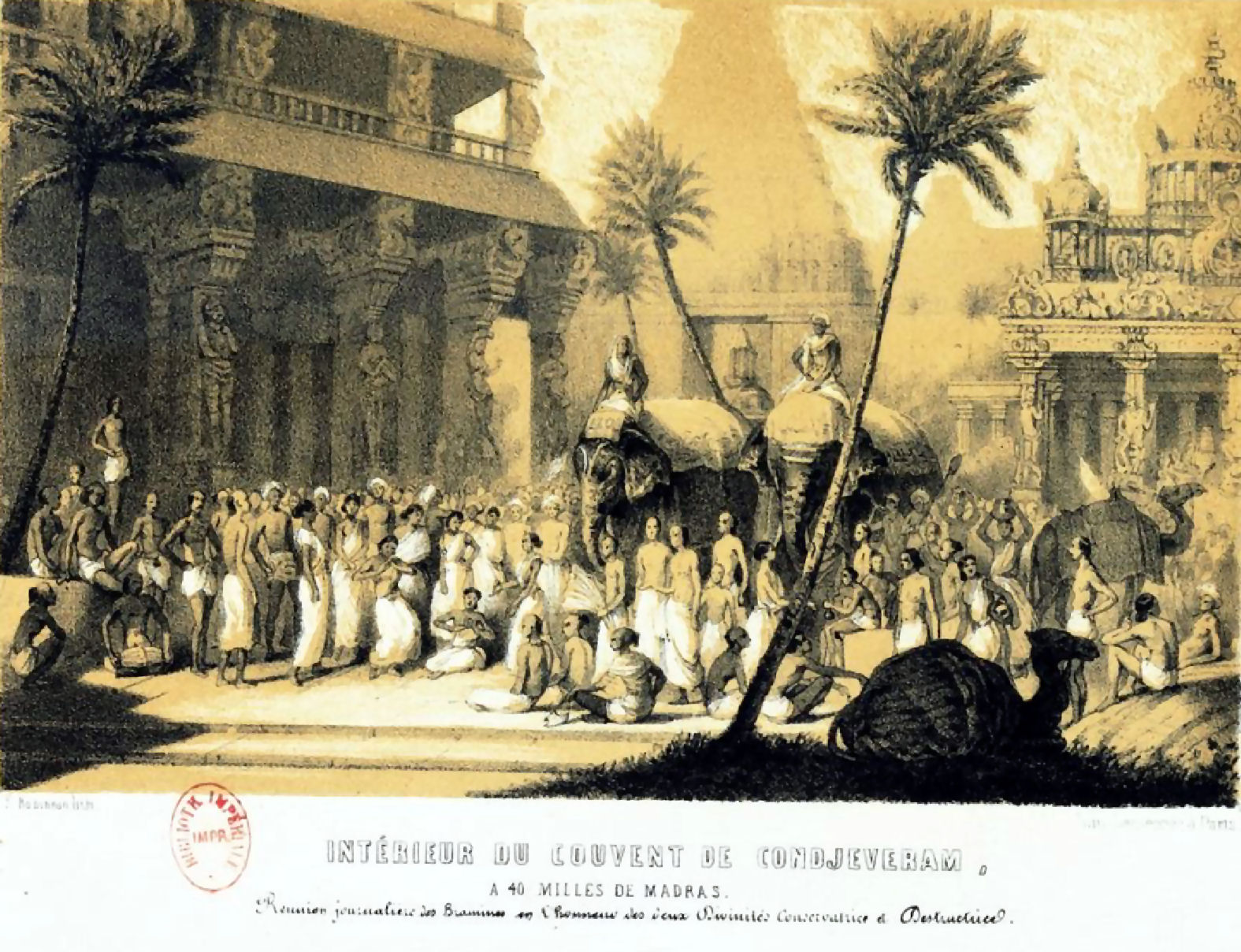
Intérieur du couvent de Condjeveram, lithographie illustrant les Voyages dans l’Inde d’Alexei Saltykov.

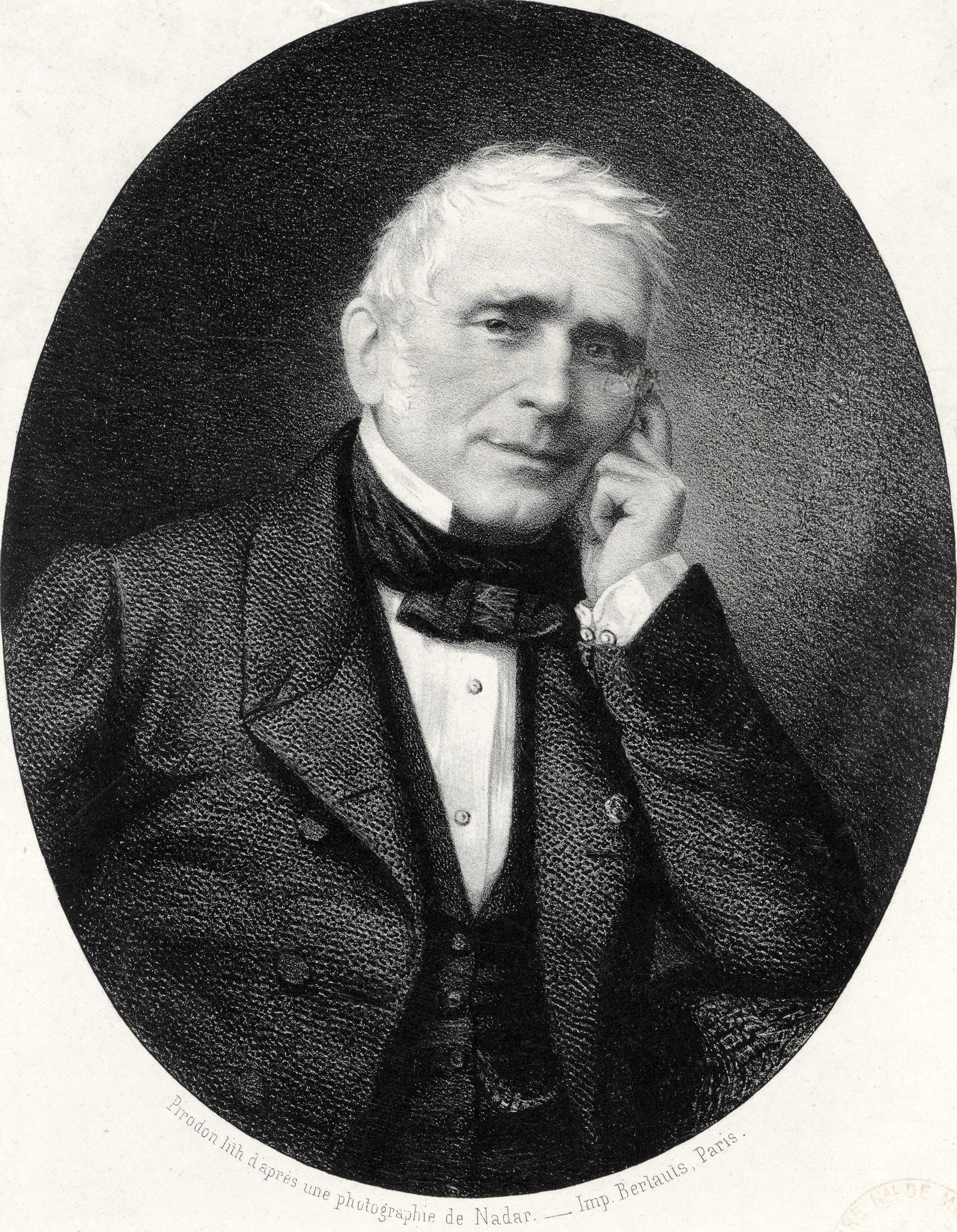
Portrait d’Eugène Scribe : lithographie d’après une photographie de Nadar prise entre 1854 et 1860.

Le succès de ses deux opéras-comiques L'Étoile du Nord et Le Pardon de Ploërmel aurait pu inciter Meyerbeer à poursuivre dans cette veine plus légère. Dans les derniers mois de sa vie, il étudie d’ailleurs la possibilité d’adapter différentes histoires pour un nouvel opéra-comique. Néanmoins, sa santé de plus en plus défaillante le conduit à revenir à un projet très longtemps négligé.
Le texte de L’Africaine est mentionné pour la première fois le 16 septembre 1837, lorsque Scribe fournit le livret de trois actes à Meyerbeer. L’attention des deux collaborateurs est immédiatement attirée vers un autre texte, Le Prophète, même si un contrat relatif à L’Africaine est signé le 1er janvier 1838. Le contrat prévoit un report dans l’attente du rétablissement de Cornélie Falcon, brillante créatrice du rôle de Valentine dans Les Huguenots et à qui est destiné le rôle principal du nouvel opéra. Néanmoins, la cantatrice ne retrouvera jamais sa voix et le climat délétère qui règne à l’opéra de Paris dans les années 1840 sous l’administration de Léon Pillet n’incite guère le compositeur à travailler à ce projet.
Le 10 décembre 1841, Meyerbeer note dans son journal qu’il « a décidé de commencer le travail préparatoire sur L’Africaine (…) puisqu’[il] doit en fournir la partition prochainement [le 31 décembre 1843] à Scribe ». Le 20 juin 1843, Scribe révise le texte des deux premiers actes, et le 16 novembre, une partition pour piano est annoncée. Un nouveau contrat est discuté avec Scribe en novembre et décembre 1843, la signature intervenant le 22 décembre.
Les activités officielles de Meyerbeer à Berlin, la composition des opéras Ein Feldlager in Schlesien et Le Prophète ou de la musique de scène Struensee mettent à mal ces bonnes résolutions. Le public s’impatiente et les journaux alimentent régulièrement la rumeur d’une production prochaine : Meyerbeer note dans son journal le 16 janvier 1846 que « Thiers et Rémusat sont particulièrement enthousiastes à l’idée que l’on puisse produire Le Prophète ou L’Africaine à l’Opéra ». Le 26 avril, il consigne que « l’opinion de Scribe est que je dois maintenant aller de l’avant avec L’Africaine ». En dépit de son manque d’enthousiasme pour le livret, Meyerbeer finalise une première version de la partition au cours de l’année 1846. Insatisfait, il ne la transmet pas à la direction de l’Opéra de Paris. Le 23 janvier 1848, il assiste à une revue au théâtre de la Porte-Saint-Martin, qui se moque de tous les projets lyriques avortés de Meyerbeer, à commencer par L’Africaine.
Les 11 et 12 mars 1848, il note dans son journal qu’il a « relu attentivement ses esquisses sur L’Africaine ». Alors qu’il se refuse à donner à Roqueplan, le nouveau directeur de l’opéra, quelque assurance que ce soit pour la création de l’ouvrage, il demande à Scribe le 16 octobre 1850 une révision du livret. C’est dans ce cadre qu’il lit le 21 octobre de la même année une traduction française des Lusiades du Camoëns. Un nouveau texte est prêt le 18 décembre 1851, mais il ne lui plait guère. Une révision à grande échelle est entreprise par Scribe en 1852, après plusieurs réunions de travail qui se déroulent lors de sa visite au compositeur à Berlin en mai. En juin 1852, Meyerbeer fait des recherches sur l’Inde et s’intéresse tout particulièrement aux dessins illustrant les Voyages dans l’Inde du prince Saltykov. Le 16 janvier 1853, Scribe donne à Meyerbeer une nouvelle version des trois premiers actes, les deux derniers actes arrivant le 3 février. Meyerbeer se met au travail peu après, mais la composition de L’Étoile du Nord puis du Pardon de Ploërmel bloque l’avancement de L’Africaine.
En octobre 1855, Scribe, lassé de tous ces atermoiements et ulcéré de ne pas avoir été choisi pour le livret du Pardon de Ploërmel, met en demeure Meyerbeer de terminer L’Africaine. Le compositeur promet de reprendre le travail dès la composition du Pardon de Ploërmel achevée. Une réunion à ce sujet a lieu entre les deux hommes le 7 septembre 1856 et Meyerbeer relit le livret en novembre 1857. La composition commence lors du séjour du compositeur à Nice entre décembre 1857 et avril 1858 avec la scène du conseil royal du premier acte. Une fois close en mars 1860 la période d’intense activité consacrée aux répétitions et à la création du Pardon de Ploërmel, L’Africaine est l’objet principal de l’attention du compositeur et ce jusqu’aux tout derniers jours de sa vie (avril 1864).
La mort de Scribe en février 1861 soulève de nouveaux obstacles. Qui pourra désormais fournir au compositeur les corrections qu’il a l’habitude de demander au fur et à mesure de l’avancement de son travail ? Scribe avait toujours été impliqué dans le processus créatif jusqu’aux répétitions dans les ouvrages précédents. Se posent également des problèmes liés aux droits d’auteur. Les difficultés relatives à ce dernier point sont résolues avec la signature de nouveaux contrats avec la veuve de Scribe en 1862 et 1863. Pour les corrections du livret (apportées principalement dans le deuxième et le quatrième acte), Meyerbeer se tourne vers son amie Charlotte Birch-Pfeiffer qui lui fournit en mars, avril et mai 1861 des modifications en allemand qui sont ensuite traduites en français par Joseph Duesberg en 1862 et 1863. Le compositeur lui-même écrit de nouveaux passages pour la scène de la mort de Sélika en novembre et décembre 1863.
Meyerbeer meurt le 2 mai 1864, alors qu’il n’a achevé la partition complète que la veille.

## Création

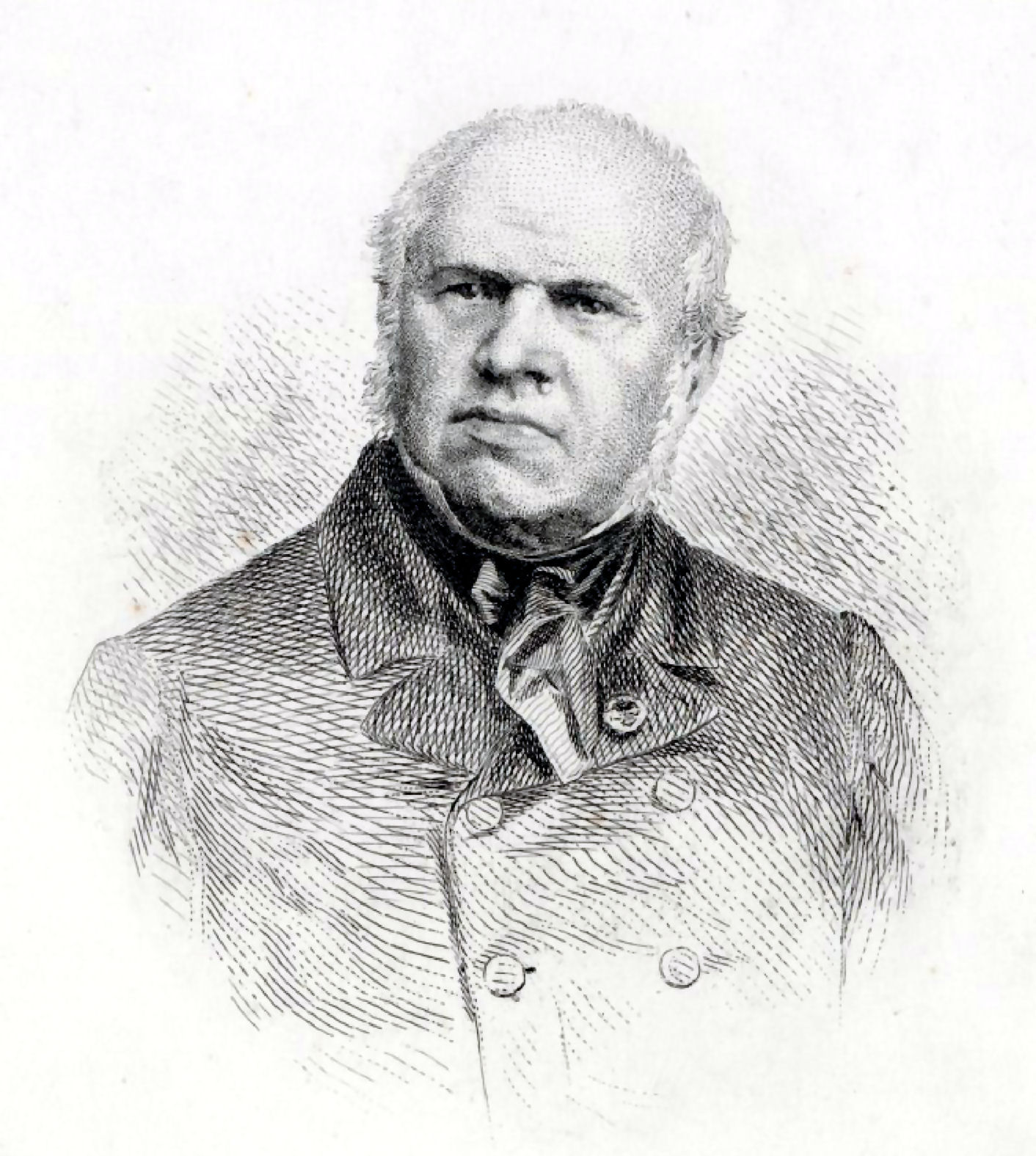
Portrait de François-Joseph Fétis en 1867.

### Intervention de François-Joseph Fétis
Les répétitions ont toujours été pour Meyerbeer une étape essentielle de son processus créatif, lui permettant de réviser et d’abréger la partition initiale. Le compositeur exige même que son ouvrage ne soit pas monté s’il n’est pas en mesure de superviser les répétitions. Sa veuve et Émile Perrin, le directeur de l’Opéra de Paris, décident de passer outre et confient la tâche d’établir une version exécutable de l’opéra au célèbre musicographe belge François-Joseph Fétis, la révision du livret revenant à Mélesville.
Le public et la presse étant depuis longtemps familiarisés au titre de L’Africaine, l’opéra reprend sa dénomination initiale alors que toute référence à l’Afrique a disparu du livret. Fétis croit résoudre le problème en déplaçant l’action à Madagascar (où l'on ne pratique guère l'hindouisme) et supprime une partie importante de l’action et de la musique aux dépens de la logique dramatique.

### Maquette des costumes
Les costumes de la création sont signés par Alfred Albert et Paul Lormier.

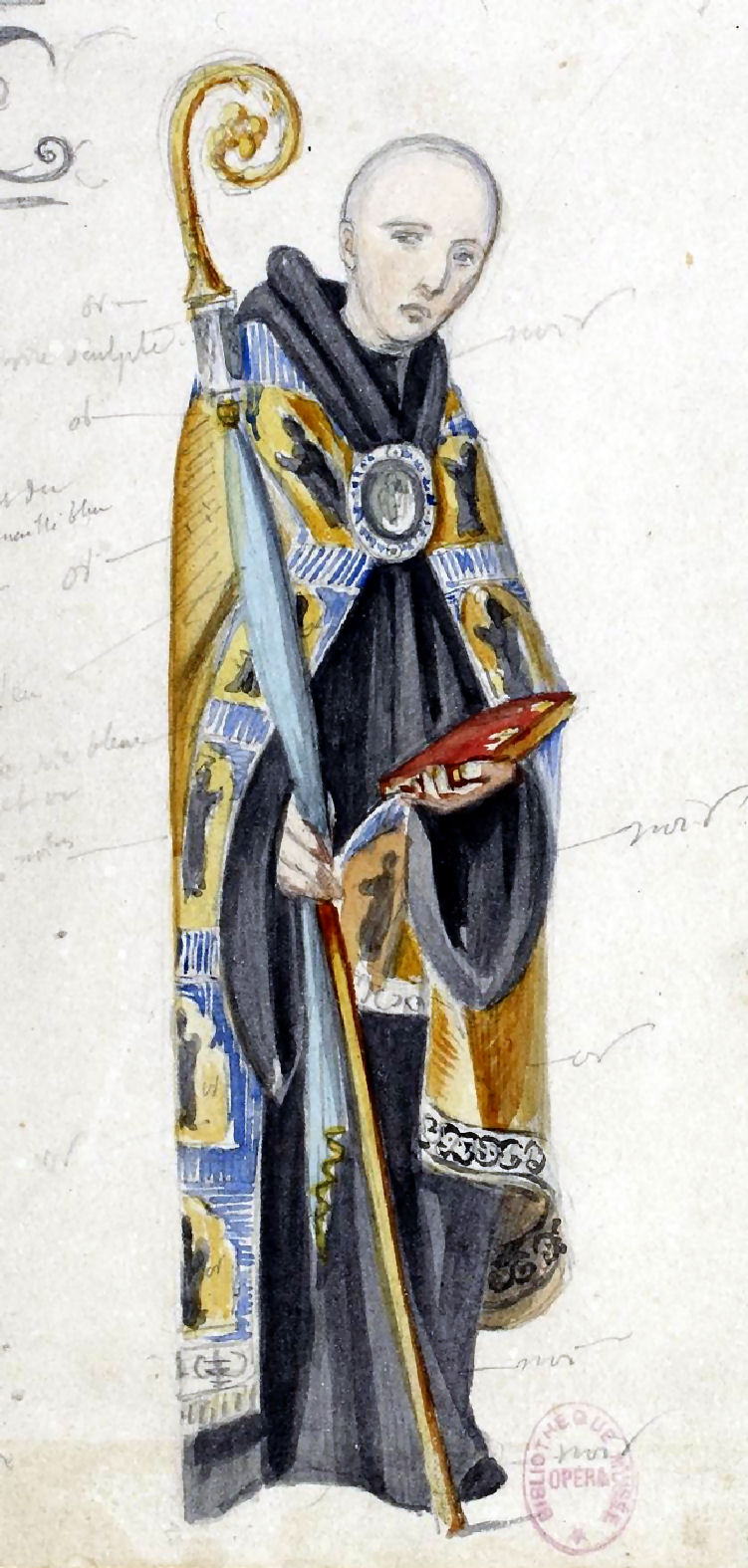
Maquette de costume pour un évêque
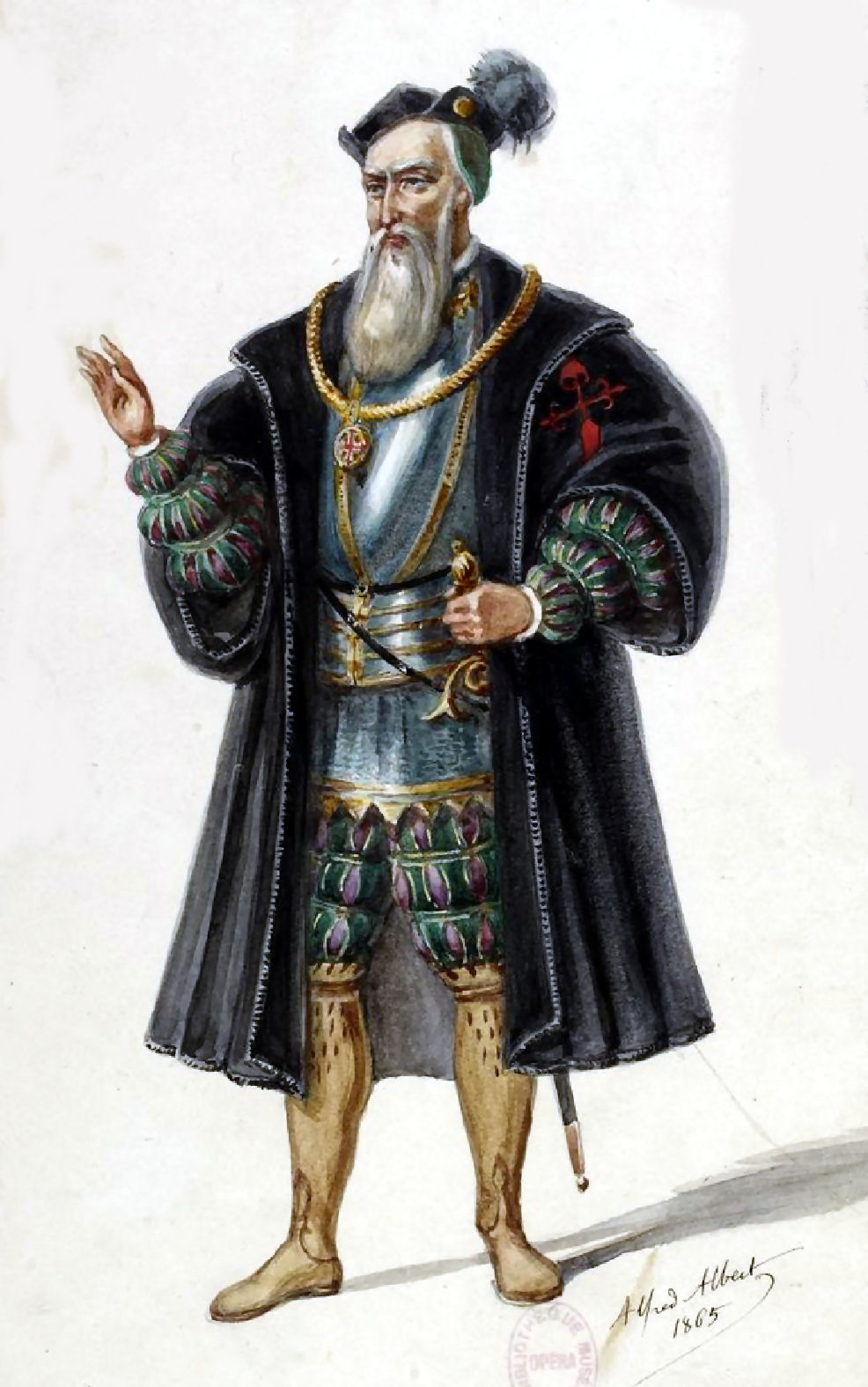
Maquette de costume pour Don Diego
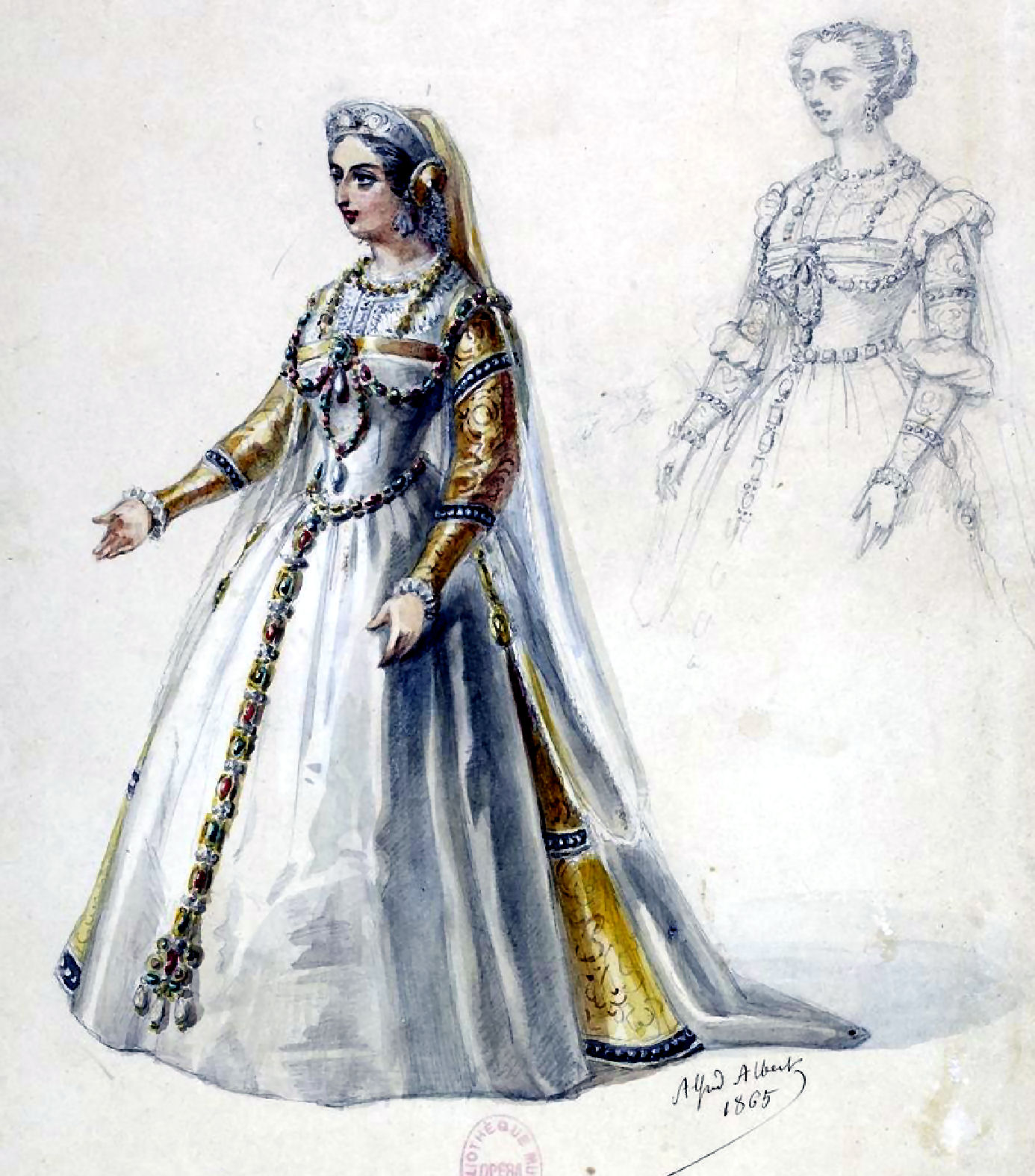
Maquette du premier costume pour Inès
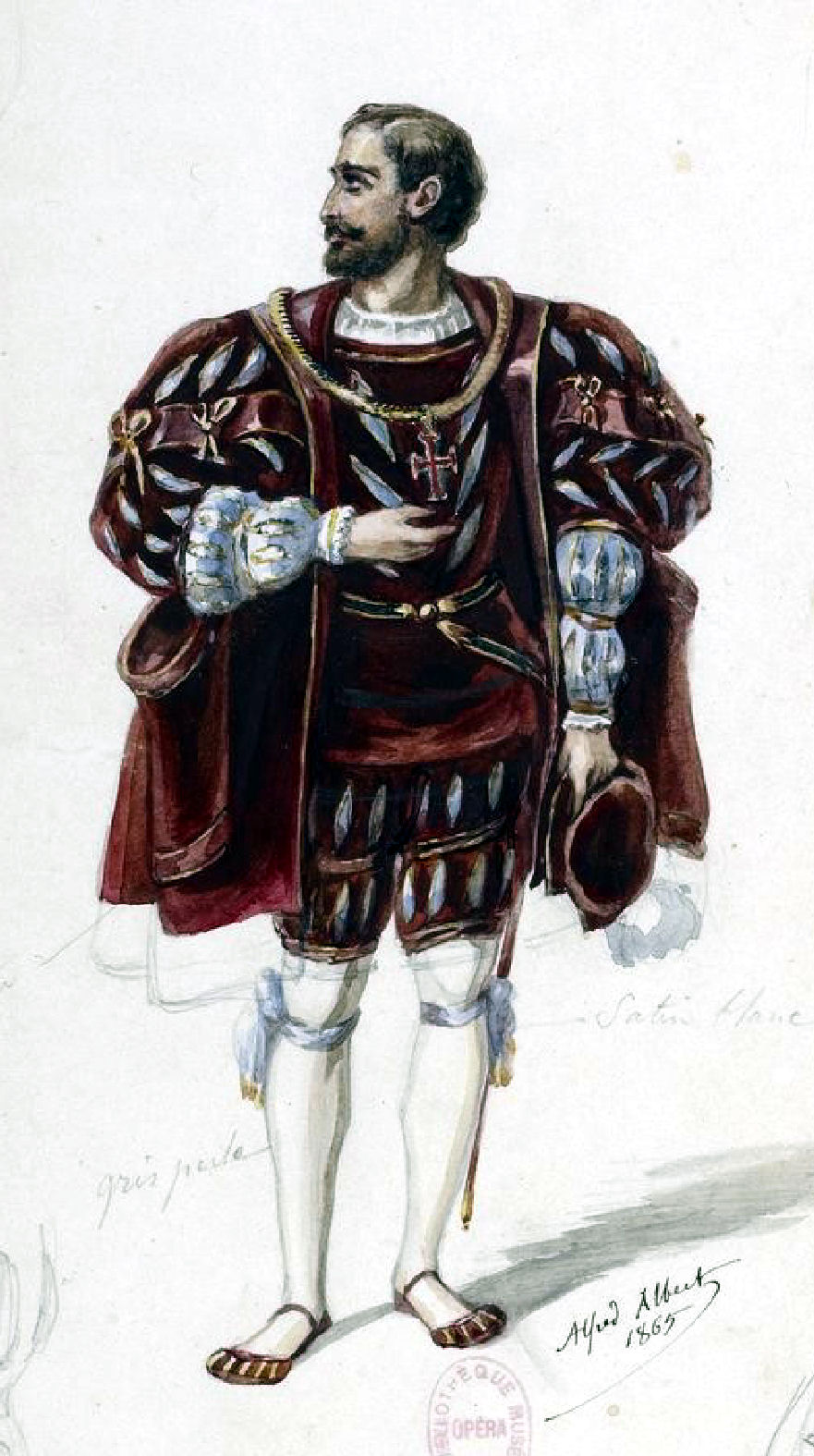
Maquette du premier costume pour Don Pédro
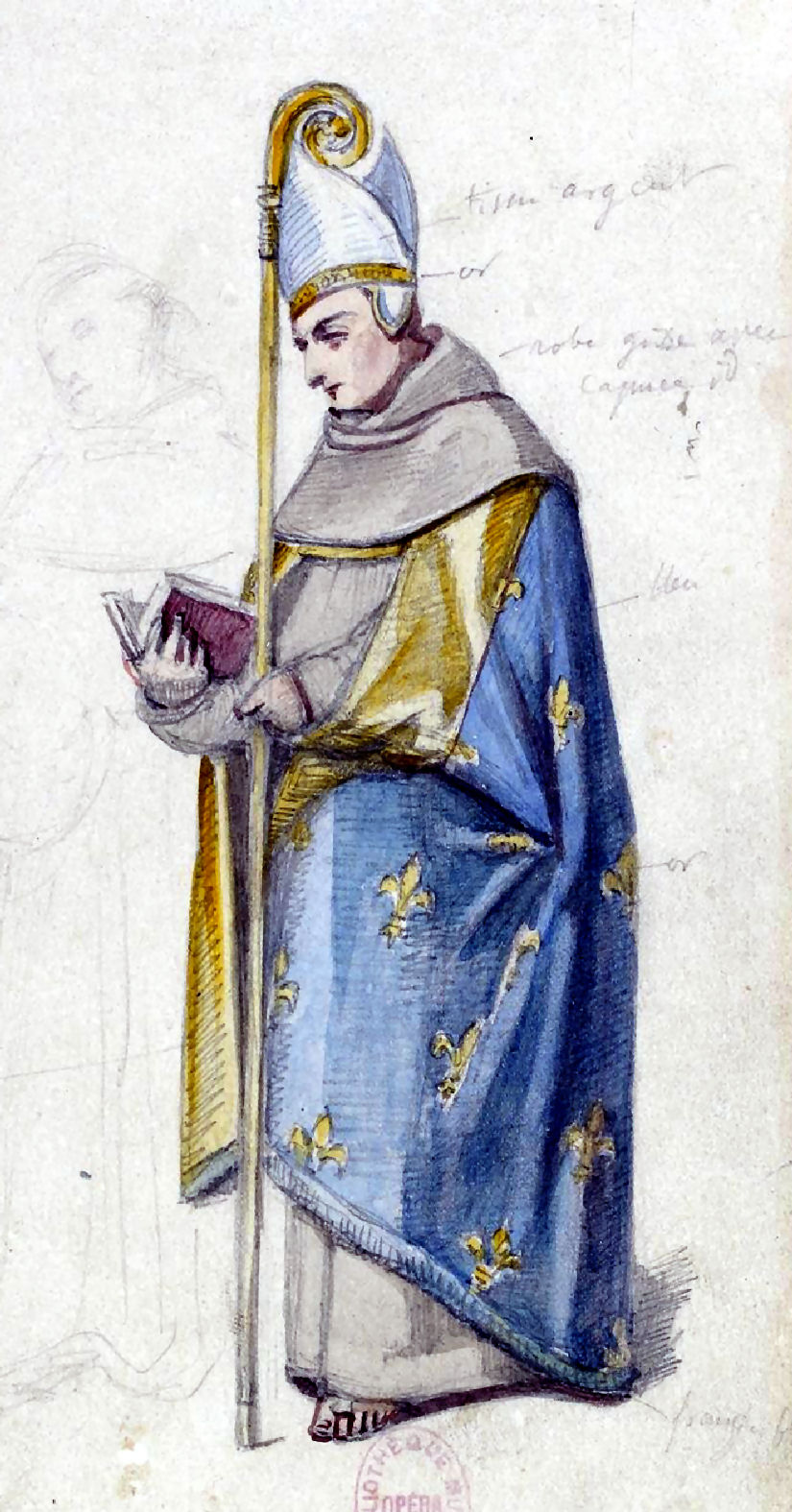
Maquette de costume pour un évêque
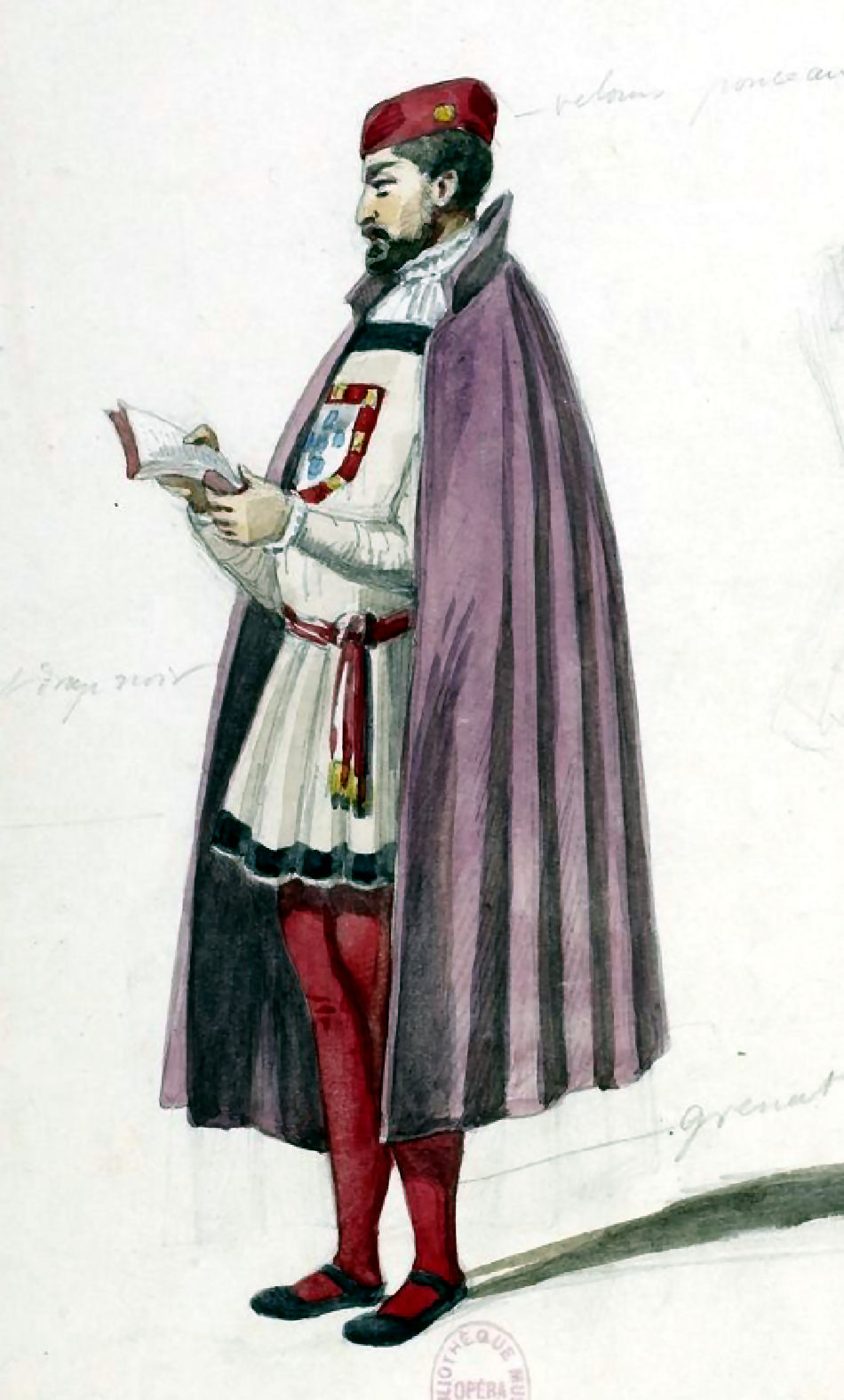
Maquette de costume pour un huissier
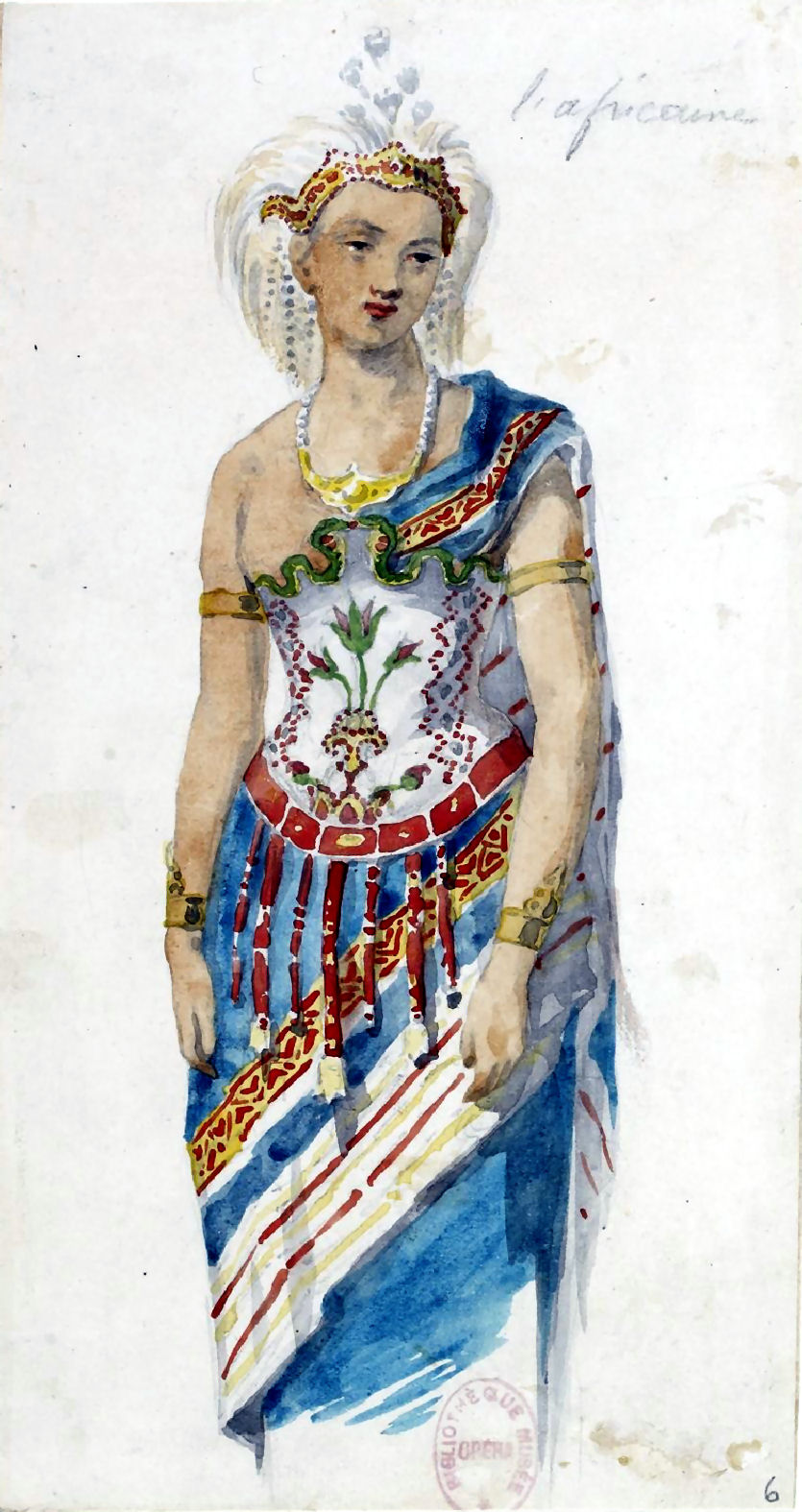
Maquette de costume
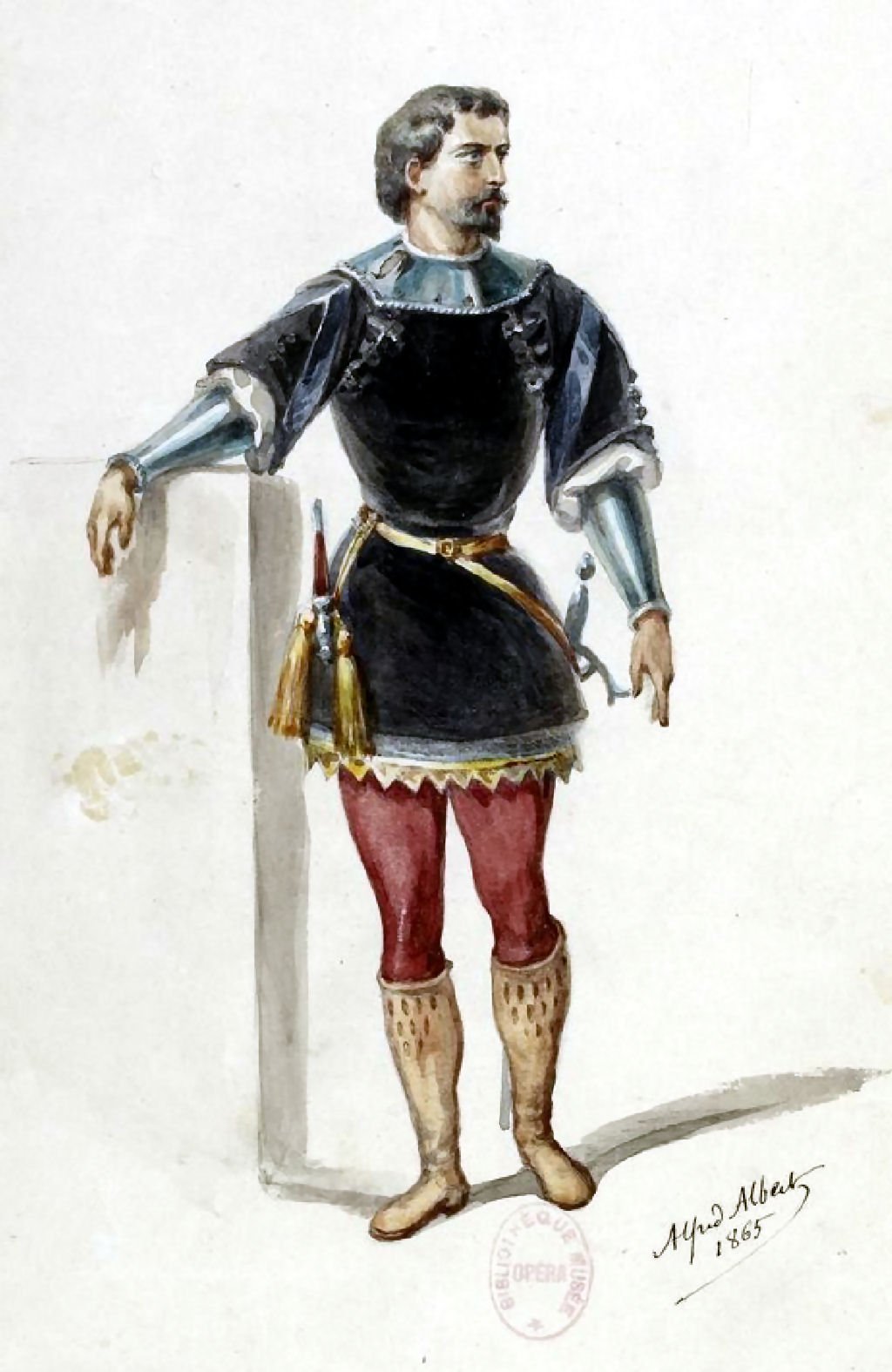
Maquette de costume pour Vasco de Gama
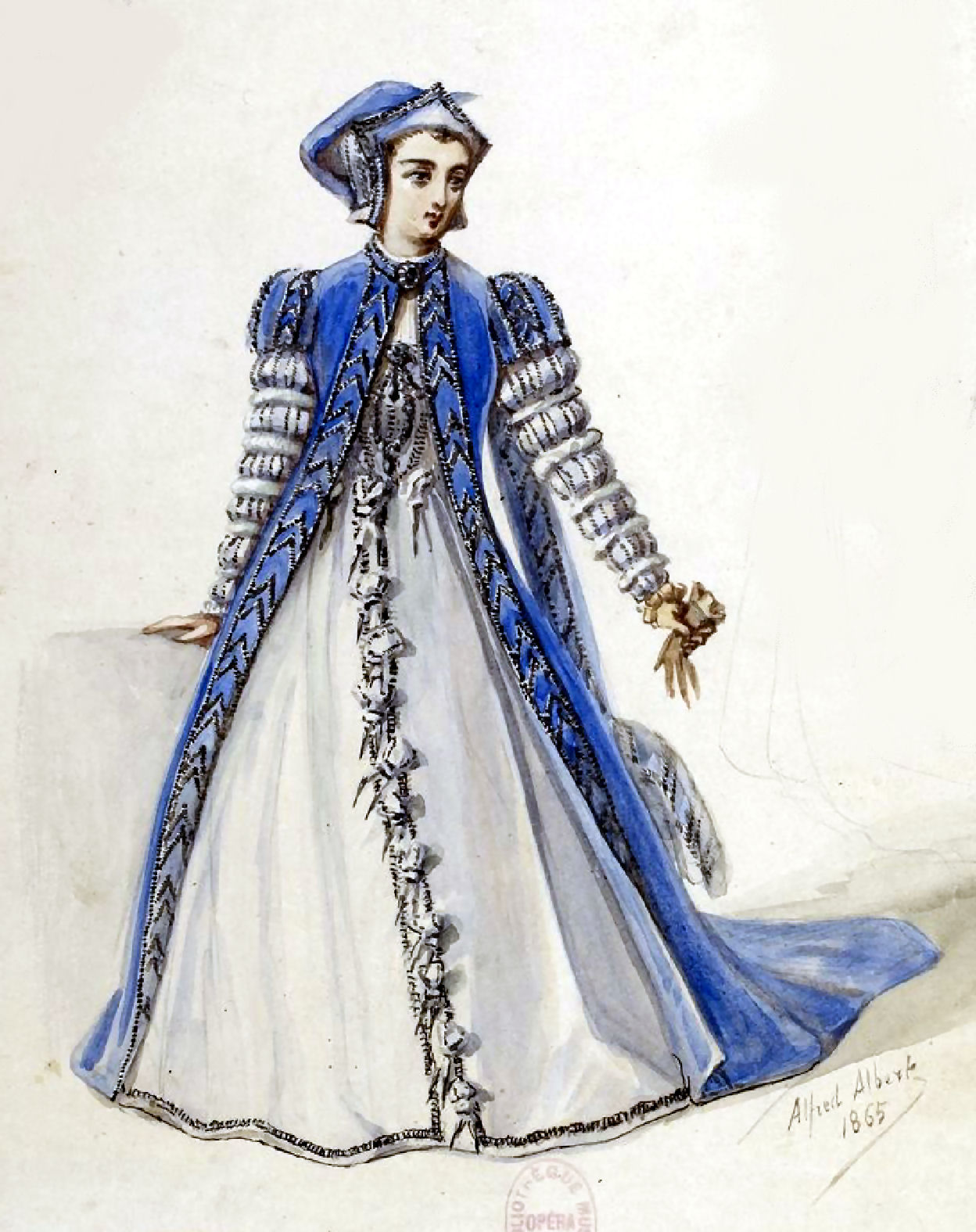
Maquette du deuxième costume pour Inès
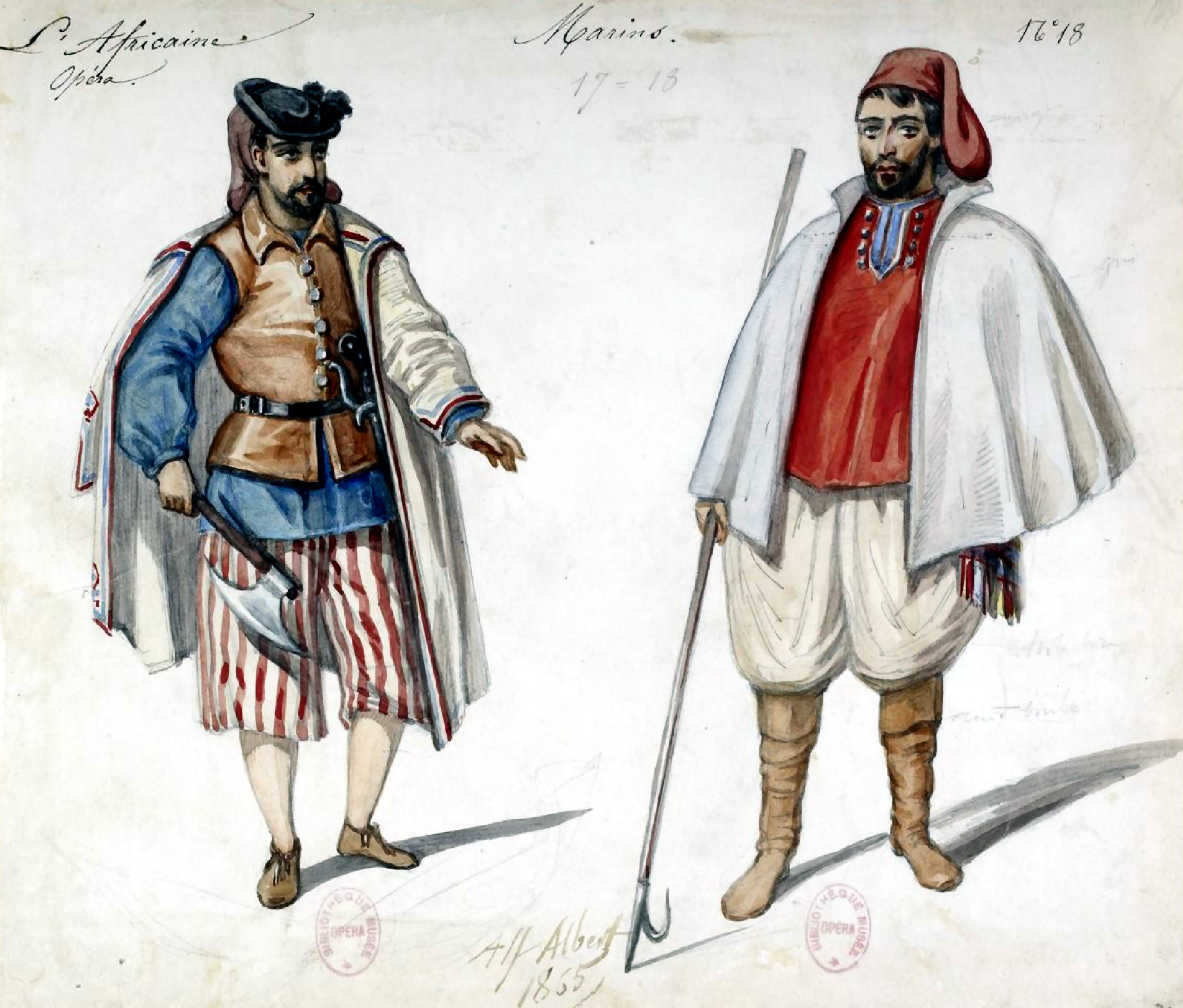
Maquette de costumes pour deux marins
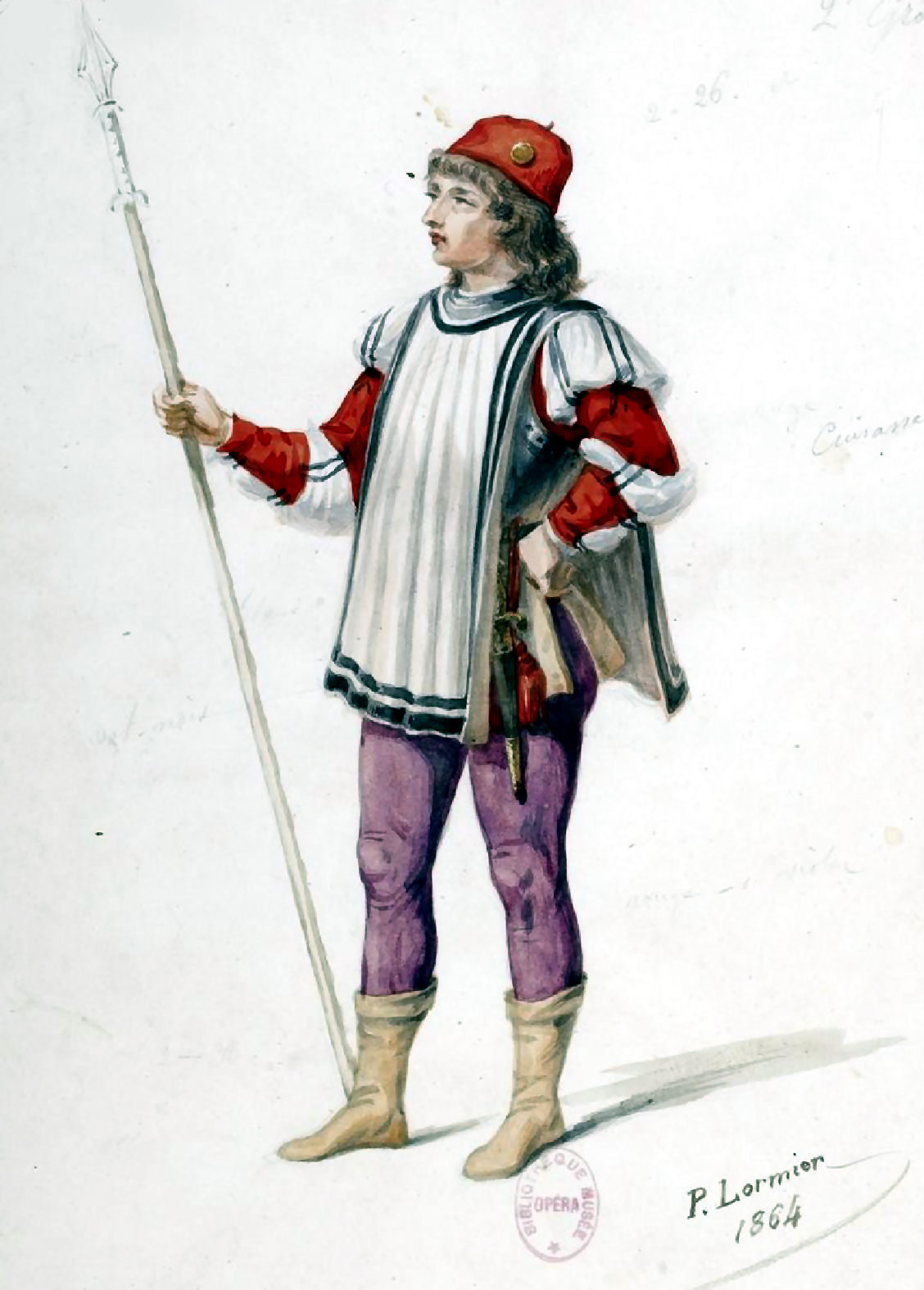
Maquette de costume pour un officier de marine
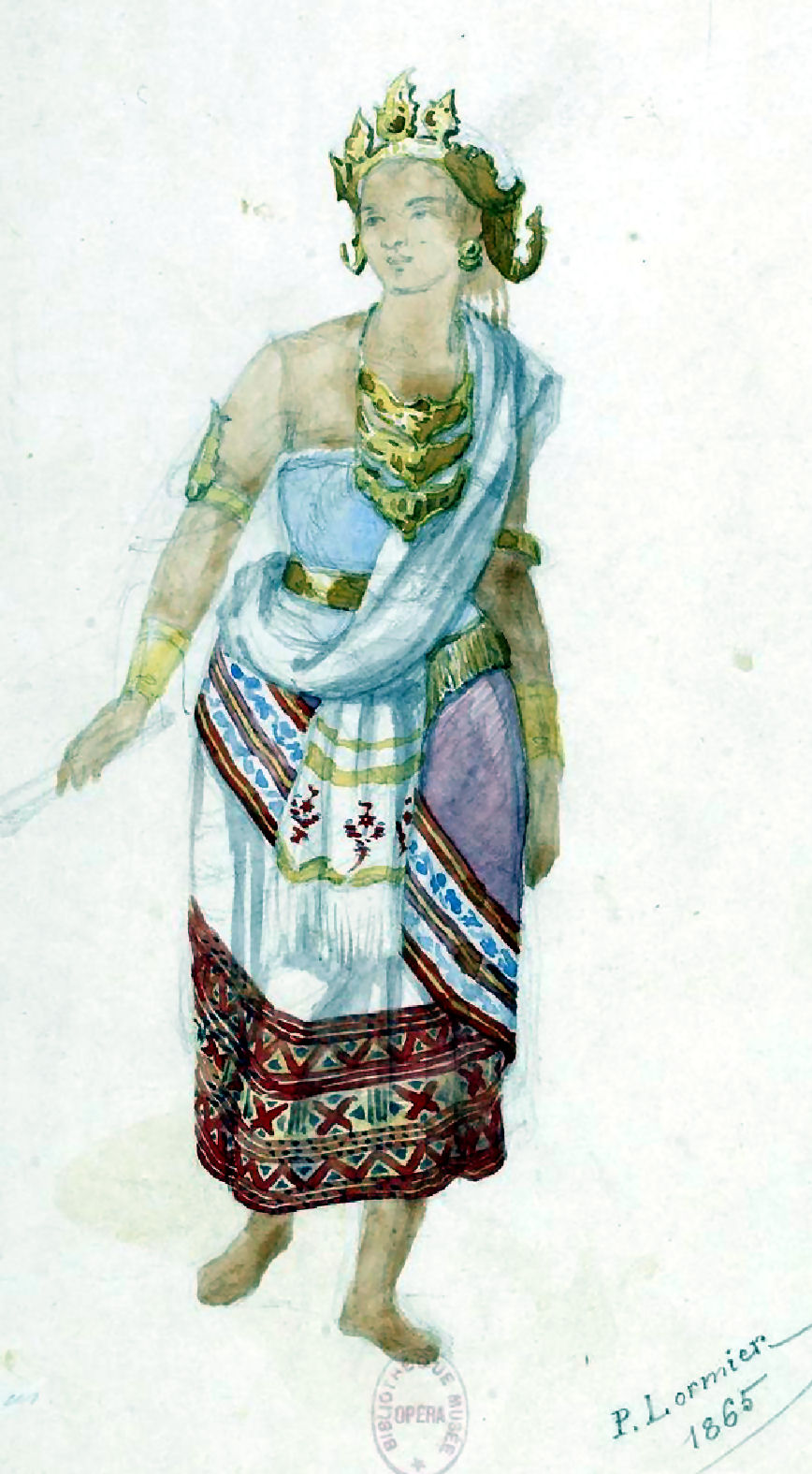
Maquette de costume pour une choriste
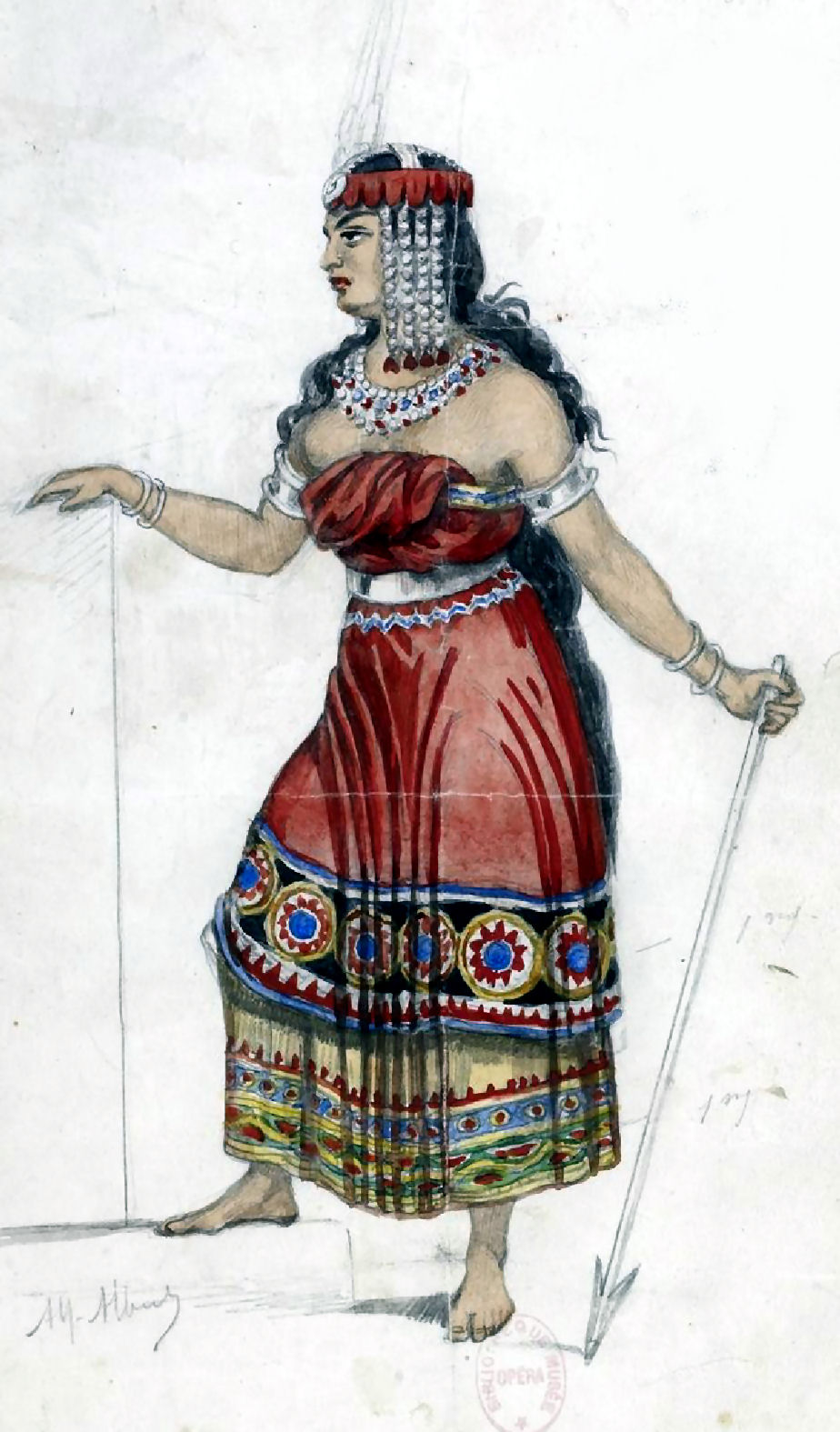
Maquette de costume pour une amazone de Sélika

### Esquisses des décors

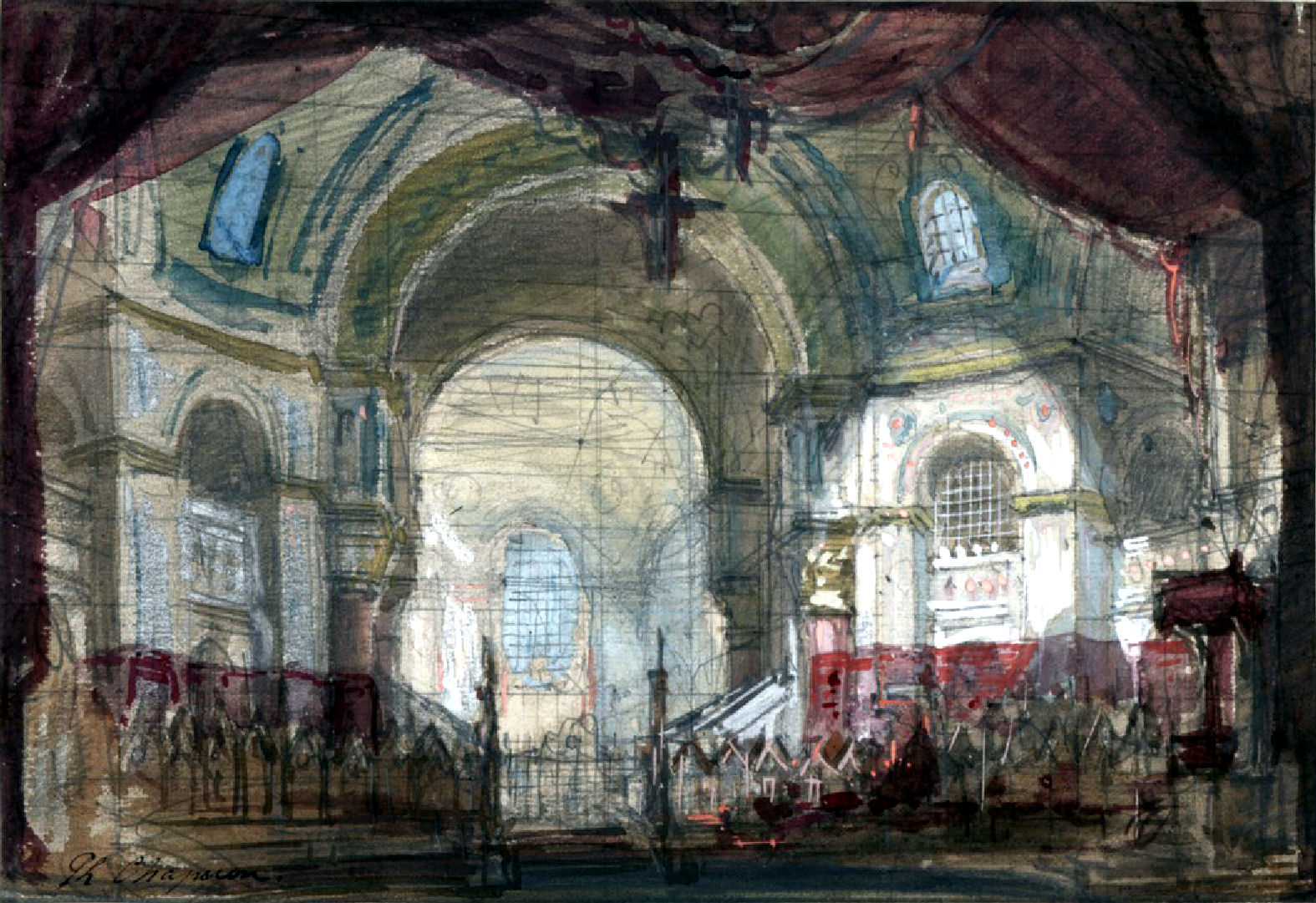
Esquisse du décor du premier acte par Philippe Chaperon
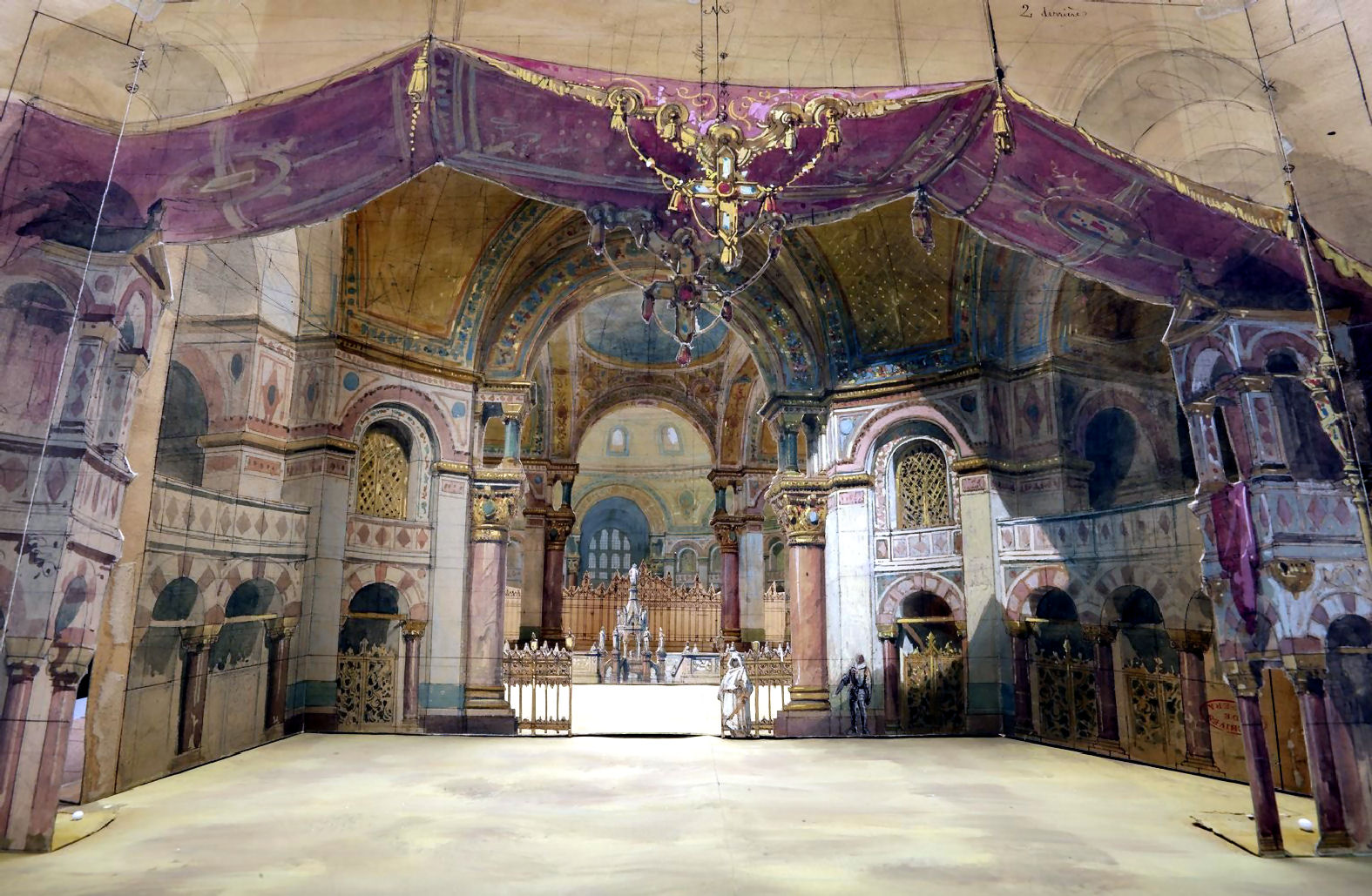
Maquette construite du décor du premier acte par Auguste Rubé et Philippe Chaperon
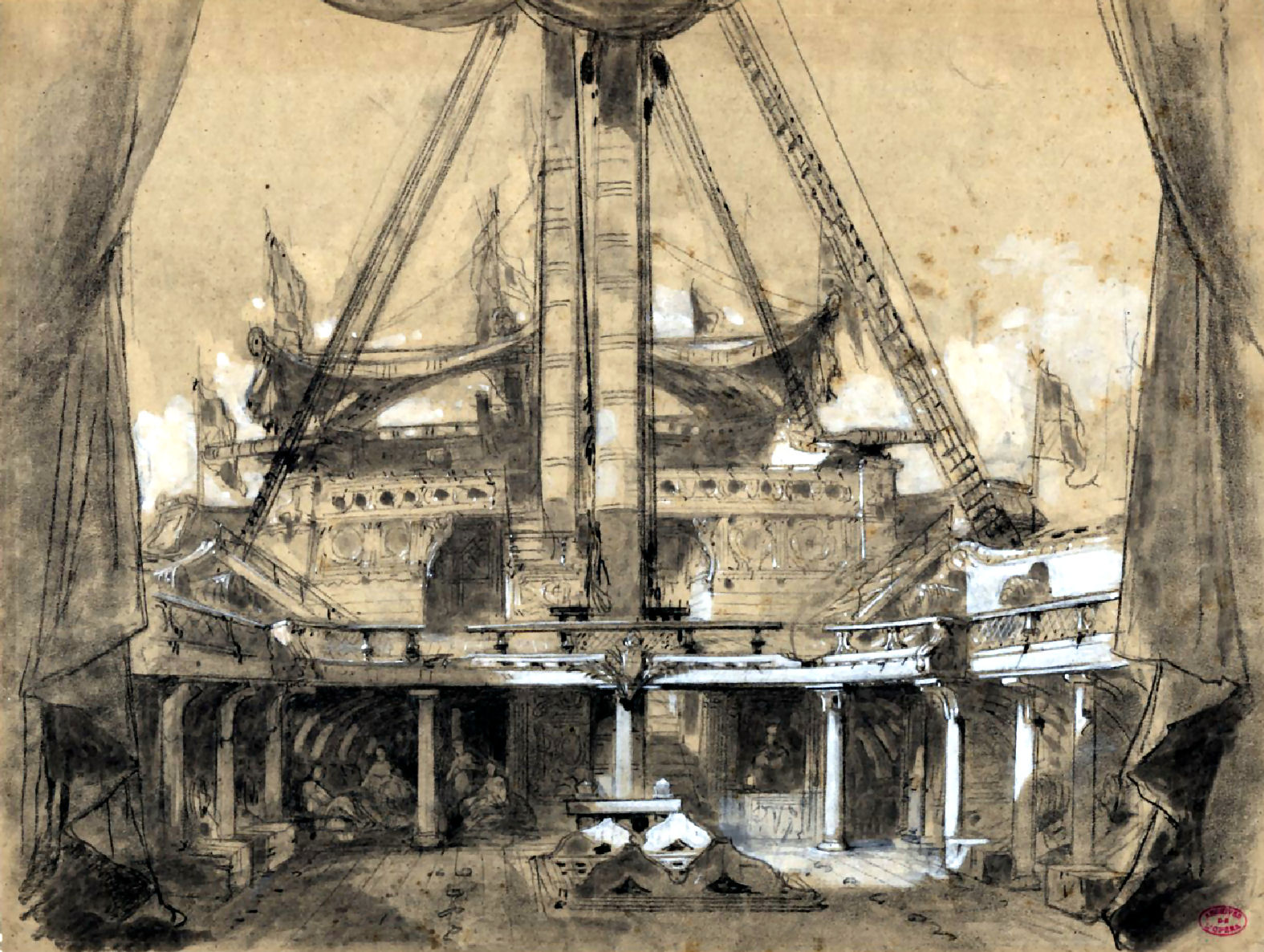
Esquisse du décor du troisième acte par Charles-Antoine Cambon
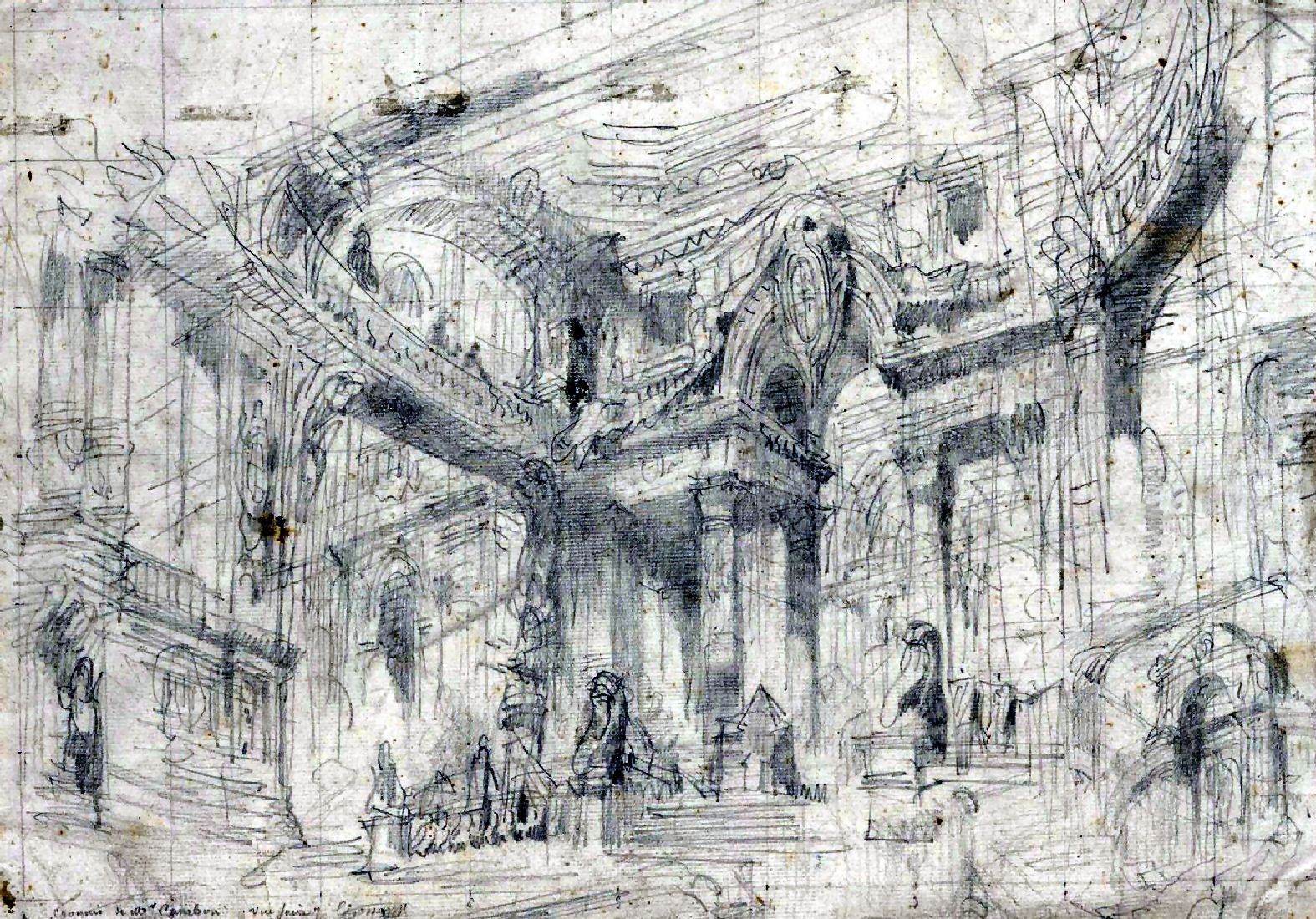
Esquisse du décor du quatrième acte par Charles-Antoine Cambon
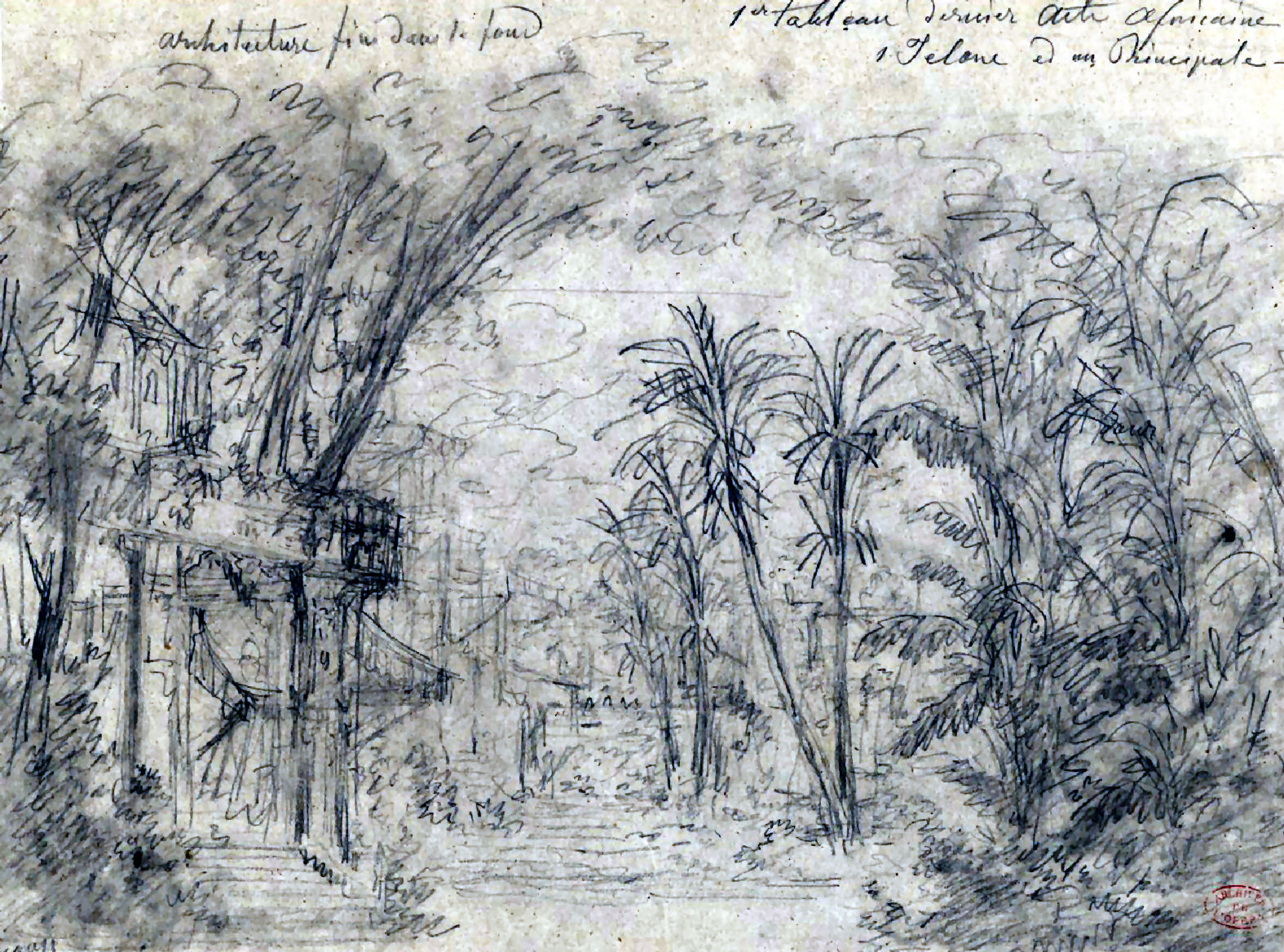
Esquisse du décor du premier tableau du cinquième acte

### Illustrations de presse

#### Dessins d’Auguste Anastasiparus dansL’Illustration

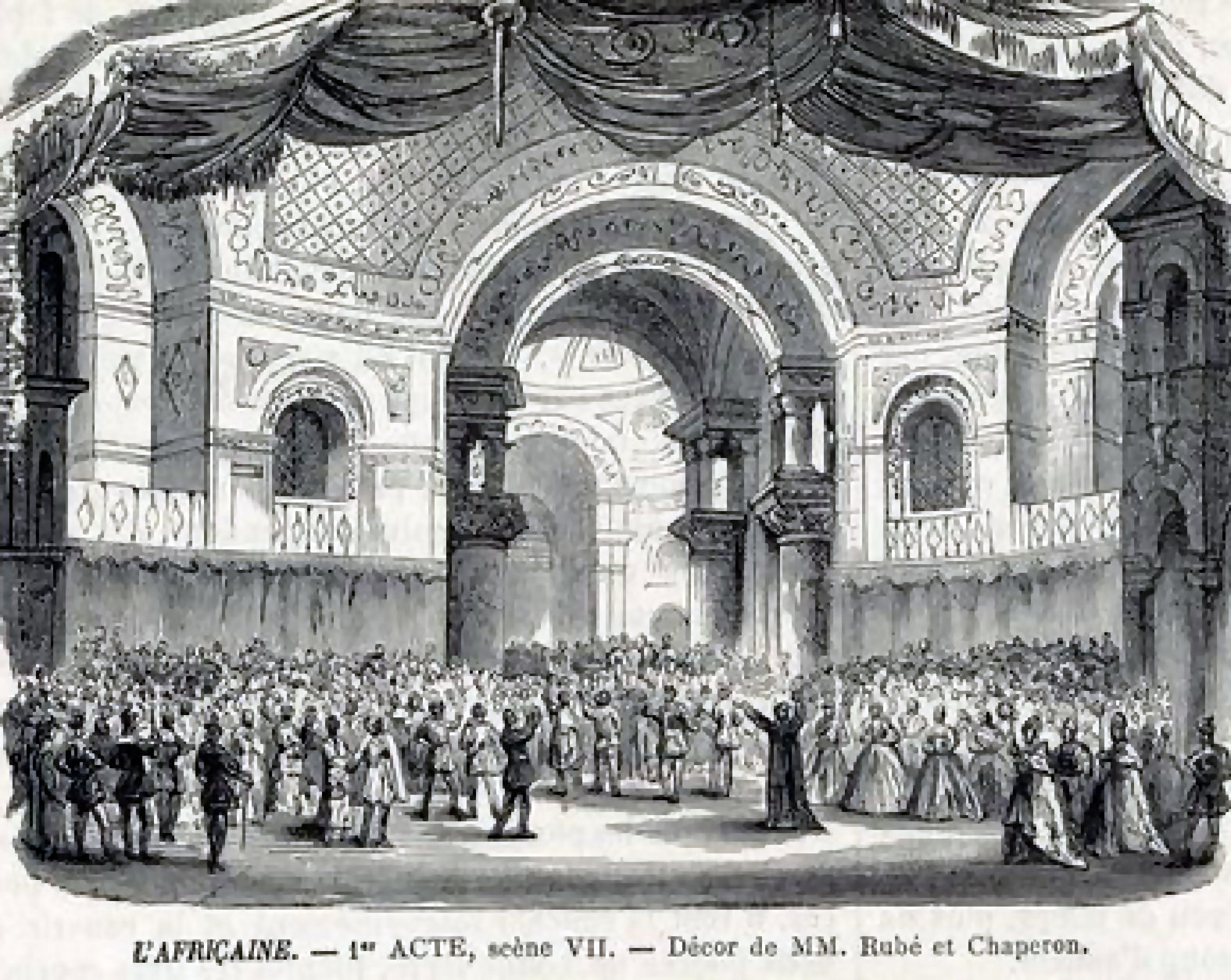
Conseil du roi au premier acte.
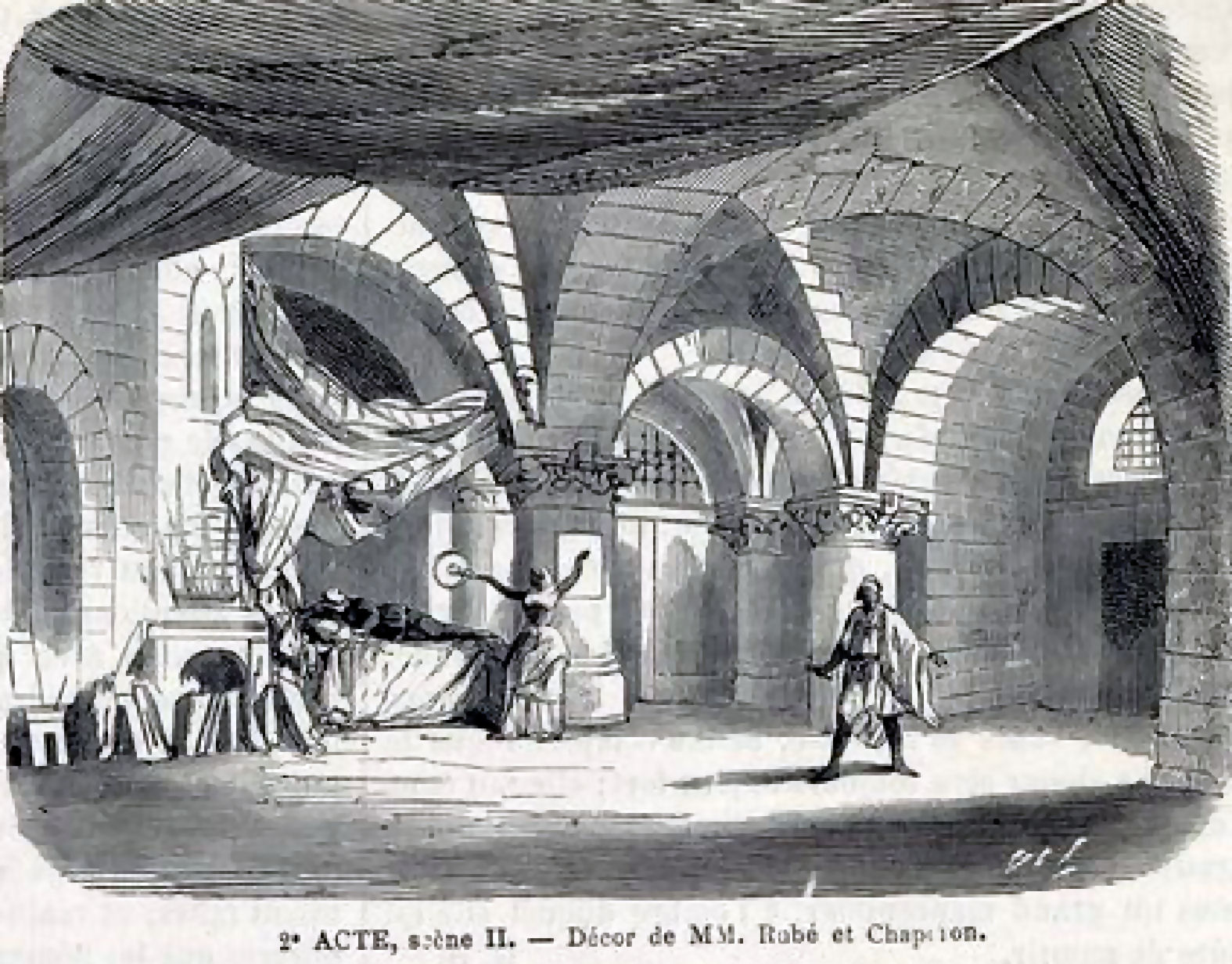
Scène du deuxième acte où Sélika chante une berceuse à Vasco tandis que Nélusko s’apprête à assassiner le navigateur.
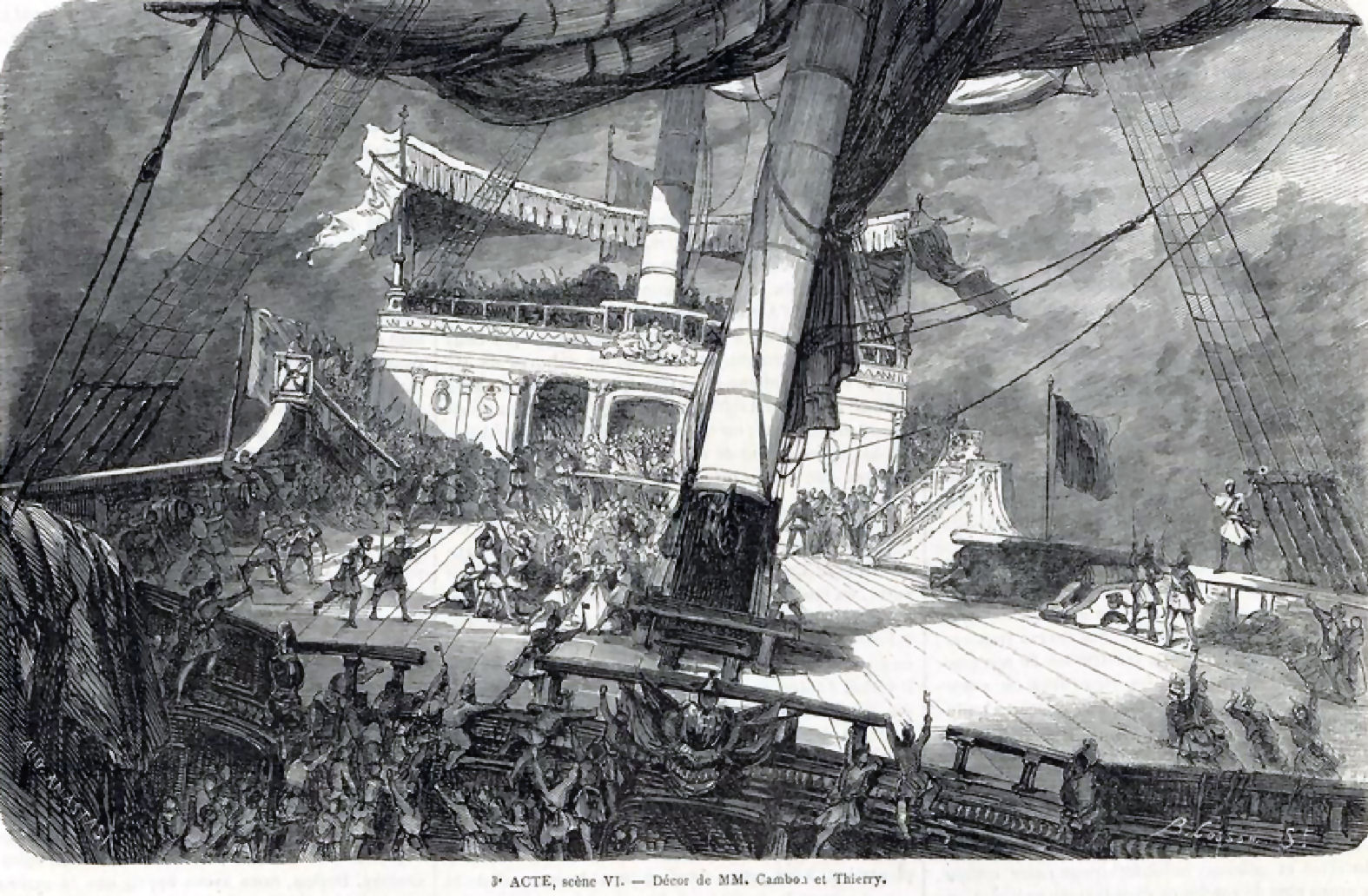
Attaque du navire portugais par les guerriers de Sélika au troisième acte.
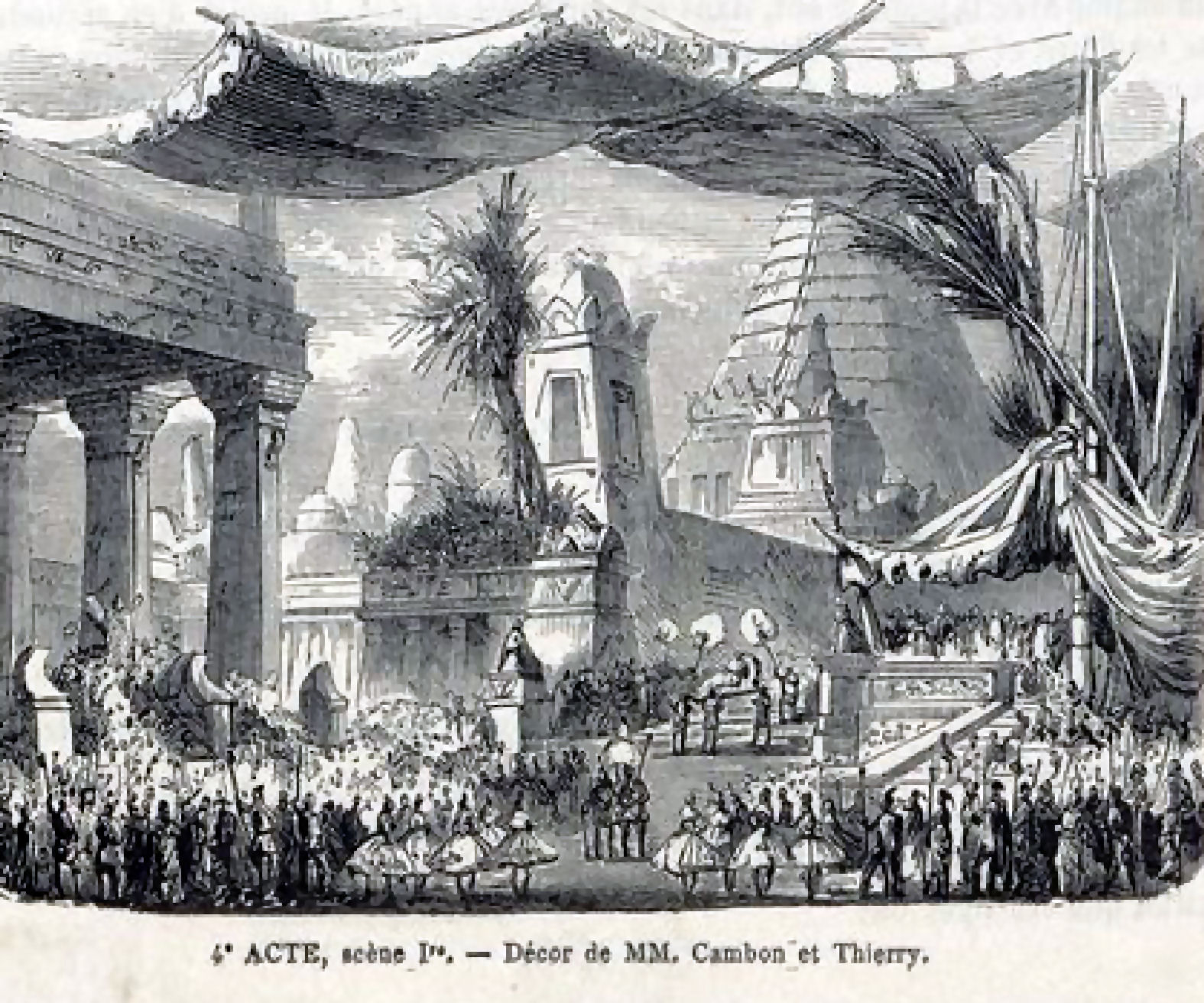
Marche indienne du quatrième acte.
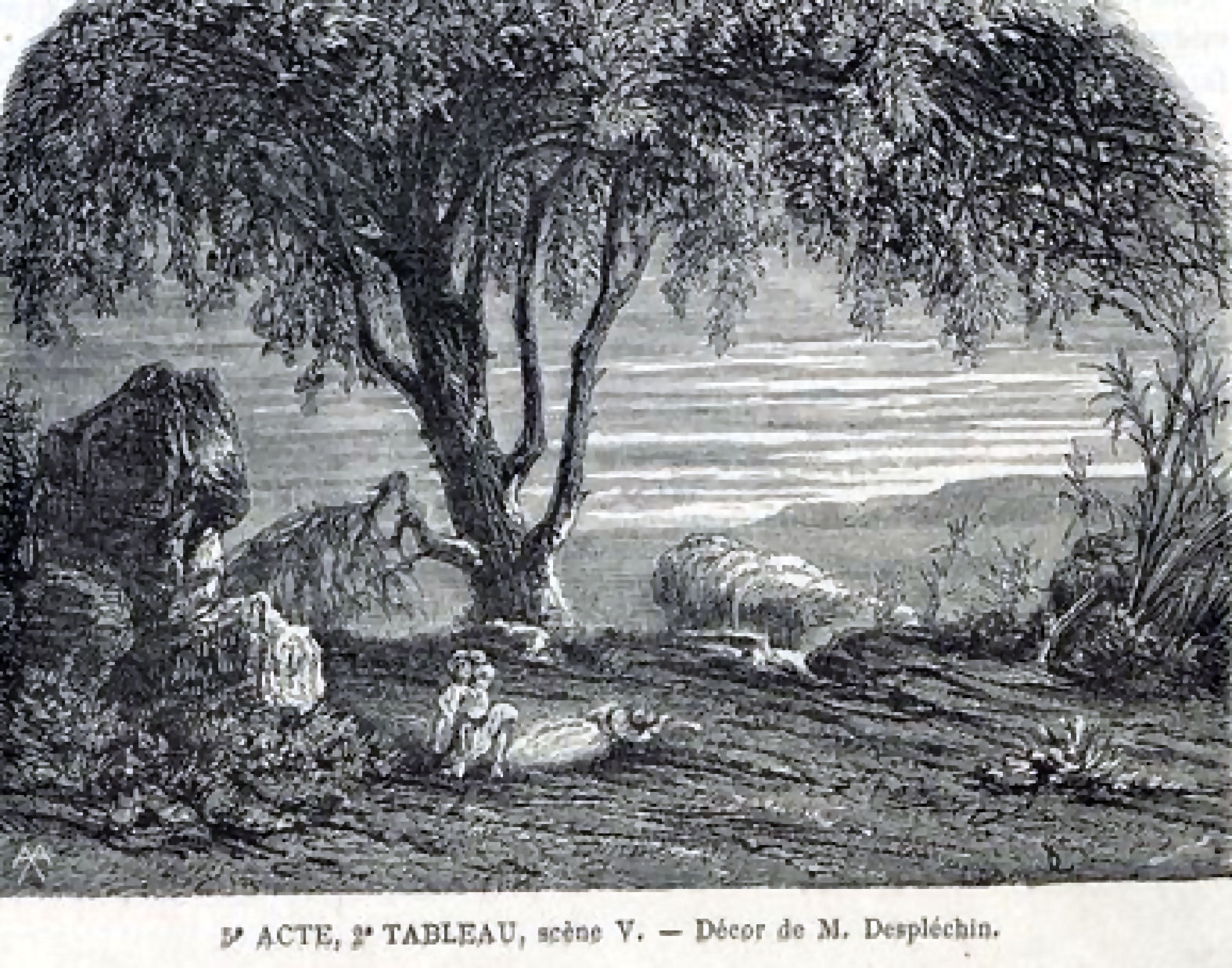
Scène du cinquième acte où Nélusko découvre le corps inanimé de Sélika sous le mancenillier.

#### Dessins dePierre-Auguste Lamy

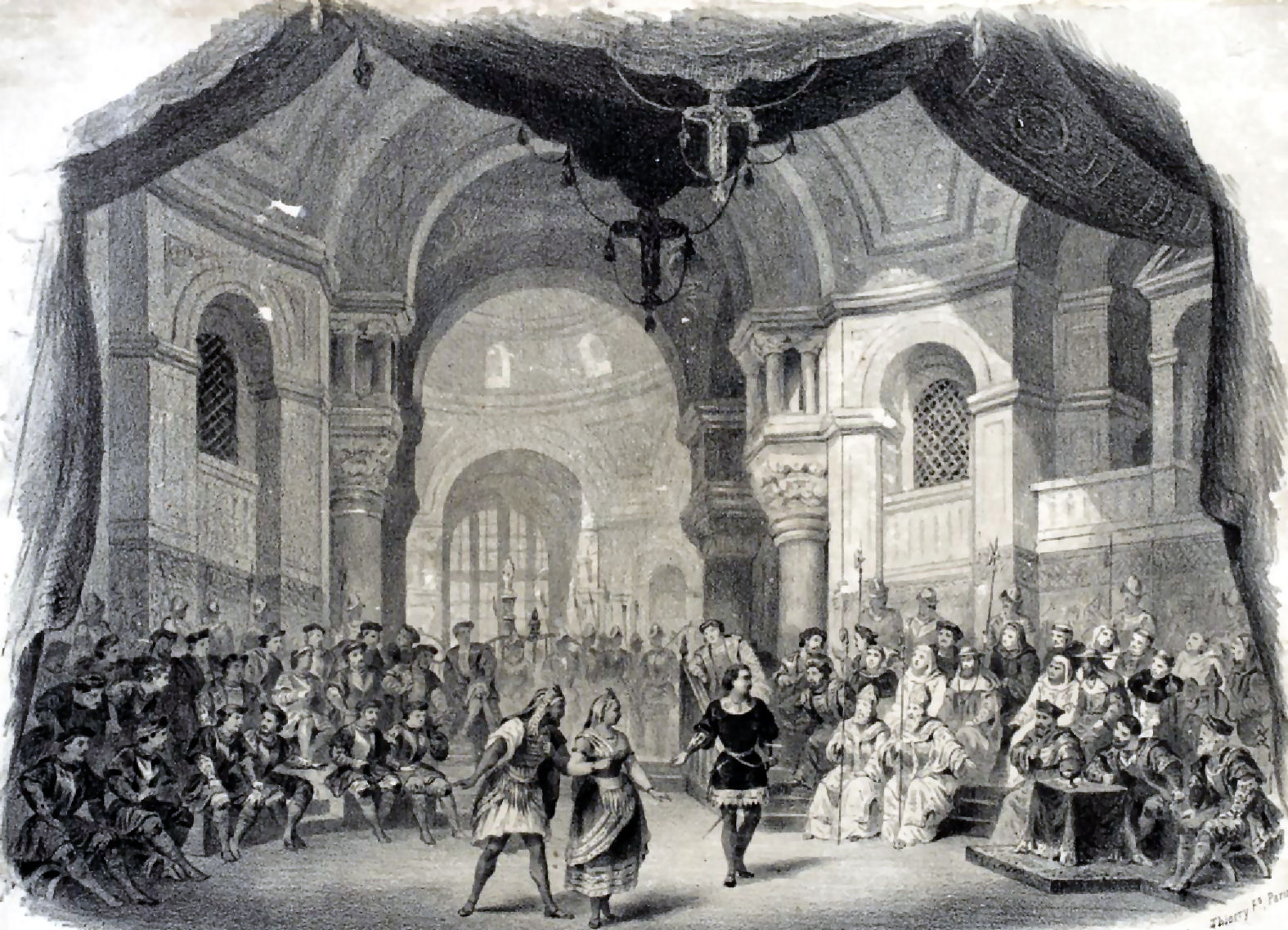
Vasco de Gama présente Sélika et Nélusko devant le conseil du roi au premier acte.
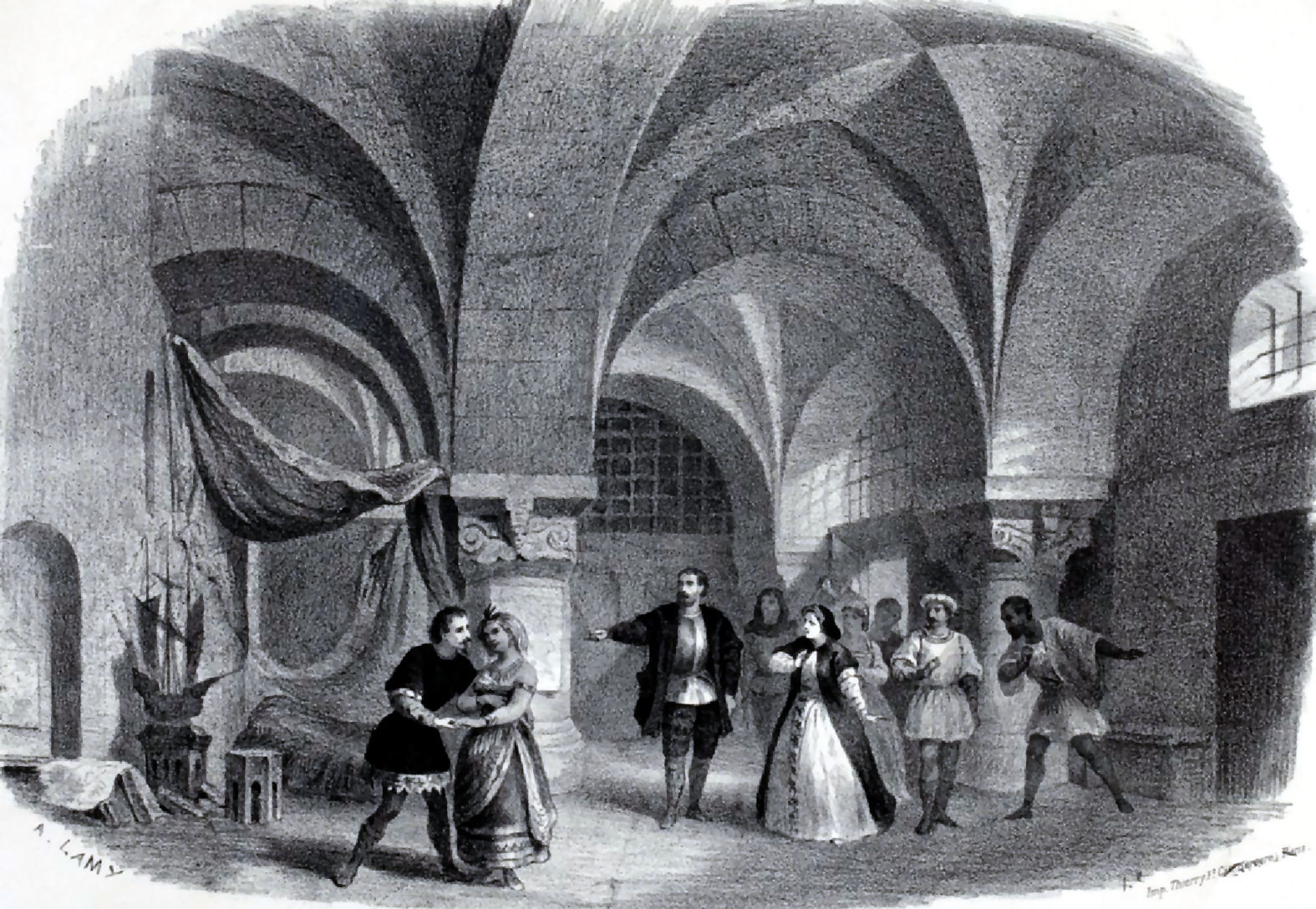
Inès et Don Pédro surprennent Vasco de Gama et Sélika au deuxième acte.

#### Dessins de Bertrand et Godefroy parus dansLe Monde illustré

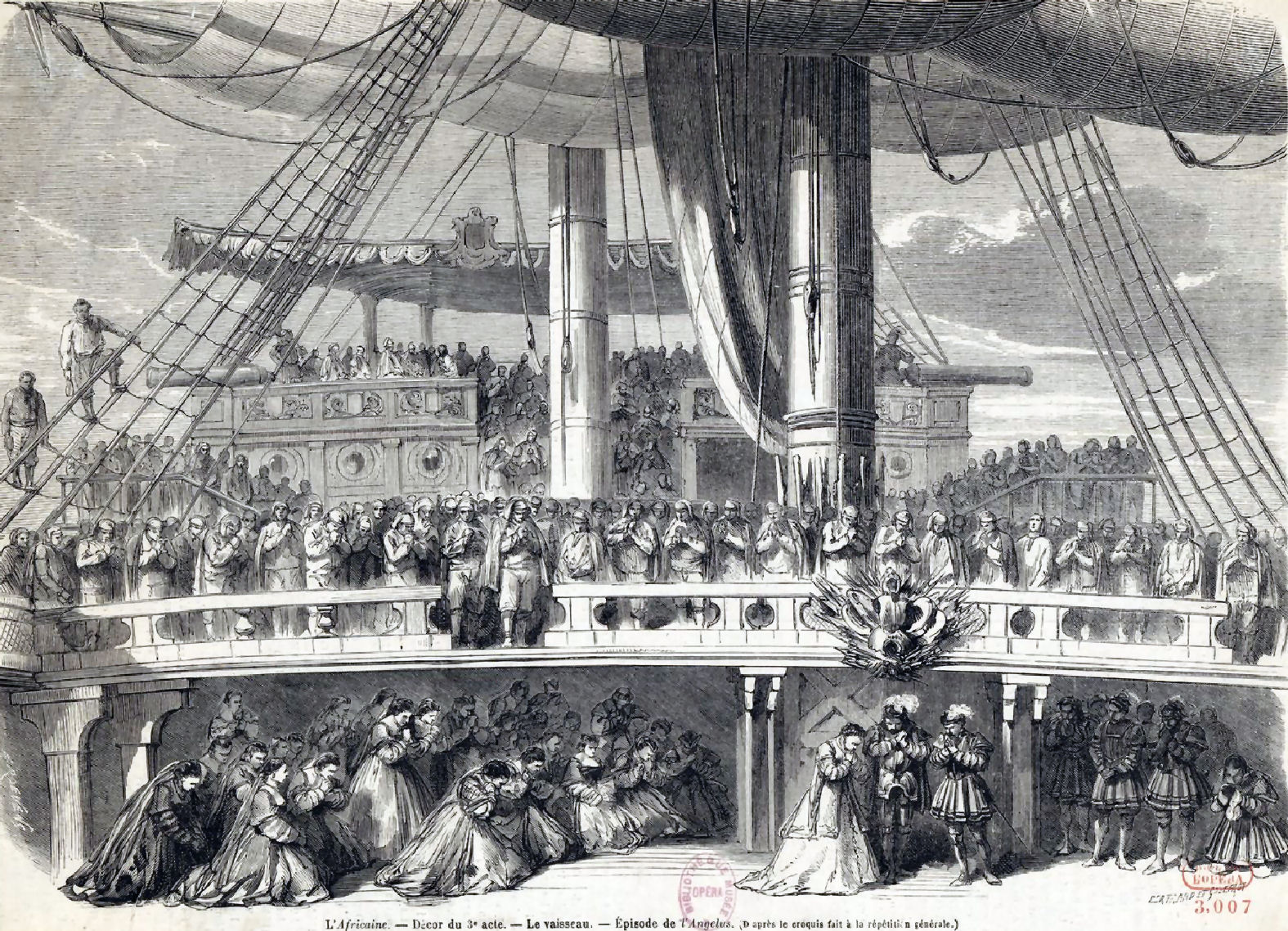
Prière à Saint Dominique au troisième acte.
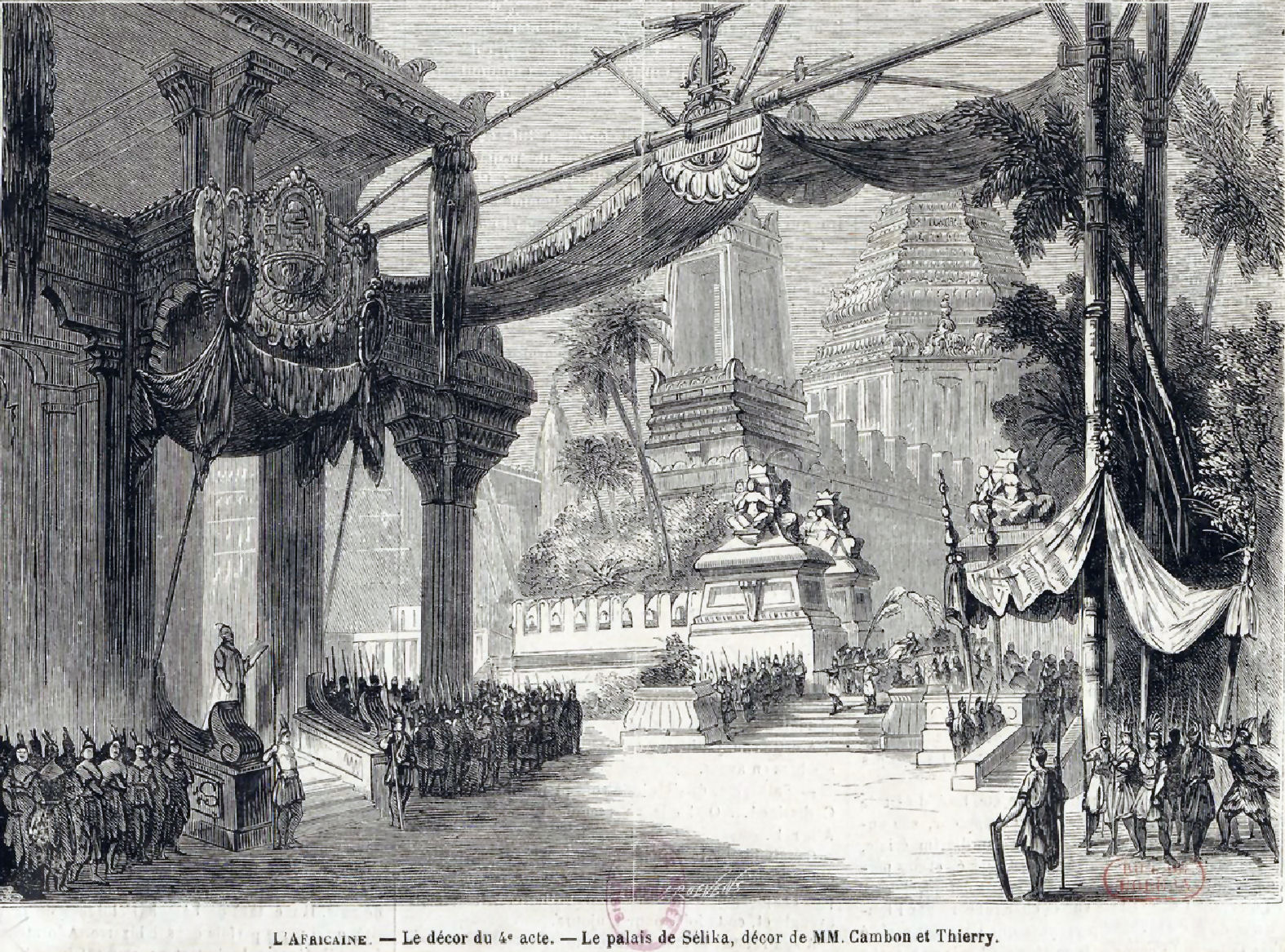
Arrivée du cortège de Sélika au quatrième acte.

### Un triomphe posthume

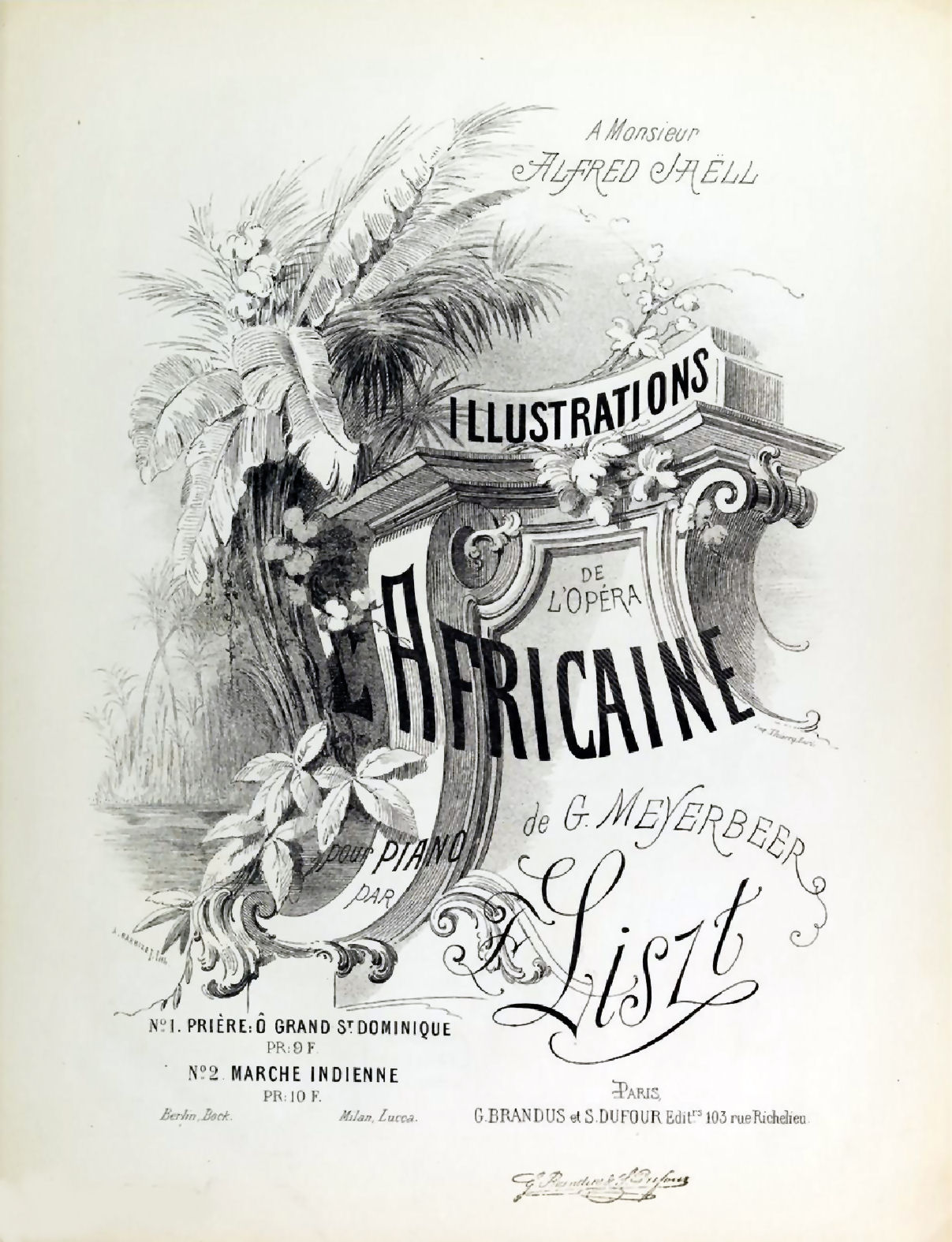
Couverture de la partition des Illustrations de l’opéra « L’Africaine » (S.415) composées par Franz Liszt en 1865.

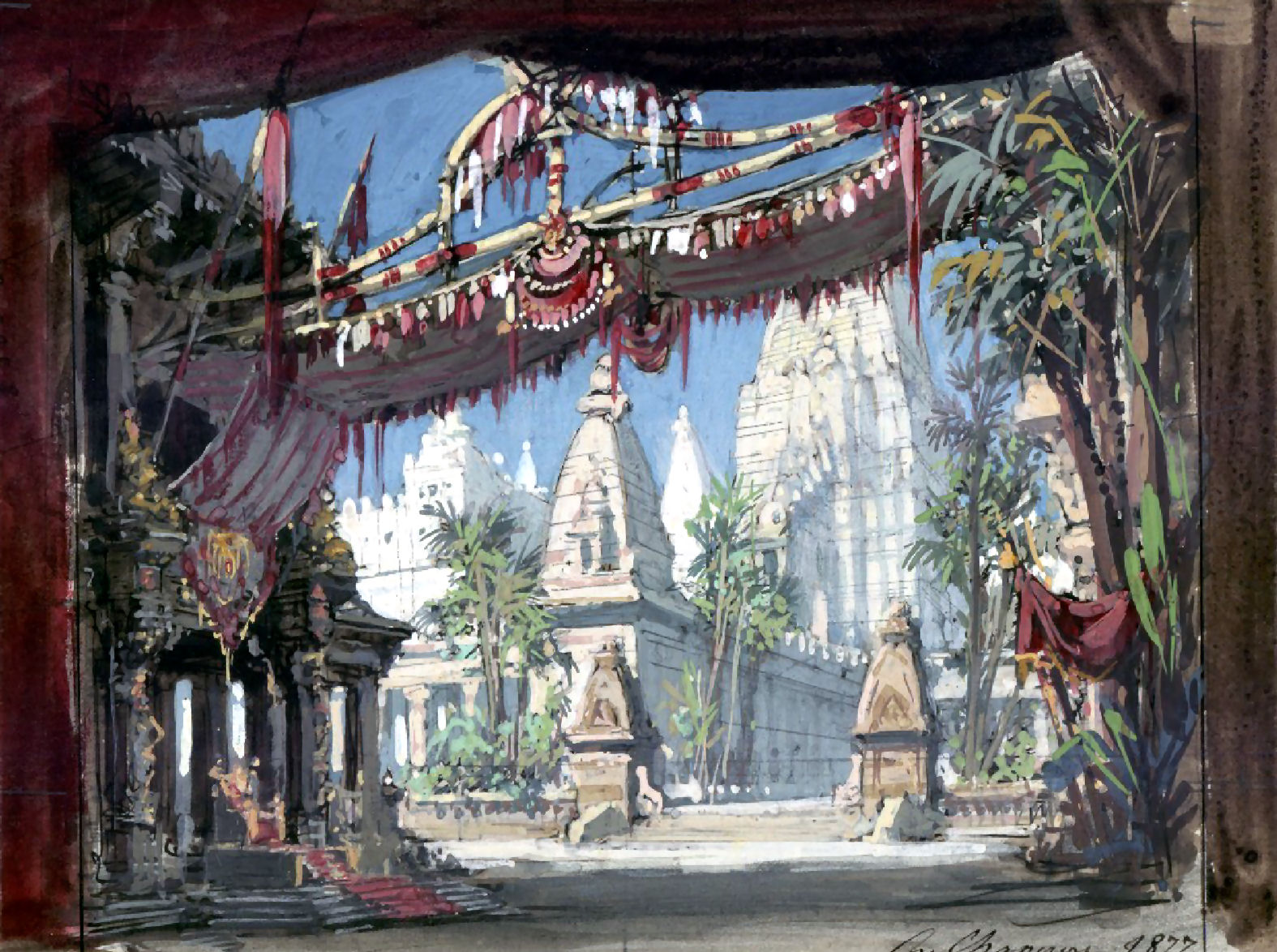
Esquisse du décor du quatrième acte par Philippe Chaperon pour la première représentation au palais Garnier en 1877.

L’ouvrage est créé le 28 avril 1865 en présence de Napoléon III et de l’impératice Eugénie. Il remporte un triomphe. Toutes les places sont réservées longtemps à l’avance et ceux qui n’ont pas pu en obtenir restent dehors pour tenter d’entendre quelques bribes musicales. Un service télégraphique est mis en place afin d’informer « d’heure en heure la province et l’étranger du résultat de la soirée ».
La représentation commence à sept heures et quart et s’achève à un peu plus d’une heure du matin, soit près de six heures de spectacle dont il convient de retirer la durée des quatre entractes, ceux encadrant le troisième acte étant particulièrement longs afin de pouvoir installer (puis retirer) la machinerie nécessaire au naufrage du navire. À la fin de la représentation, « dotée de la meilleure distribution disponible à l’Opéra », un buste du compositeur est découvert sur scène. Bien que les admirateurs des opéras de Meyerbeer s’attendent à des effets scéniques et musicaux spectaculaires, ils semblent surtout avoir été séduits par le décor indien haut en couleur du quatrième acte et la poésie désespérée de la scène du mancenillier. L’opéra commence aussitôt sa tournée triomphale dans le monde, en étant créé sur les scènes de Londres et Berlin.
L’Africaine est représenté 484 fois à Paris (jusqu’en 1902, la centième représentation étant atteinte en moins d’un an), 294 fois à Bruxelles (jusqu’en 1939), 253 fois à Berlin (jusqu’en 1925), 231 fois à Hambourg (jusqu’en 1929), 186 fois à Barcelone (jusqu'en 1947), 88 fois à Londres (jusqu’en 1888), 70 fois à Milan (jusqu’en 1910), 58 fois à Vienne (jusqu’en 1937), 55 fois à New York (jusqu’en 1934) et 38 fois à Parme (jusqu’en 1882).
Il est créé à Madrid (1865), New York (1865), Saint-Pétersbourg (1866), Barcelone (1866), La Havane (1866), Sydney (1866), Stockholm (1867), Alger (1869), Constantinople (1869), Montevideo (1869), Alexandrie (1869), La Nouvelle Orléans (1869), Lisbonne (1870), Buenos Aires (1870), Malte (1870), Rio de Janeiro (1870), Varsovie (1870), Tiflis (1872), Mexico (1873), Santiago du Chili (1876), Zagreb (1879), Laibach (1880), Réval (1890) et Helsinki (1896).
Contrairement à d’autres opéras de Meyerbeer, l’œuvre n’a jamais vraiment quitté le répertoire. Pendant l’entre-deux-guerres, il a bénéficié de nombreuses productions : à New York (1923, 1929 et 1933) ; à Berlin en 1925 ; aux arènes de Vérone (1932) ; à Rome (1937) ; à Vienne (1937) ; à Stockholm (1938) ; à Bruxelles (1938-39).
Après la deuxième guerre mondiale, l’ouvrage figure aux avant-postes de la renaissance des opéras de Meyerbeer : Barcelone (1949 et 1977), Berlin (1951), Gand (1962), Munich (1962), Naples (1963), Florence (1971), San Francisco (1972 et 1987), Londres (1978 et 1980), Bielefeld (1990) et Berlin (1991).
La version originale, intitulée Vasco de Gama et reprenant les passages coupés par Fétis, est créée en 2013 à Chemnitz ; elle a été donnée ensuite à Berlin (2015) avec Sophie Koch et Roberto Alagna et à Francfort (2018).
L'Opéra de Marseille a donné l'Africaine pour la première fois en 1964, et a repris le titre en 1992 en version concertante avec une belle distribution, comprenant Grace Bumbry et  Jean-Philippe Lafont. En 2023, l’œuvre est mise en scène par Charles Roubaud, et donne lieu à quatre représentations, avec Karine Deshayes et Jeröme Boutillier, dans une version qui comprend de nombreuses coupures.
Plus de 120 transcriptions, arrangements et fantaisies ont été publiés depuis 1865. Liszt apprécie tellement l’opéra de Meyerbeer qu’il compose deux pièces pour piano publiées sous le titre Illustrations de l’opéra « L’Africaine » (S.415) quelques semaines seulement après la création : la première est une fantaisie sur la prière matinale des marins portugais au début du troisième acte et la seconde, une transcription virtuose de la Marche indienne qui ouvre le quatrième acte. Johann Strauss II compose de son côté son Quadrille de L’Africaine (op. 299), créé le 7 juillet 1865 au Volksgarten de Vienne, permettant ainsi de présenter des thèmes de l’opéra au public viennois bien avant sa création dans la capitale de l’empire austro-hongrois le 27 février 1866.

## Interprètes de la création
| Rôle                      | Tessiture     | Distribution de la création (1865) George Hainl, dir. |
| ------------------------- | ------------- | ----------------------------------------------------- |
| Sélika                    | soprano       | Marie Sasse                                           |
| Vasco de Gama             | ténor         | Emilio Naudin                                         |
| Nélusko                   | baryton       | Jean-Baptiste Faure                                   |
| Inès                      | soprano       | Marie Battu                                           |
| Don Pédro                 | basse         | Jules-Bernard Belval                                  |
| Don Diego                 | basse         | Armand Castelmary                                     |
| Don Alvar                 | ténor         | Victor Warot                                          |
| Le Grand Prêtre de Brahma | basse         | Louis-Henri Obin                                      |
| Le Grand Inquisiteur      | basse         | M. David                                              |
| Anna                      | mezzo-soprano | Léonia Levielly                                       |

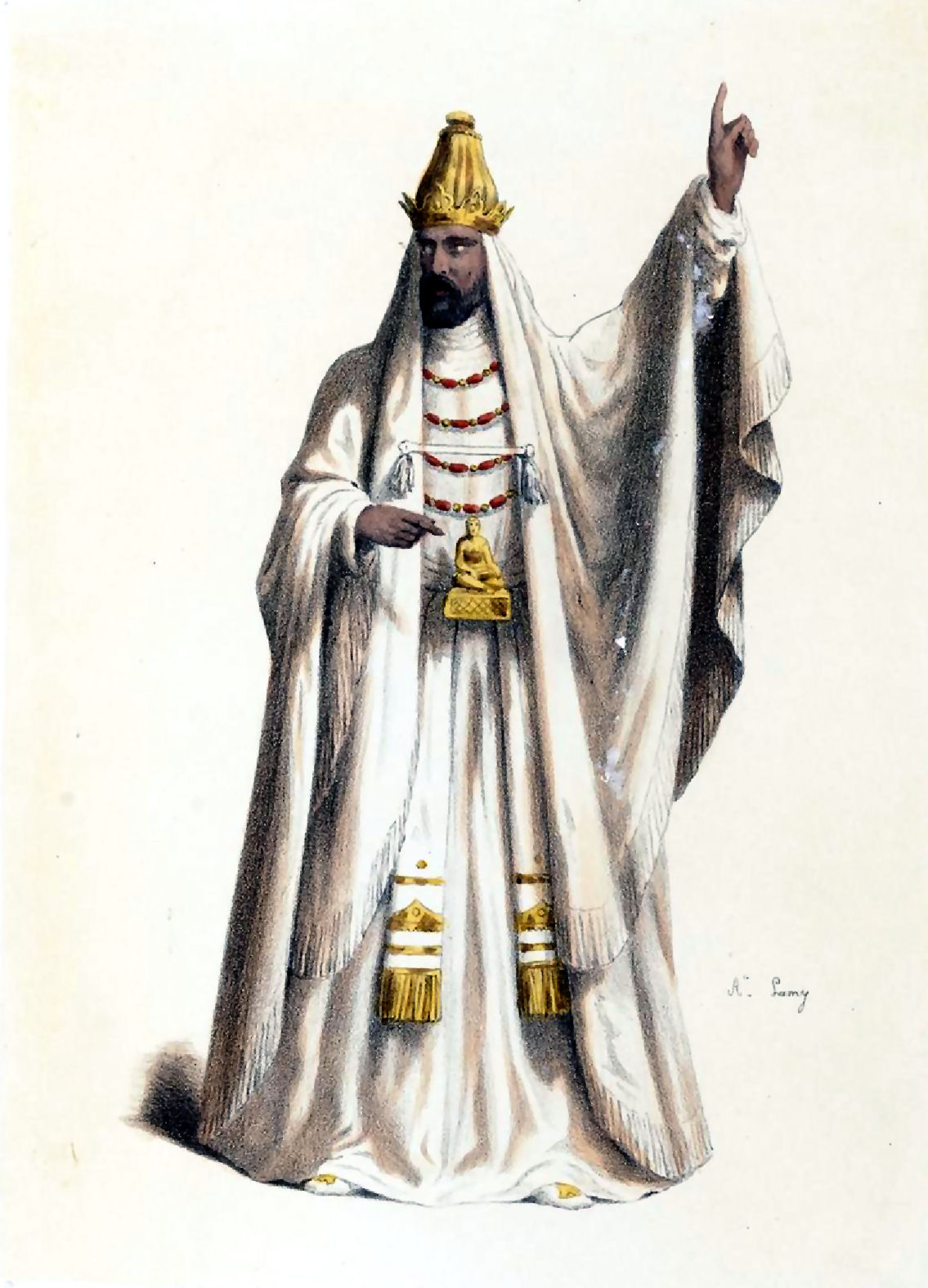
Louis-Henri Obin, créateur du rôle du grand prêtre de Brahma
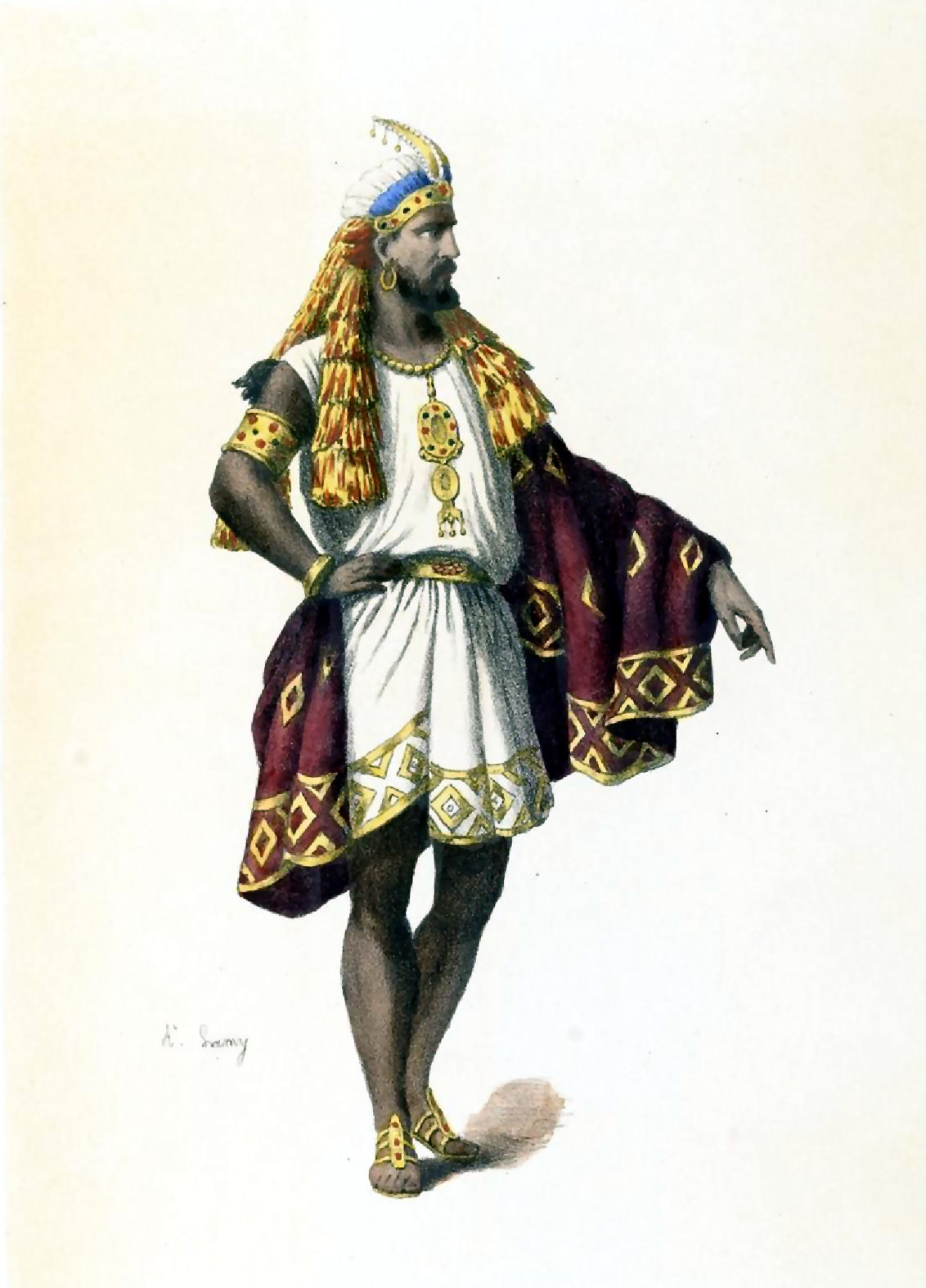
Jean-Baptiste Faure, créateur du rôle de Nélusko
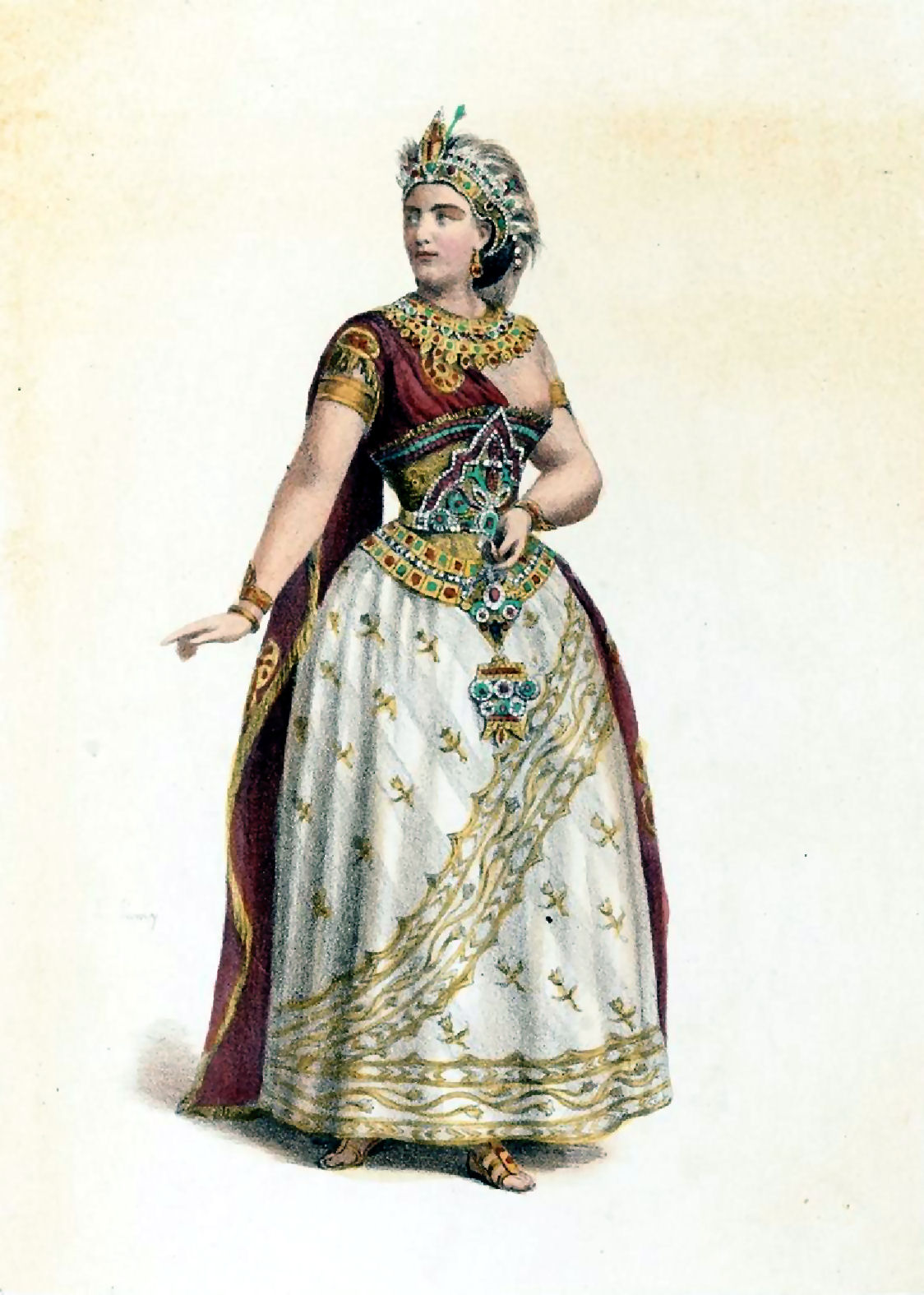
Marie Sasse, créatrice du rôle de Sélika
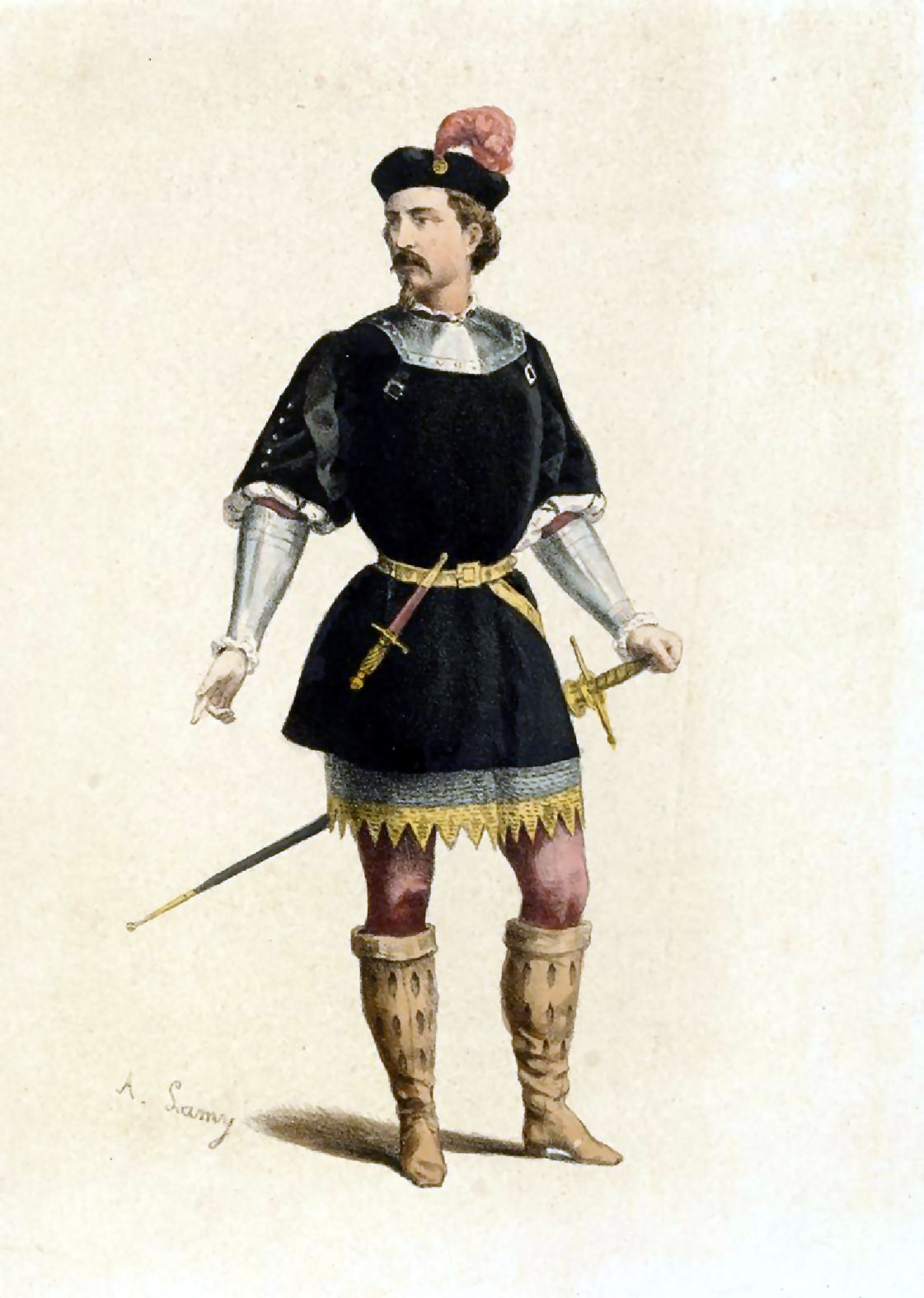
Emilio Naudin, créateur du rôle de Vasco de Gama
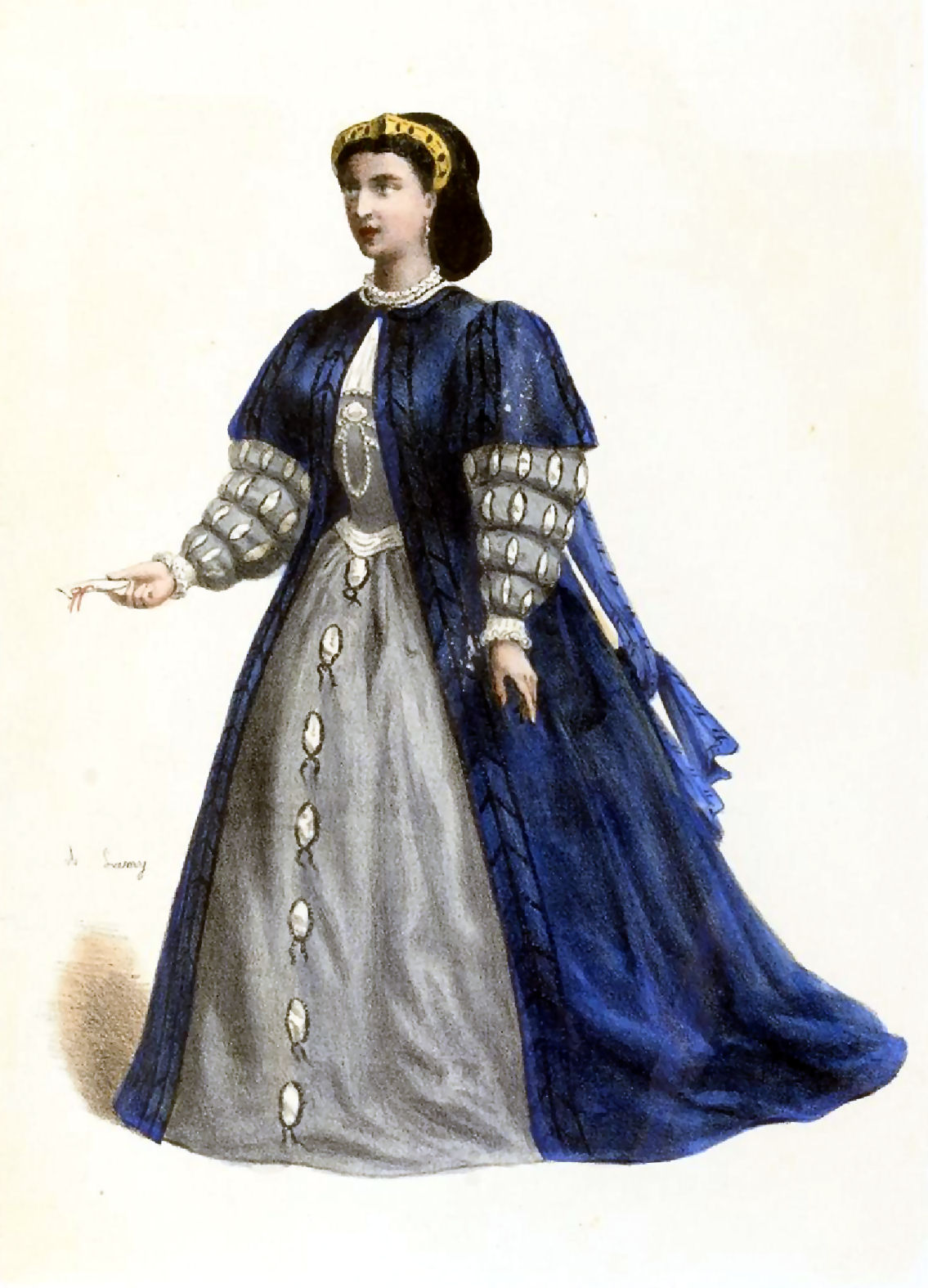
Marie Battu, créatrice du rôle d’Inès
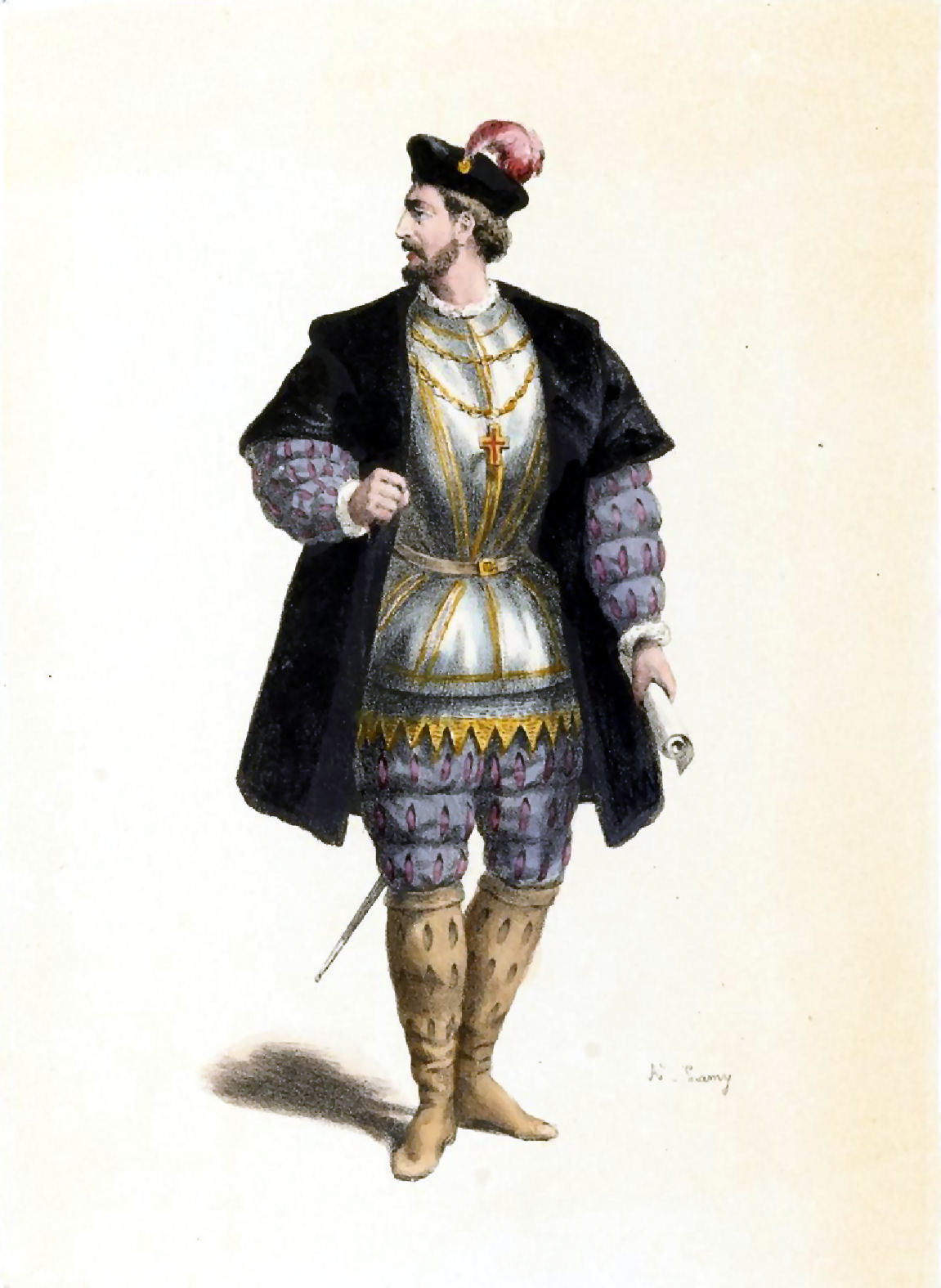
Jules-Bernard Belval, créateur du rôle de Don Pédro
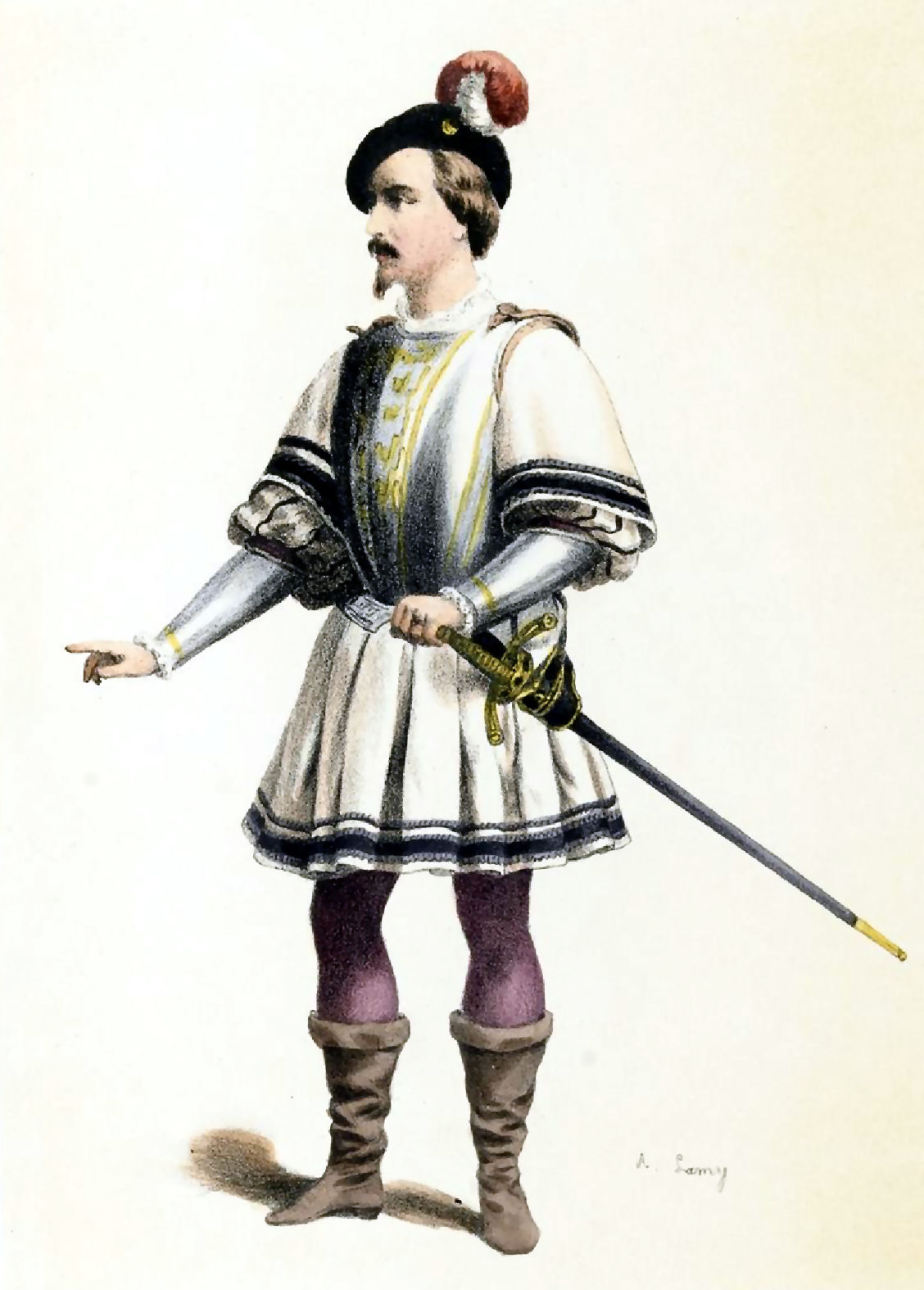
Victor Warot, créateur du rôle de Don Alvar

## Analyse

### La mutation du grand opéra historique français
Apparemment, L’Africaine réunit tous les ingrédients du grand opéra français dont Scribe et Meyerbeer ont produit les exemples les plus célèbres avec Les Huguenots et Le Prophète :
- un cadre historique défini permettant une prise de position politique sur des problèmes contemporains
- une structure en cinq actes avec une intrigue amoureuse où des personnages ordinaires sont les victimes d’événements qui les dépassent
- des effets scéniques et choraux spectaculaires

Pourtant, L’Africaine remet en question, parfois jusqu’au pervertissement, ces différents éléments. Il est remarquable qu’à la fin de sa vie créative, Meyerbeer, bien loin de vouloir répéter les recettes de ses succès antérieurs, ait voulu s’en affranchir pour créer une œuvre originale.

#### L’effacement progressif de la critique de l’esclavage et du colonialisme
Comme Les Huguenots et Le Prophète, L’Africaine s’inscrit dans un contexte historique précis : le voyage en 1497-1498 du navigateur portugais Vasco de Gama jusqu’en Inde après avoir contourné le cap de Bonne-Espérance. À la création, la critique de l’époque objecte que de nombreuses erreurs historiques ont été commises par les auteurs (alors que Scribe et Meyerbeer ont très soigneusement étudié le sujet) : bien loin d’être un jeune homme célibataire de naissance obscure en butte aux autorités politiques et religieuses de son pays, le véritable Vasco de Gama est issu de la noblesse, marié, proche de la quarantaine et soutenu par le roi lorsqu’il contourne le cap de Bonne-Espérance. L’inquisition portugaise n’est formellement établie qu’en 1536, près de quarante ans après l’expédition de Vasco de Gama. Le contexte est historique, mais la plupart des personnages et les événements décrits ne le sont pas. Néanmoins, de telles approximations caractérisent également Les Huguenots et Le Prophète, où les seuls personnages ayant réellement existé sont respectivement Marguerite de Valois et Jean de Leyde, tout en s’éloignant beaucoup de leurs modèles historiques.
Après avoir dénoncé le fanatisme religieux dans Les Huguenots et la manipulation des masses dans Le Prophète, Scribe et Meyerbeer s’attaquent à l’esclavage et au colonialisme dans L’Africaine. Ces sujets sont sous les feux de l’actualité au moment de la création : l’esclavage n’a été aboli en France qu’en 1848 (la première version du livret date de 1837) et c’est la promesse d’abolition formulée par Abraham Lincoln au cours de sa campagne électorale qui est à l’origine de la guerre de Sécession (1861-1865) aux États-Unis. L’expansion coloniale des puissances européennes, tout particulièrement en Afrique, s’étale tout au long du XIXe siècle.

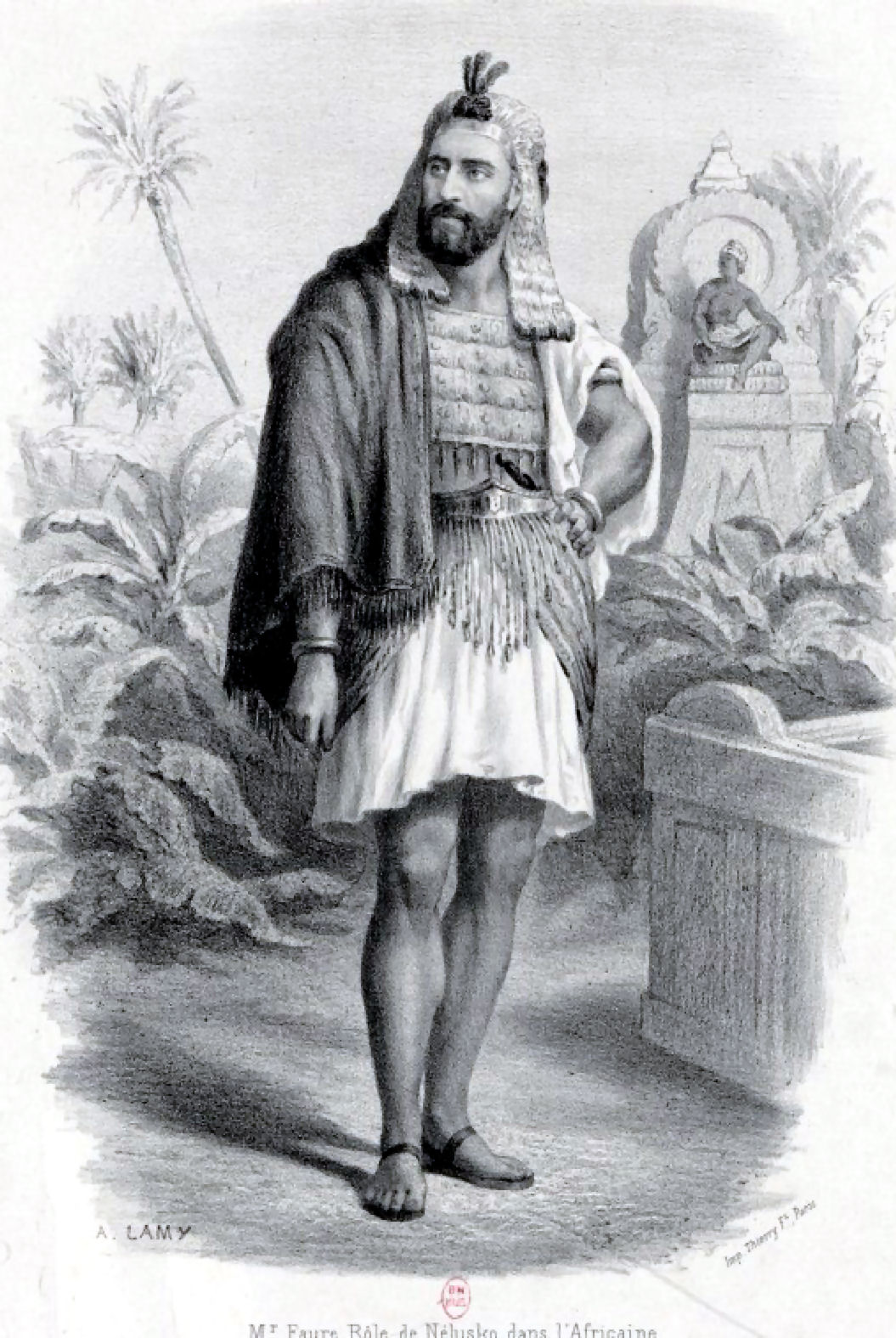
Jean-Baptiste Faure, créateur du rôle de Nélusko, à qui sont confiées les tirades dénonçant l’esclavage.

Le livret de Scribe dénonce avec véhémence l’esclavage. Ainsi, interrogé sur son pays d’origine au premier acte, Nélusko répond fièrement :
« Lorsque vous marchandez
Un bœuf pour le labeur, pourvu qu’il ait la taille,
Que rudement chaque jour il travaille
De son pays jamais vous ne vous informez. 
Que vous importe donc d’où peut venir un homme, 
Qui n’est pour vous qu’une bête de somme ?  »
Lorsque Sélika tente de dissuader Nélusko de tuer Vasco au deuxième acte, elle s’attire une réponse cinglante :
« À prix d’or au marché nous lui fûmes vendus…
Voilà tous ses bienfaits !
Pour l’acheteur jamais la marchandise
N’eut de la reconnaissance… jamais ! jamais !... »
La version autographe du livret de 1843 (où Sélika venait encore d’Afrique) est encore plus explicite puisque Sélika y est ouvertement (cinq ans avant l’abolition de l’esclavage en France) la porte-parole de la dignité offensée des Noirs :
« Vendue à ma rivale
Si brillante et si belle ! Et moi, je maudissais
Et mes traits africains, et ma couleur fatale
Pour vous chrétiens, objets d’un dédain insultant, 
Car vous ne pensez pas qu’une esclave africaine
Puisse souffrir, aimer et mourir de sa peine. »
Cette critique ne va pas sans introduire une certaine raideur dans la conception du drame, d’une symétrie quasi mathématique : ainsi les deux premiers actes se déroulent au Portugal et présentent les méfaits de la puissance coloniale européenne, à la recherche perpétuelle de nouveaux territoires à conquérir et de nouvelles populations à asservir. Le troisième acte est un acte de transition où les principaux protagonistes se retrouvent sur l’océan, entre deux mondes, l’ancien et le nouveau, le connu et l’inconnu. Les deux derniers actes prennent place dans le royaume de Sélika, avec une inversion totale de la situation, les esclaves devenant les maîtres et les conquérants les victimes.
Néanmoins, si les deux mondes ne se ressemblent pas au premier abord, des points communs existent concernant le poids des autorités, religieuses en particulier : à l’obscurantisme du grand inquisiteur portugais répond en écho l’intolérance du grand prêtre de Brahma. Scribe renvoie ainsi dos à dos les deux mondes : les puissances occidentales ne sont nullement supérieures aux autres et n’ont, à ce titre, aucun droit de les coloniser ; mais le « paradis » célébré par Vasco dans ce qui reste son air le plus célèbre n’en est sûrement pas un, et ses illusions sont assez vite dissipées en ce domaine.
Néanmoins, la critique de l’esclavage et du colonialisme se dilue au fur et à mesure que progresse le drame. Ainsi, l’exécution de l’ensemble des Portugais (à l’exception de Vasco et d’Inès) dans les deux derniers actes désamorce en grande partie l’inversion de la situation où les colonisateurs deviennent des captifs : ne devenant pas esclaves eux-mêmes, les Portugais n’ont pas l’opportunité de prendre conscience de ce qu’ils font subir aux autres. Quant aux deux survivants, Vasco et Inès, ils ne se concentrent plus guère que sur leur histoire d’amour contrariée.
Le souhait de Meyerbeer de s’inspirer des Lusiades du Camoëns contribue également à reléguer la dénonciation politique au second plan. À partir de la ballade d’Adamastor du troisième acte, qui met en scène un géant marin monstrueux protecteur de l’extrémité méridionale du continent africain, des éléments fantastiques, proches du conte, vont se mêler aux événements historiques : au quatrième acte, le grand prêtre fait boire à Vasco un philtre qui lui fait oublier Inès et qui lui permet de chanter un grand duo d’amour avec Sélika ; au cinquième, Sélika meurt en respirant les effluves parfumés des fleurs du mancenillier en se voyant accueillie par des divinités hindoues tandis que l’on entend un chœur d’esprits invisibles. Pour Letellier, ce mélange d’actions des hommes et des dieux est l’une des caractéristiques principales de L’Africaine. Les éléments historiques et politiques se sont effacés pour faire place « à l’imagination et au rêve ». Germain Delavigne, co-auteur du livret de Robert le Diable, avait d’ailleurs prévenu Meyerbeer de ce hiatus :
« Faites attention, disait-il au grand maître, que vous n’avez plus ici, pour soutenir l’intérêt de votre drame, ni la lutte éternelle des deux principes, le bien et le mal, ni le combat acharné de deux croyances ; ni passions religieuses, ni passions politiques ; il ne vous reste donc plus que l’amour ; c’est l’unique passion sur laquelle vous pouvez compter. Or, votre héroïne, amoureuse comme Didon, prend le parti de finir comme elle. Est-ce bien là de la passion ou de la résignation ? Le théâtre et le poème épique n’obéissent pas aux mêmes lois ; ce qu’on admire le plus dans l’un pourrait fort bien ne pas convenir également à l’autre. Donc, il faudrait chercher d’autres mobiles, d’autres ressorts pour conduire à bonne fin vos cinq actes ! »
Cette « élimination du politique » dans l’opéra est l’une des caractéristiques de la « musique de l’avenir », promue par Franz Liszt, et dont Wagner est le plus éminent représentant. Dans son Essai sur Wagner, Adorno observe que Wagner a substitué à la politique le retour aux mythes et à une imagerie archaïsante dans Lohengrin. Ce faisant, il aurait contribué à mettre fin à une « lamentable » phase de régression dans l’art dans laquelle la bourgeoisie se soulageait sa mauvaise conscience en assistant à des spectacles moraux et bien-pensants. De ce point de vue, L’Africaine serait la contribution de Meyerbeer à la « musique de l’avenir ».

#### L’humanisation graduelle de personnages archétypiques
Letellier note que L’Africaine marque une évolution de Scribe dans l’élaboration de son livret. Contrairement à ses opéras précédents, l’origine sociale et les motivations des personnages ne sont plus réellement déterminantes : savoir qui ils sont, d’où ils viennent et où ils vont n’est pas le plus important. Les personnages de l’opéra sont conçus comme des archétypes : Vasco représente l’esprit d’aventure et de conquête ; Inès la sagesse et la vertu ; Sélika l’attirance de l’exotisme et de l’inconnu ; Nélusko la révolte des peuples colonisés ; Don Pédro l’avidité et le sentiment de supériorité des colons.

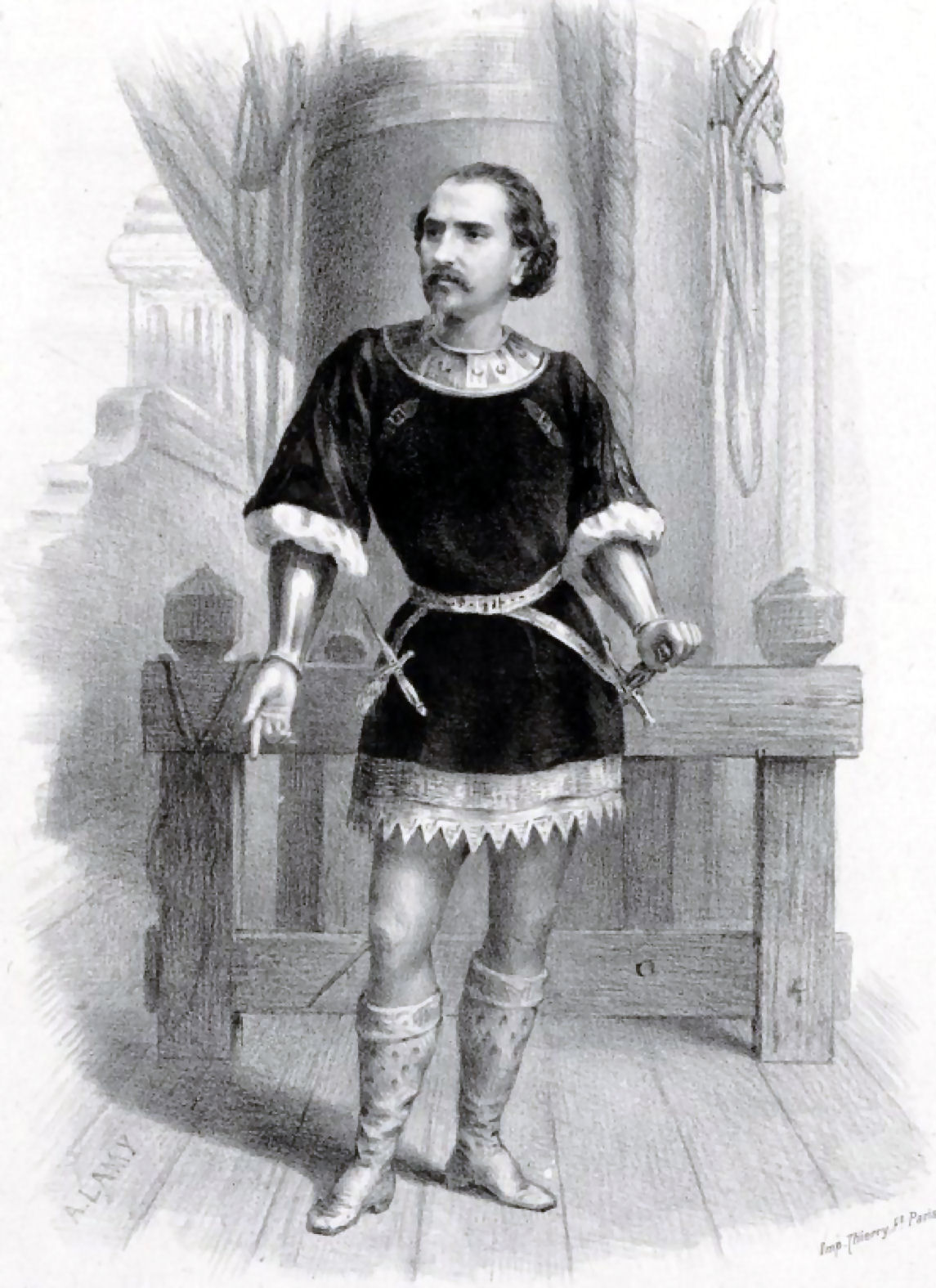
Emilio Naudin, créateur du rôle de Vasco de Gama.

Au premier abord, Vasco de Gama semble être conçu sur le modèle de Waverley, comme l’avaient été en leur temps Robert de Robert le Diable, Raoul des Huguenots, ou Jean de Leyde du Prophète. Le personnage est pusillanime et profondément égoïste ; sa vie ne cesse d’être sauvée par Inès (au deuxième et troisième acte) et par Sélika (au deuxième, troisième, quatrième et cinquième acte) sans que jamais il ne s’intéresse au sort de celles-ci quand elles sont elles-mêmes en danger. Au quatrième acte, lorsqu’on lui annonce l’exécution de tous ses compatriotes, il ne s’inquiète pas un instant pour Inès. Au cinquième acte, il repart au Portugal sans se soucier de ce qui pourrait arriver à Sélika. La façon dont il « donne » Sélika et Nélusko à Inès au deuxième acte comme justification de son amour pour la noble Portugaise met également en lumière le peu de considération qu’il peut avoir pour des esclaves, considérés au mieux comme des animaux, au pire comme de simples objets.
Il hésite constamment entre les deux femmes et ne semble « aimer que celle avec qui il se retrouve seul à seul », pour reprendre l’expression du célèbre critique viennois Eduard Hanslick. La lecture du livret ne laisse pourtant guère de doute quant aux préférences de Vasco : son seul amour semble bien être Inès. Il ne fait que manifester de la gratitude à Sélika après qu’elle lui a révélé le moyen le plus sûr de contourner le cap de Bonne-Espérance au deuxième acte et son duo d’amour au quatrième acte est chanté sous l’emprise d’un philtre d’amour. Néanmoins, comme le note Gerhard, la musique composée par Meyerbeer raconte une histoire bien différente : il n’y a pas dans toute la partition un seul duo d’amour entre Vasco et Inès et les seuls moments passionnés sont bien ceux entre le navigateur portugais et Sélika. Cette contradiction entre le texte et la musique installe le personnage dans une position de porte-à-faux et d’indécision permanente.
Finalement, la seule chose qui préoccupe Vasco est sa propre gloire et « l’immortalité » que lui apporteront ses explorations, comme il le proclame régulièrement tout au long de l’opéra. L’aspect unidimensionnel du personnage (renforcé par le fait que le personnage n’évolue pas du début à la fin de l’opéra) est voulu par Scribe pour mettre en évidence l’égoïsme et l’aveuglement des puissances coloniales. Meyerbeer s’est interrogé sur la nécessité de rendre cet antihéros un peu plus sympathique. Pour des raisons inconnues, il n’a pas été donné suite à ce souhait, alors même que les autres personnages principaux, conçus également comme des archétypes, s’humanisent progressivement au cours de l’opéra.

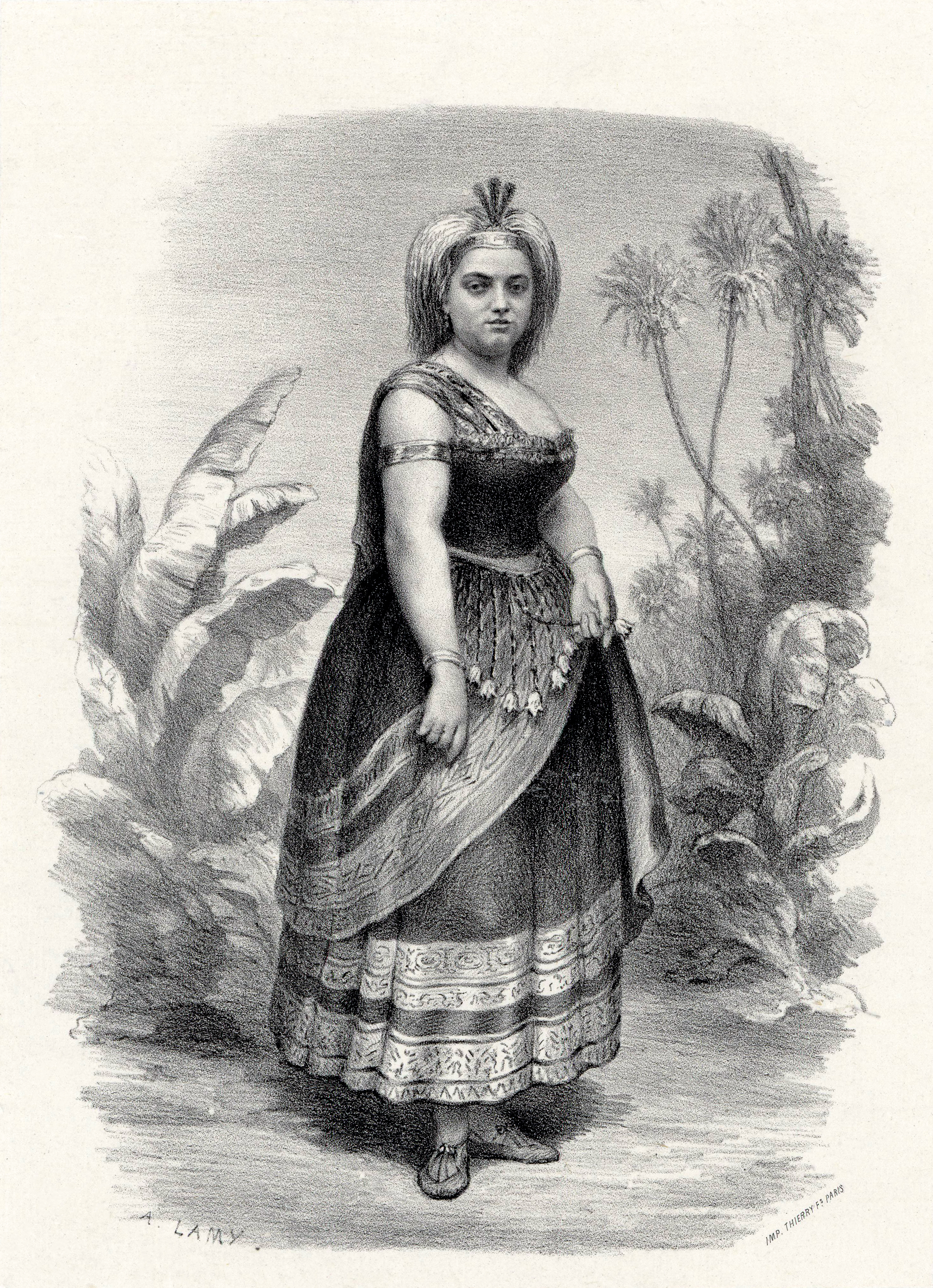
Marie Sasse, créatrice du rôle de Sélika.

L’exemple le plus frappant en la matière est le personnage de Sélika. Censée représenter l’attrait de l’exotisme au début de l’opéra, sa personnalité va progressivement s’affirmer au fur et à mesure que se déroule l’action jusqu’à devenir le condensé de tous les personnages féminins des opéras précédents de Meyerbeer : c’est une amoureuse et une reine (comme Valentine et Marguerite de Valois des Huguenots), une mère (quand elle chante une berceuse à Vasco au début du deuxième acte) et une victime (comme Fidès et Berthe du Prophète), une épouse et une rédemptrice (comme Isabelle et Alice de Robert le Diable).
Comme par contagion, Inès et Nélusko vont à leur tour échapper à leur condition d’archétypes pour s’affirmer comme des êtres de chair et de sang, aimant et souffrant. Inès est la noble et courageuse rivale de Sélika, prête à tout sacrifier pour celui qu’elle aime : dans leur confrontation au début du cinquième acte, chacune va reconnaître la grandeur d’âme de l’autre, la jalousie laissant la place au désir commun de faire le bonheur de l’homme aimé. Quant à Nélusko, son amour non partagé pour Sélika va le conduire à favoriser le mariage de celle-ci avec l’homme qu’il hait (au quatrième acte), puis à la rejoindre dans la mort (au cinquième acte).
La profondeur psychologique acquise par les personnages principaux (à l’exception de Vasco) est liée au développement de l’intrigue amoureuse qui les unit. Mais, ces passions amoureuses semblent échapper au cadre traditionnel du grand opéra où l’histoire d’amour est contrariée par les évènements historiques qui emportent les différents personnages. Rien de tel dans L’Africaine où « l’amour de Sélika pour le beau matelot (…) dévore le contexte historique » : comme l’avait observé Hanslick, Vasco hésite bien moins entre deux continents qu’entre deux femmes et Sélika et Nélusko ne meurent pas massacrés par les conquistadors portugais, mais plus « simplement » parce l’amour qu’ils éprouvent n’est pas réciproque. En ce sens, l’intrigue est plus « conventionnelle » que celle des grands opéras précédents. Mais c’est sans doute parce que l’histoire est plus universelle et dépend moins d’un cadre historique précis que l’opéra a connu un succès durable.

#### Un opéra intime et pessimiste

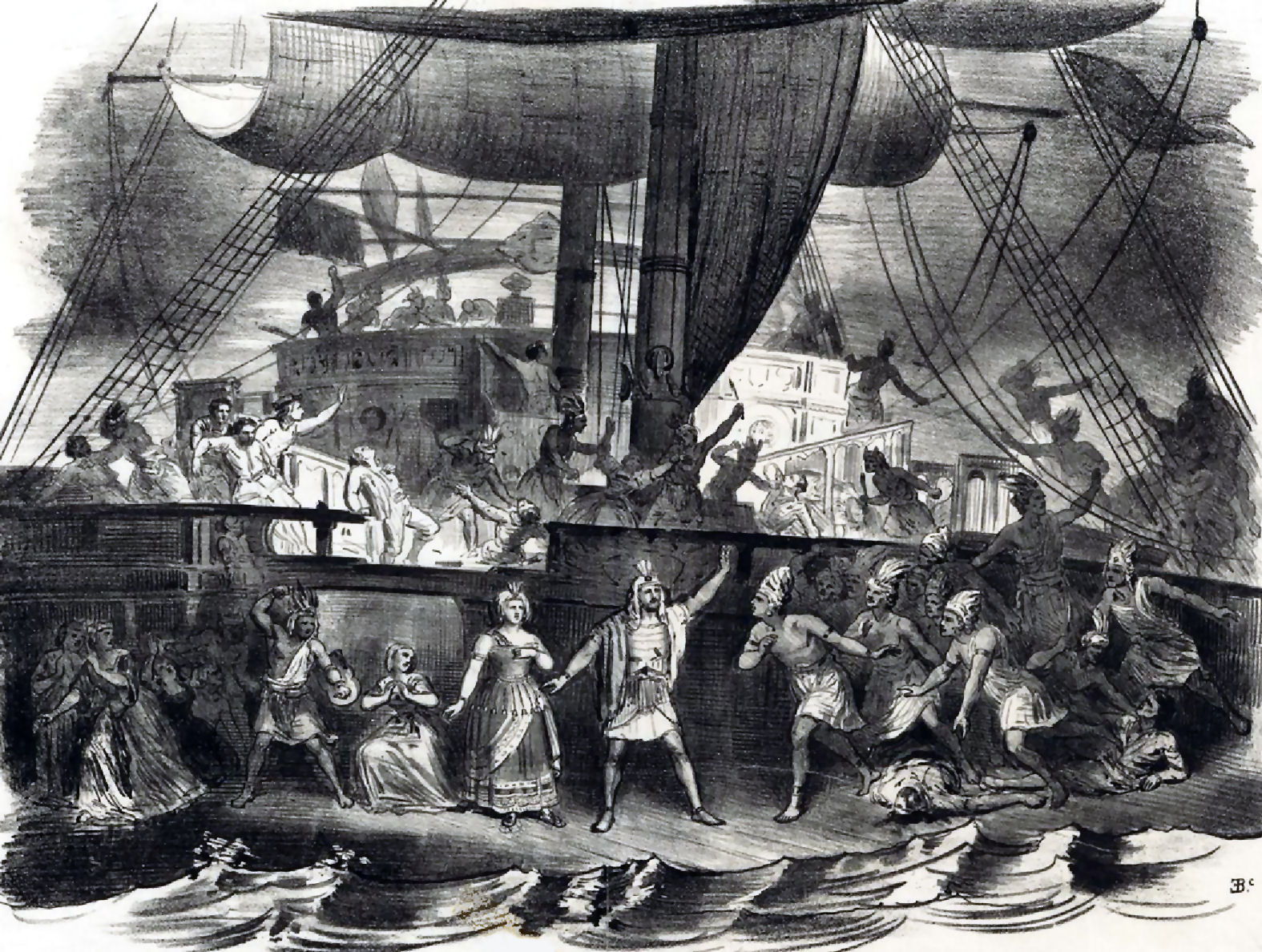
Attaque du navire portugais par les guerriers de Sélika encouragés par Nélusko.

L’Africaine  ne manque pas de moments spectaculaires caractéristiques des grands opéras : la marche indienne qui ouvre le quatrième acte ou le naufrage sur scène du navire portugais au troisième acte en font partie. Anger fournit la description suivante du vaisseau :
«  Le bateau a une largeur de pont de 13,2 m, avec des mâts de 10,2 m et une dunette montée à 5,15 m d’un poids total de 12 tonnes, à manœuvrer pour le naufrage. On utilise à cette fin une équipe de 40 charpentiers en plus de la brigade des machinistes réglementaires, dont la majorité se trouvait dans le 5e dessous auprès de l’axe de rotation. L’entracte dure 20 minutes. Pour le naufrage, deux plateaux de charpente superposés de 130 m2, séparés l’un de l’autre par des rouleaux en fonte, sont mis en rotation grâce à un fort boulon placé au centre de la figure.
La submersion du vaisseau et l’inclinaison de toute cette charpente était particulièrement délicate.  »
Un autre grand moment est la scène du conseil au premier acte, ajoutée à la demande expresse de Meyerbeer. Dans ce cas, la fluidité du texte et de la musique conduit à un ensemble durchkomponiert qui occupe la majeure partie de l’acte. Les délibérations se transforment en un affrontement choral spectaculaire où le parti réactionnaire (mené par le grand inquisiteur et soutenu par les voix basses du chœur) s’oppose au parti libéral qui soutient les projets de Vasco (avec Don Alvar et les ténors). La réussite de cet ensemble constitue l’un des plus beaux accomplissements du grand opéra historique français.

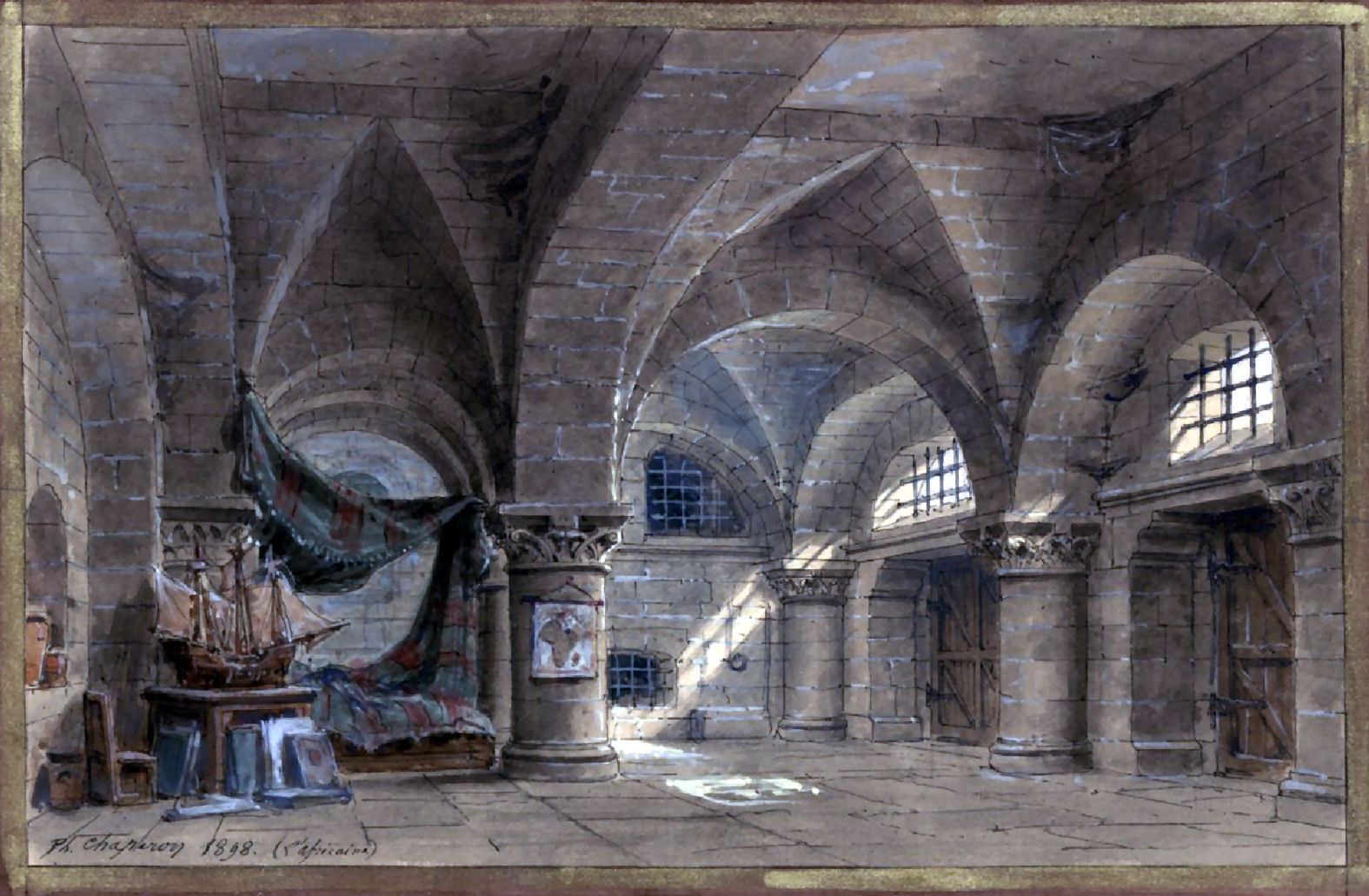
Esquisse du décor du deuxième acte par Philippe Chaperon (1898) : c’est dans ce décor que Sélika chante sa berceuse à Vasco de Gama, allongé sur le lit situé à gauche de la scène.

Dans le même temps, L’Africaine compte de nombreux moments où émerge une nouvelle intimité, inédite au milieu du fracas propre aux grands opéras : c’est la romance mélancolique du Tage interprétée par Inès dès le début du premier acte, puis la berceuse chantée par Sélika à Vasco au deuxième acte, et enfin toute la scène de la mort de Sélika qui « prend sa place parmi les moments forts du répertoire de l’opéra ».
Il faut noter également que seuls deux actes sur cinq (le premier et le troisième) se terminent dans le déchaînement des forces chorales et orchestrales ; les trois autres actes s’achèvent dans une douceur résignée totalement inhabituelle dans le cadre des grands opéras. On retrouvera une intimité similaire dans l’opéra « africain » de Giuseppe Verdi, Aida, créé en 1871, où l’influence de L’Africaine est identifiable à de nombreuses reprises.
La « mort d’amour » de Sélika sur laquelle s’achève L’Africaine et toute l’œuvre lyrique de Meyerbeer est très différente de la « Liebestod » de Tristan und Isolde : chez Wagner, la mort des deux amants est leur seul moyen de s’unir « dans un « grand Tout » dont la voix directe est la musique d’orchestre ». La mort est à la fois accomplissement et rédemption. Chez Meyerbeer, au contraire, Sélika meurt seule, abandonnée ; si elle croit revoir un moment Vasco dans le paradis artificiel provoqué par les effluves du mancenillier, elle est rappelée à la réalité par le coup de canon marquant le départ du navire emportant Vasco et Inès (coup de canon qui anticipe celui de Madame Butterfly, mais à l’envers, puisque, chez Puccini, le canon signale le retour de Pinkerton). Selon les didascalies du livret, Sélika pousse un cri de douleur en apercevant le vaisseau qui s’éloigne puis implore, d’une voix mourante, « Ah ! Rendez-moi les cieux ! ». Évoquant le « pessimisme meyerbeerien », Anger conclut :
«  Sélika, elle, sait que l’apparition de Vasco est le pur résultat de son imagination. Meyerbeer montre ici d’une manière vertigineusement claire que la musique, la vision, l’art sont la projection d’un désir qui n’a rien à voir avec le réel. Il nous délivre sa conception, tragique, de l’opéra et de l’homme.  »

### L’opéra des adieux

#### Les adieux, un thème récurrent

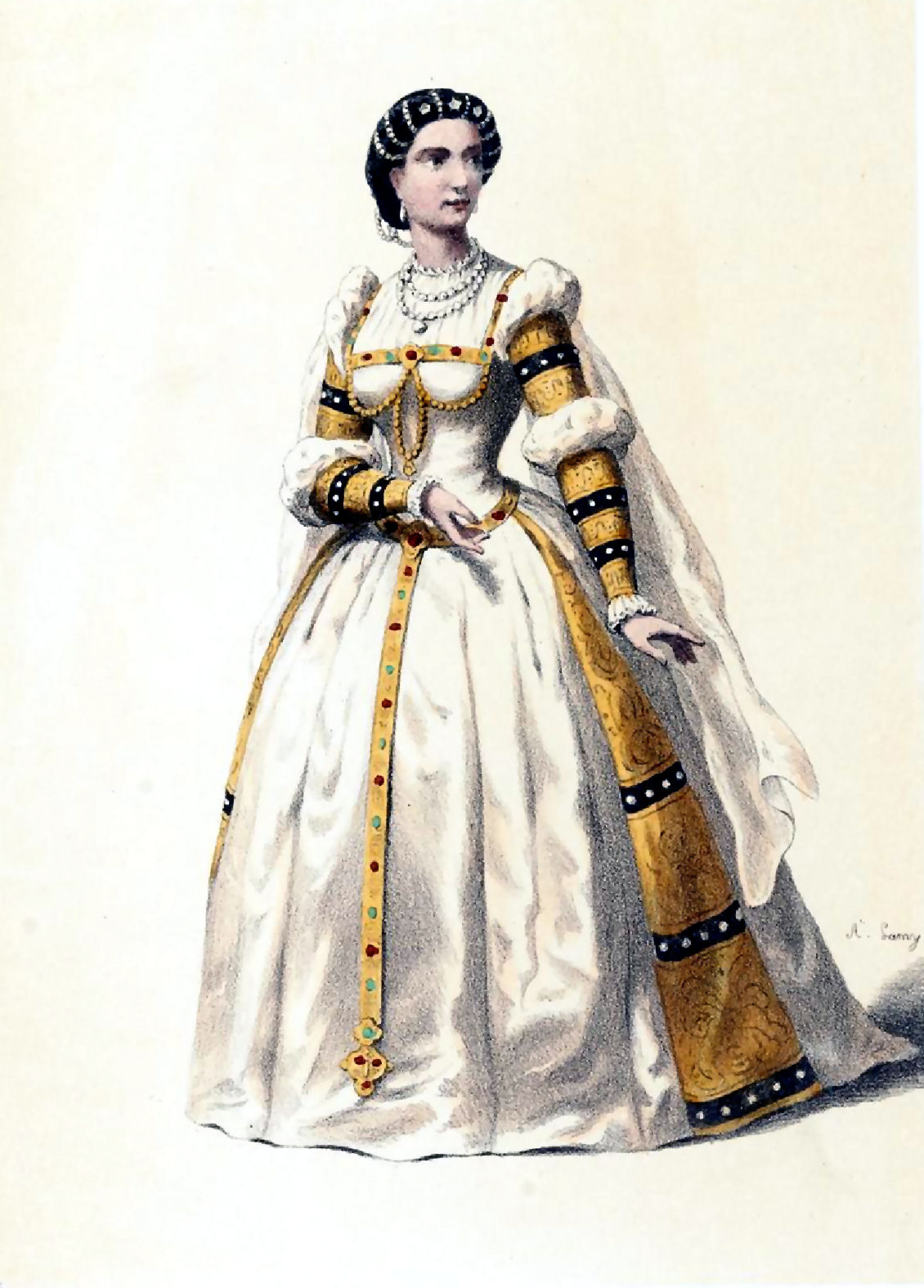
Marie Battu, créatrice du rôle d'Inès : les thèmes de deux de ses airs sont repris dans l'ouverture.

L’Africaine est à bien des égards l’opéra des adieux. L’ouverture (achevée la veille de la mort du compositeur) reprend les thèmes de deux airs d’Inès : la ballade du Tage chantée au début du premier acte :
« Adieu, mon doux rivage
Adieu, mon seul amour
Adieu, rives du Tage…
Où j’ai reçu le jour
Pour celle qui m’est chère 
Seront mes derniers vœux 
Adieu… adieu !... 
Et vous, brise légère, 
Portez-lui mes adieux… »
et l’air d’adieu chantée par Inès à Vasco après lui avoir révélé qu’elle a dû se résoudre à épouser Don Pédro pour sauver la vie de l’explorateur :
« Dans les soupirs de la ramure
Reconnais ma voix qui murmure
Et va, plaintive, t’appelant,
Adieu, Vasco, là-haut je te verrai
Adieu, adieu, adieu, ah ! 
Là-haut, nous nous verrons
Pour toujours nous aimerons ! 
Adieu, adieu, adieu ! 
Adieu, là-haut nous nous verrons !... »

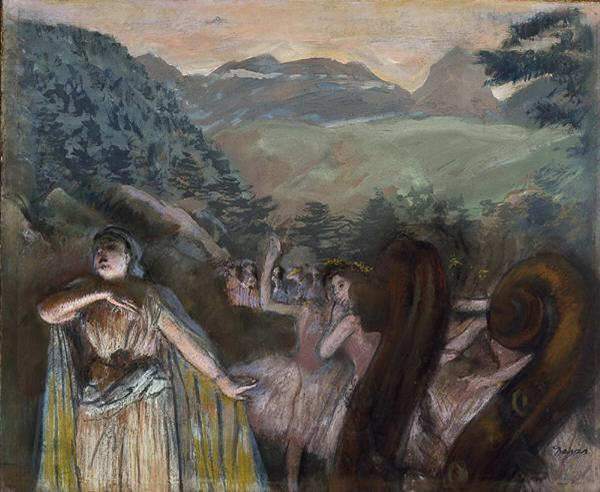
Edgar Degas, Air après le ballet (Musée d'art de Dallas, 1979) : la scène peinte par Degas a été identifiée comme la mort de Sélika sous le mancenillier.

C’est enfin la mort de Sélika sur le promontoire surplombant l’océan alors que s’éloigne le navire emportant Inès et Vasco :
« La haine m’abandonne,
Mon cœur est désarmé,
Adieu, je te pardonne,
Adieu, mon bien-aimé.
Adieu, Vasco, mon bien-aimé, 
Je te pardonne
Sois pardonné, mon bien-aimé, 
Adieu, adieu !  »
C’est un peu comme si Meyerbeer percevait inconsciemment qu’il compose son chant du cygne et fait ses adieux aux glorieuses traditions du grand opéra et au style mélodieux du bel canto que le compositeur a servi durant toute sa vie. Dans le même temps, il semble passer le relai, avec L’Africaine, à Verdi et son Aida (1871), Delibes et sa Lakmé (1883) et Puccini et sa Madame Butterfly (1904).

#### L’anéantissement du protagoniste masculin
Si les personnages d’Inès et de Sélika ne sont au début de l’opéra que de simples archétypes, Meyerbeer s’attache à les caractériser musicalement avec le plus grand soin.
Inès se voit confier des mélodies aux accents traditionnels, voire archaïques, aux rythmes réguliers. Pour son air d’entrée, la ballade du Tage, Meyerbeer suggère à Scribe que « cette romance pourrait être censée d’être un antique air national ». Un musicologue belge écrit à ce propos en 1866 que:
« La première partie de l’air d’Inès affecte la forme de ces anciens romanceros que chantaient les trouvères méridionaux. Ce petit cachet d’archaïsme ne messied pas à ce refrain : Adieu, rives du Tage.. »

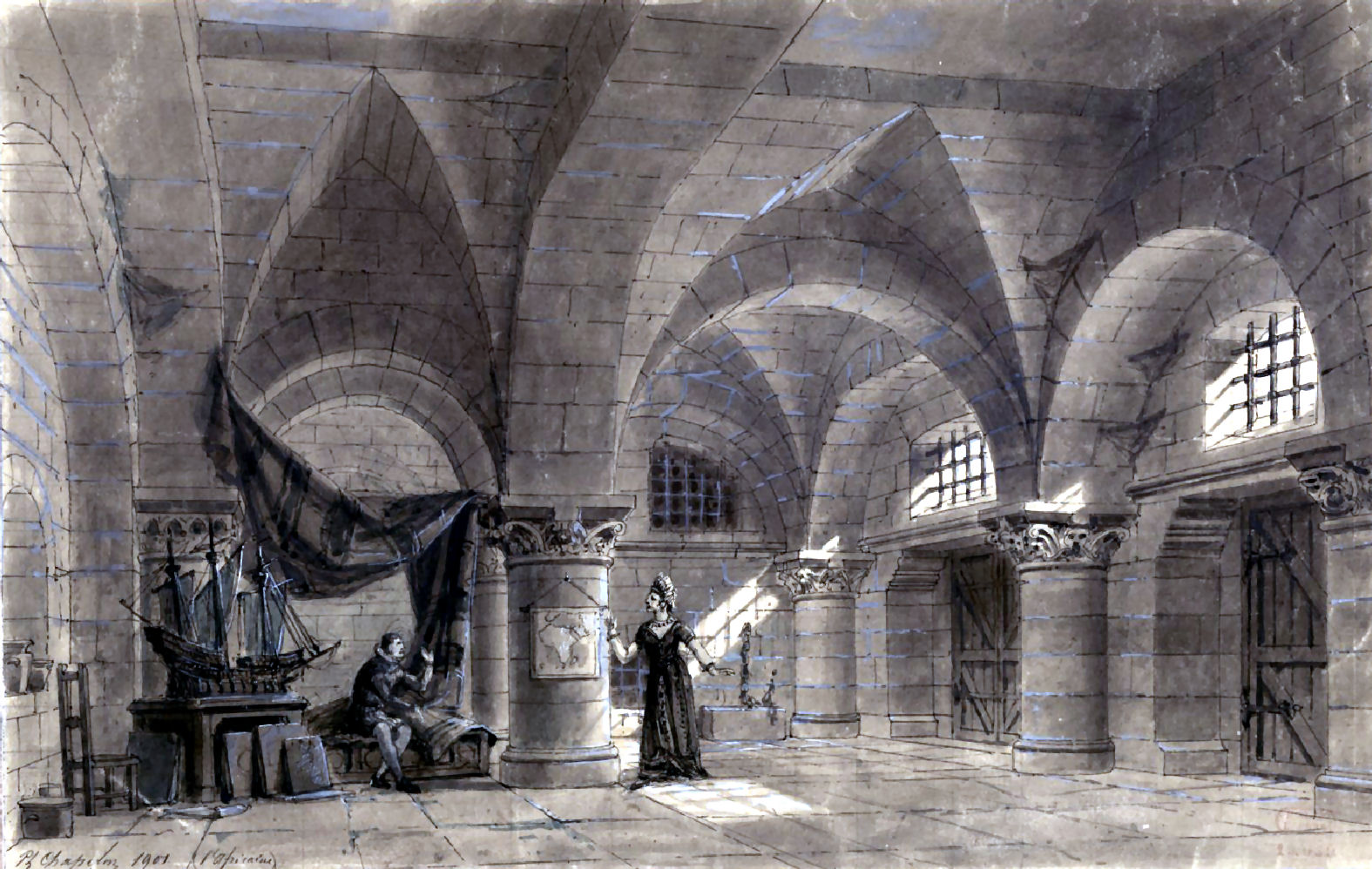
Esquisse du décor du deuxième acte par Philippe Chaperon (1901) avec Sélika et Vasco de Gama.

Pour Sélika au contraire, Meyerbeer demande à Scribe de « lui donner un langage, chaud, coloré d’images, des coupes de vers et des rythmes particuliers pour marquer mieux la différence avec le langage des personnages européens ». Le premier air de Sélika s’oppose ainsi en tout point à la ballade du Tage d’Inès : sa berceuse chantée au début du deuxième acte est en la mineur (contre la majeur pour la romance d’Inès), ses rythmes en sont étranges, confinant au « maniérisme ». Les intentions ont été bien comprises par la critique de l’époque puisque Paul de Saint-Victor écrit :
«  Cette berceuse vous rappelle ces merveilleux tissus de l’Inde qui reflètent vaguement dans leurs broderies chimériques, le soleil, la flore et les oiseaux de ses paysages. De même, toutes les rumeurs du monde tropical bruissent dans cette bizarre mélodie : gazouillements des colibris, oscillations de lianes, bourdonnements d’insectes noyés dans des longues bandes de lumière. Ses rythmes nonchalants semblent suivre la molle ondulation d’un hamac, la brise souffle dans les flûtes et murmure sur les violons de l’orchestre, tandis que le frôlement des cymbales et le tintement des triangles vous apportent l’écho lointain des tamtams d’une nuit africaine.  »
Les deux protagonistes féminins vont progressivement reléguer leurs homologues masculins au second plan. Le dernier acte consacre cet état de fait : dans le premier tableau se succèdent un air d’Inès et la confrontation pleine de noblesse entre Inès et Sélika, le pauvre Vasco se contentant de faire de la figuration avant d’être sèchement congédié par Sélika sans pouvoir dire un mot. Le deuxième tableau nous fait assister à la mort de Sélika sous le mancenillier, Nélusko n’arrivant qu’à la toute fin pour constater le décès de sa reine et mourir avec elle. Comme le note Gerhard, la vision de l’amour absolu de Meyerbeer conduit à faire de l’homme un simple objet dont la présence n’est pas même nécessaire, inversant ainsi la relation traditionnelle entre les hommes et les femmes au XIXe siècle : « peut-être, après tout, Fétis avait-il raison de ne pas conserver le titre Vasco de Gama en reprenant celui de L’Africaine ».

## Discographie
Version de François-Joseph Fétis, intitulée L'Africaine :
- 1952 – Aga Joestén, Heinrich Bensing, Carl Kronenberg, Olga Moll, Hans Dahmen – Chœur et Orchestre de la radio de Hesse – Paul Schmitz (dir.) - Walhall WLCD 0025 (2CD) - chanté en allemand
- 1971 – Jessye Norman, Veriano Luchetti, Giangiacomo Guelfi, Mietta Sighele, Agostino Ferrin – Chœur et Orchestre du Mai musical florentin – Riccardo Muti (dir.) - Opera d’Oro OPD 1467 (3CD) - chanté en italien
- 1973 – Shirley Verrett, Plácido Domingo, Norman Mittelmann, Evelyn Mandac, Simon Estes – Chœur et Orchestre de l’opéra de San Francisco – Jean Périsson (dir.) - Gala GL 100-605 (3CD) - chanté en français
- 1977 – Martina Arroyo, Giorgio Casellato-Lamberti, Sherrill Milnes, Evelyn Brunner, Alexander Malta – Chœur et Orchestre symphonique de la Radiodiffusion bavaroise – Gerd Albrecht (dir.) - Myto Records MCD 011.235 (3CD) - chanté en français
- 1977 – Montserrat Caballé, Plácido Domingo, Guillermo Sarabia, Christine Weidinger, Dimiter Petkov – Chœur et Orchestre du Grand théâtre du Liceu de Barcelone – Antonio de Almeida (dir.) – Legato Classics LCD 208-2 (2 CD) - chanté en français

Version originale, intitulée Vasco de Gama :
- 2014 – Claudia Sorokina, Bernhard Berchtold, Pierre-Yves Pruvot, Guibee Yang, Kouta Räsänen – Chœur de l’opéra de Chemnitz et Robert-Schumann Philharmonie – Frank Beermann (dir.) - CPO 777 828-2 (4CD) - chanté en français

Version critique de Jürgen Selk, intitulée L'Africaine – Vasco da Gama :
- 2024 - Michael Spyres, Claudia Mahnke, Brian Mulligan, Kirsten MacKinnon, Andreas Bauer Kanabas – Chœur de l'Opéra de Francfort et Orchestre de l'Opéra et du Musée de Francfort (de) – Antonello Manacorda (dir.) - Captation à l'Opéra de Francfort en 2018 - Naxos 8660558-60 - chanté en français

## Vidéographie
1988 – mise en scène de Lotfi Mansouri – Shirley Verrett, Plácido Domingo, Ruth Ann Swenson, Justino Díaz, chœur et orchestre de l’opéra de San Francisco, Maurizio Arena – Arthaus Musik 100216 (2 DVD)  –  chanté en français